# Побутовий жанр

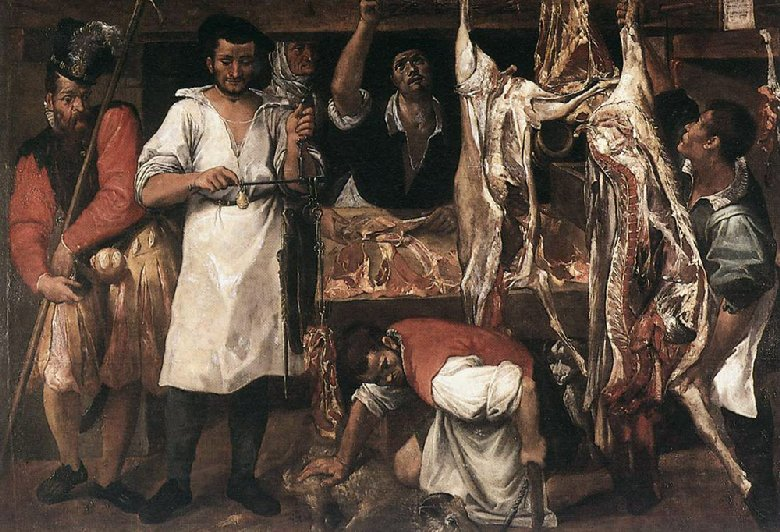
Аннібале Каррачі. М'ясна крамниця, 1580 рік, Оксфорд, Англія

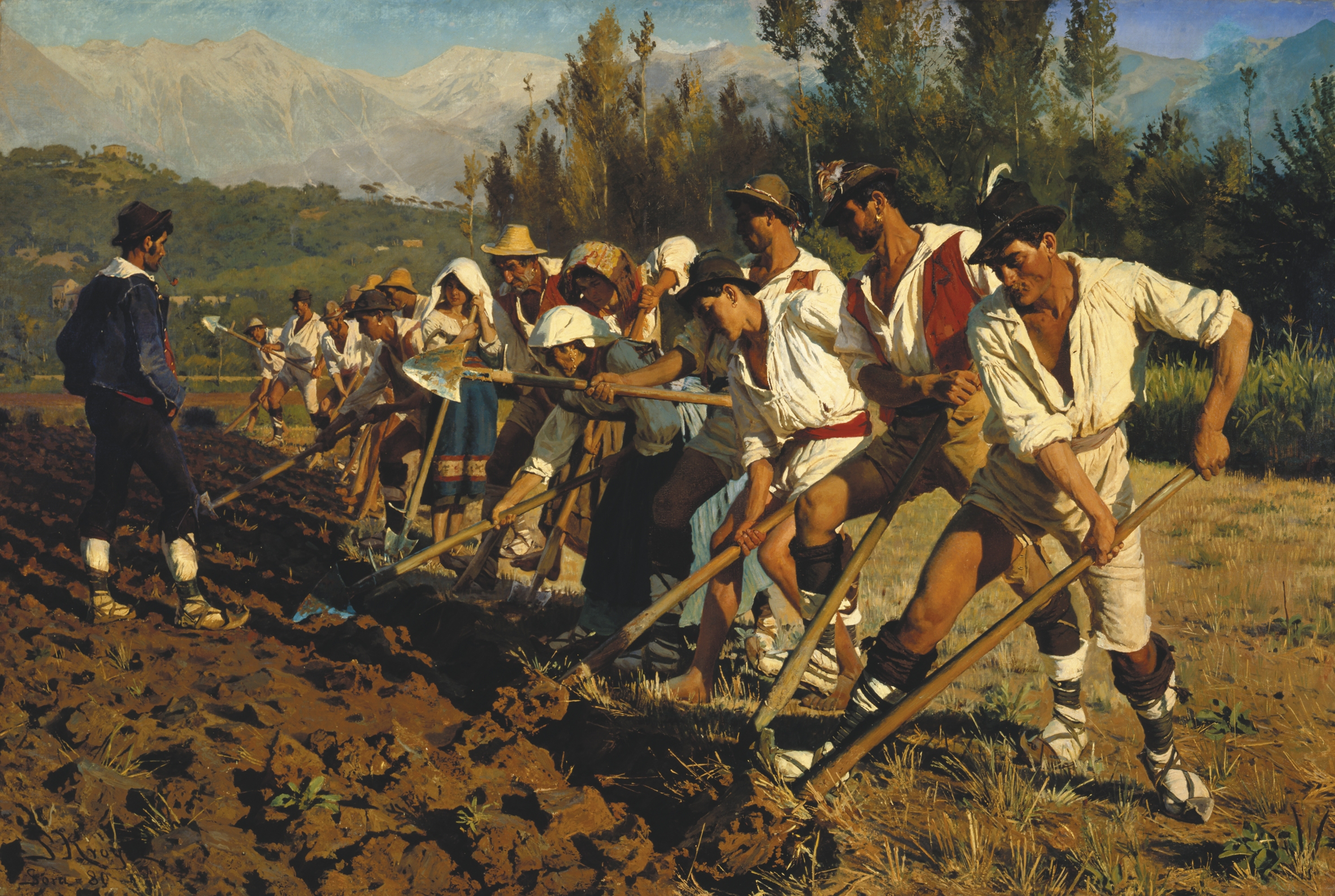
Педер Северін Крейєр. «Сільські працівники в Абруццо», 1880, Художній музей Фюн, Данія, Оденсе

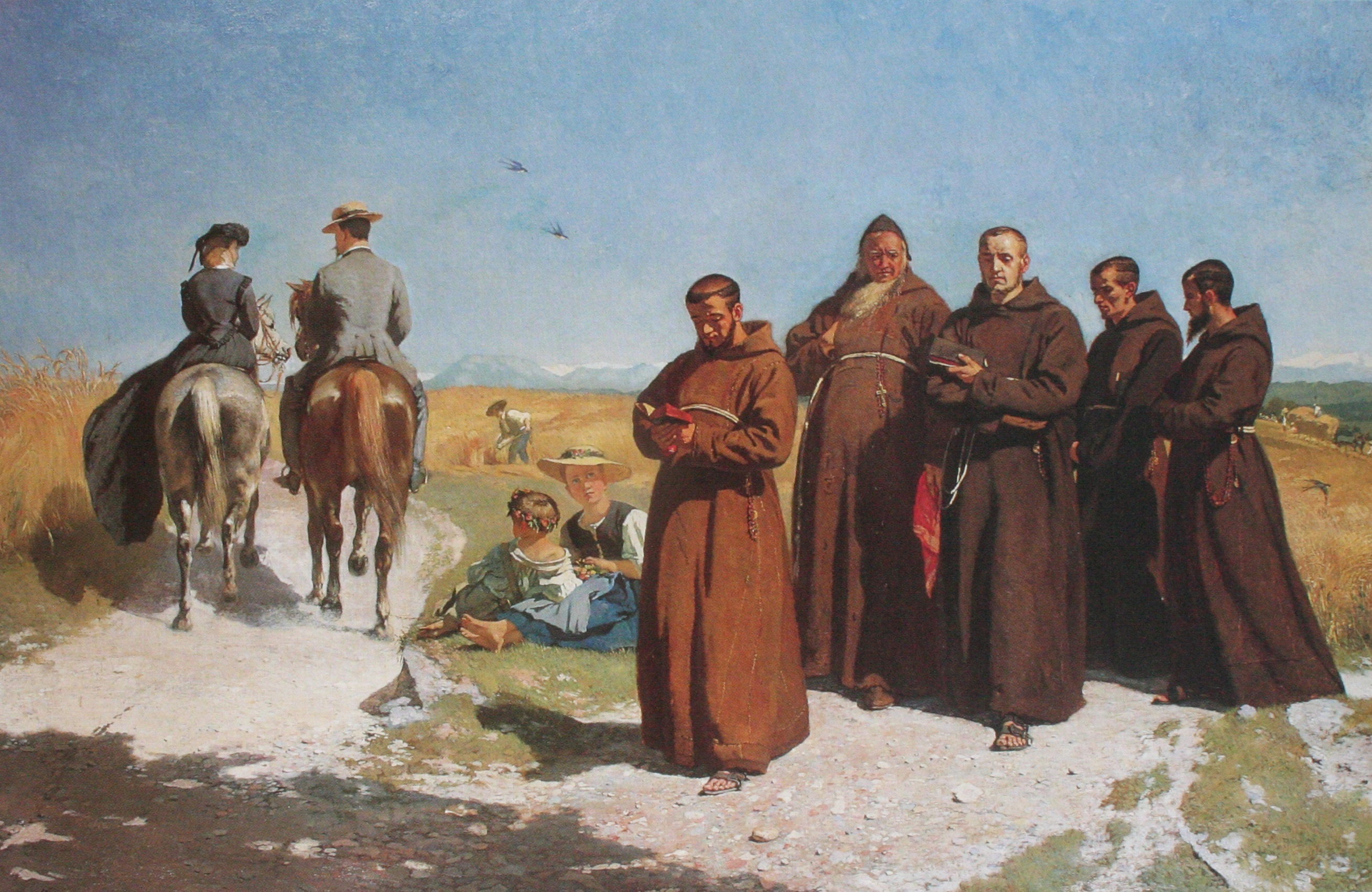
Френк Бухзер. «Аскеза і розкоші життя для небагатьох», 1865 р.

Побутовий жанр — розділ образотворчого мистецтва, різновид живопису, що зосереджений на відтворенні сцен повсякденного, буденного життя, зазвичай сучасного художника. Побутовий жанр має також відтворення у скульптурі, графіці, фото.

## Історичні етапи

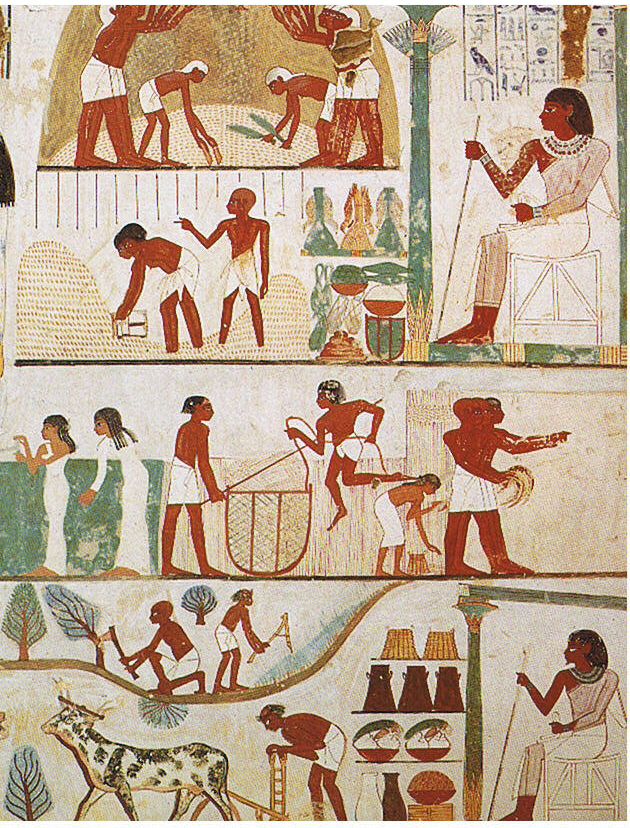
Стінопис з побутовими сценами, поховальна комора Накта, Стародавній Єгипет

Побутовий жанр виник ще в добу європейської античності. Але задовго до Стародавньої Греції сцени побутового життя відтворювали в Африці і в Стародавньому Єгипті. Стінописи в поховальних коморах фараонів часто мають зображення побутових сцен, посідаючи додаткове, підкорене місце після сцен релігійних. Вже в мистецтві Стародавнього Єгипту побутові сцени зустрічаються і в живопису, і в скульптурі, і навіть на уламках керамічних посудин, поверхню яких давньоєгипетскі художники використовували для створення ескізів (акробатка, Ірінефер поряд з хлібинами).

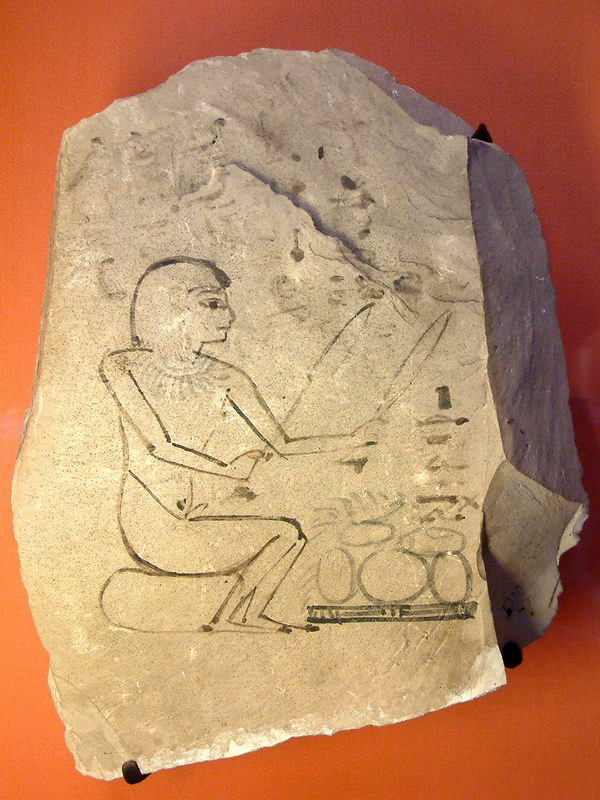
Ірінефер поряд з хлібинами, Лувр.
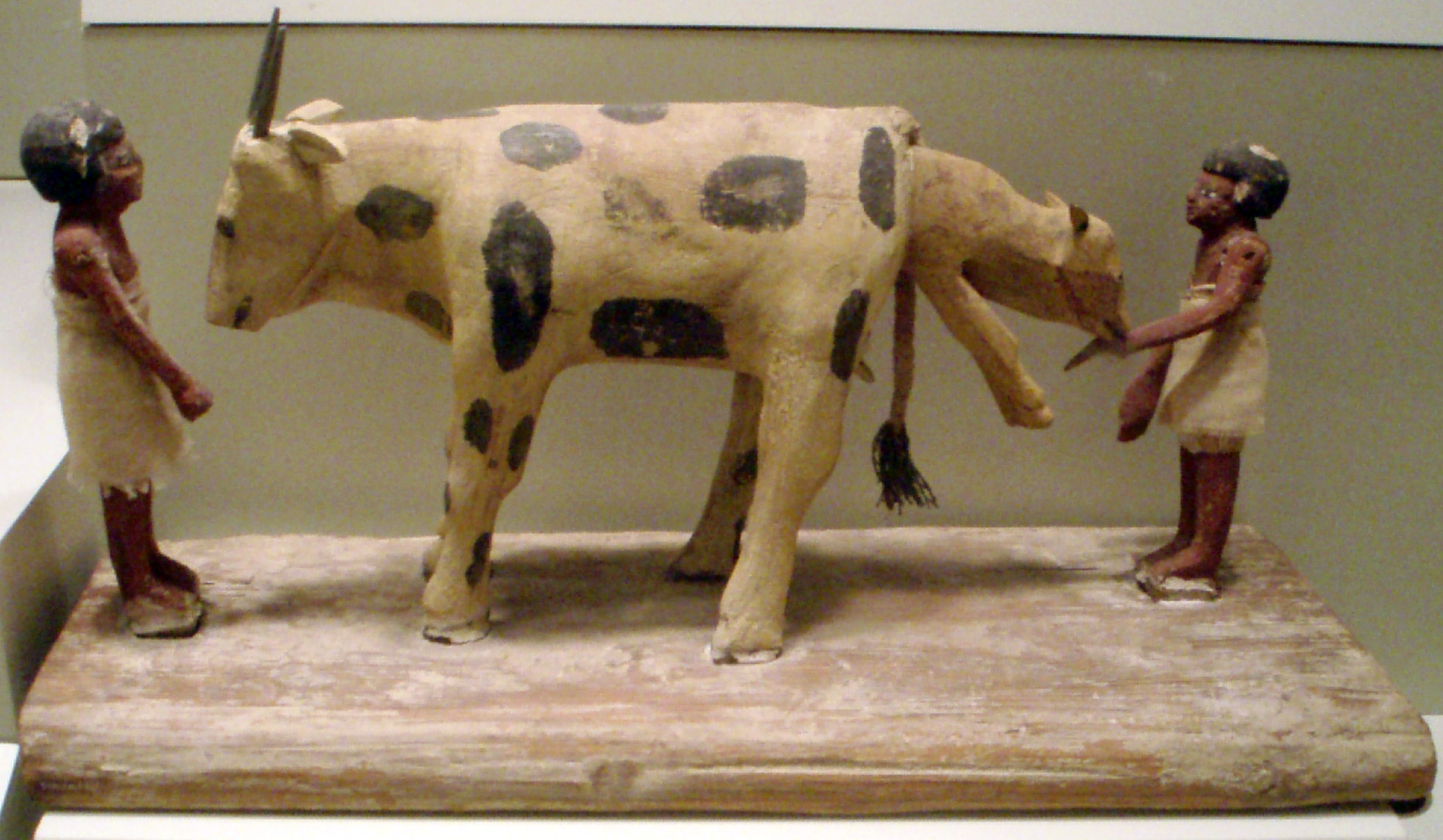
Народження теля, дрібна пластика з поховання
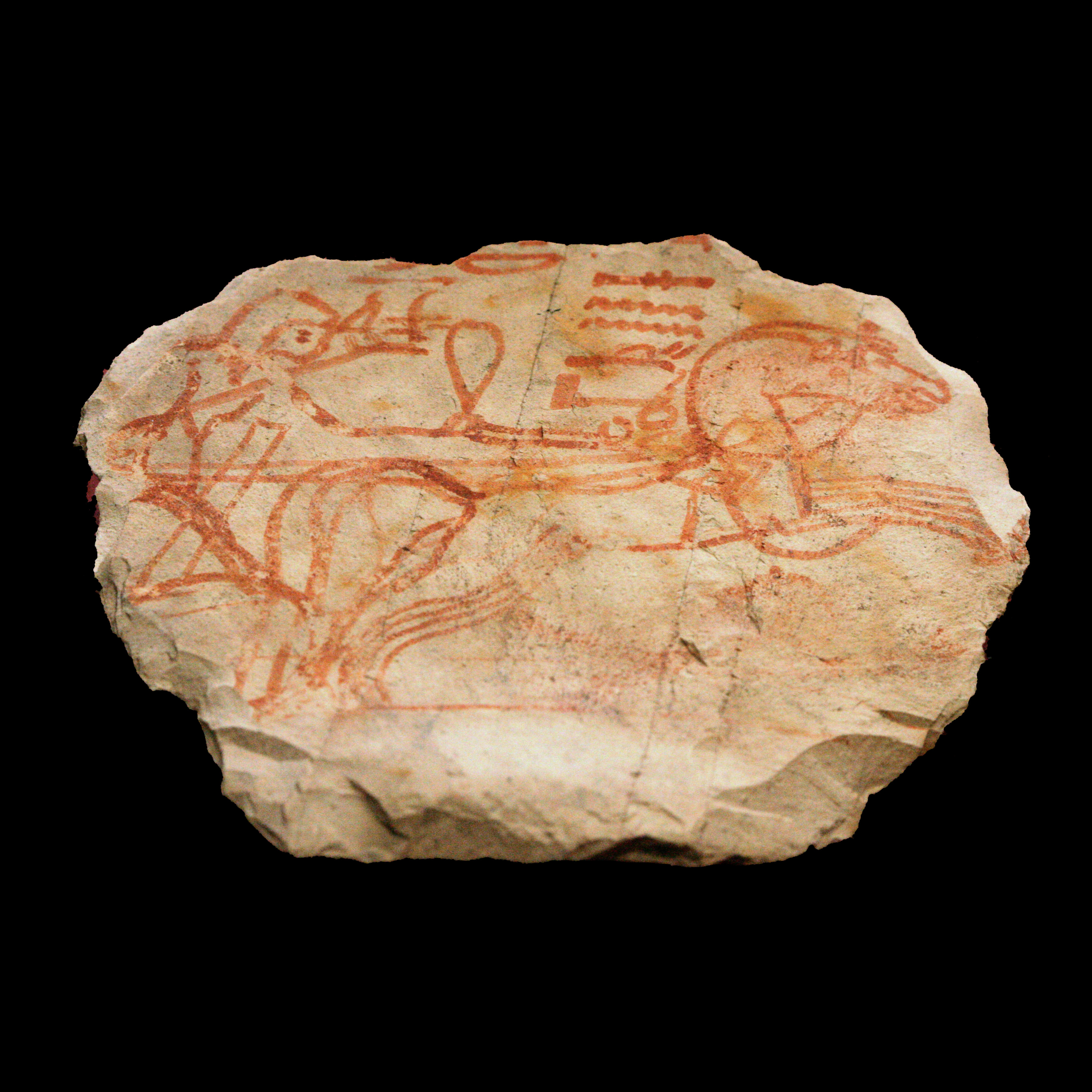
Уламок керамічної вази з малюнком колісниці, Лувр.
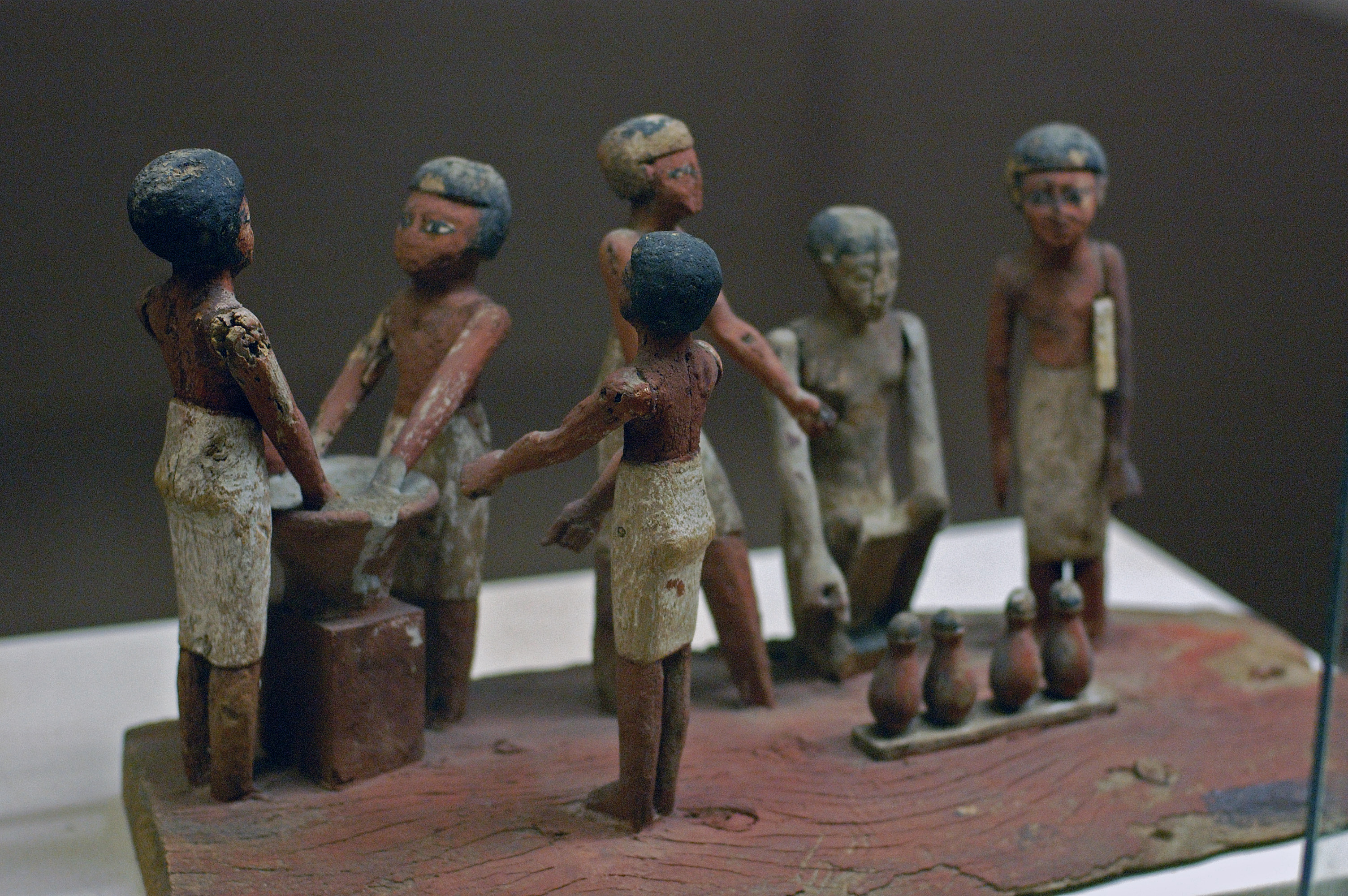
Варять пиво, дрібна пластика з поховання

## Давньогрецький вазопис
Майстерні зразки побутових сцен створені митцями Стародавньої Греції у вазопису. Побутовий жанр був розвинений і в тогочасному живопису, але до нашого часу дійшли випадкові його зразки. Широке використання вазопису частково відобразило і побутові сцени, які зустрічались в тодішньому живопису, і створило власні його зразки (майстер Ефроній, пеліка «Дивись, ластівка!», Ермітаж, майстер Ексекій, «Діоніс у човні піратів, або Чаша з очима», майстер Евфімід, «Збори вояка у похід»). Спостереження за побутом сучасників і сміливість у відтворенні побутових сцен обумовили надзвичайне розмаїття сцен, створених вазописцями — від натхненого співу актора у ролі Аполлона до еротичних сцен і неприємних наслідків пияцтва на нещодавній вечірці (майстер Бріг, кілікс, Вюрцбург, університетський музей).

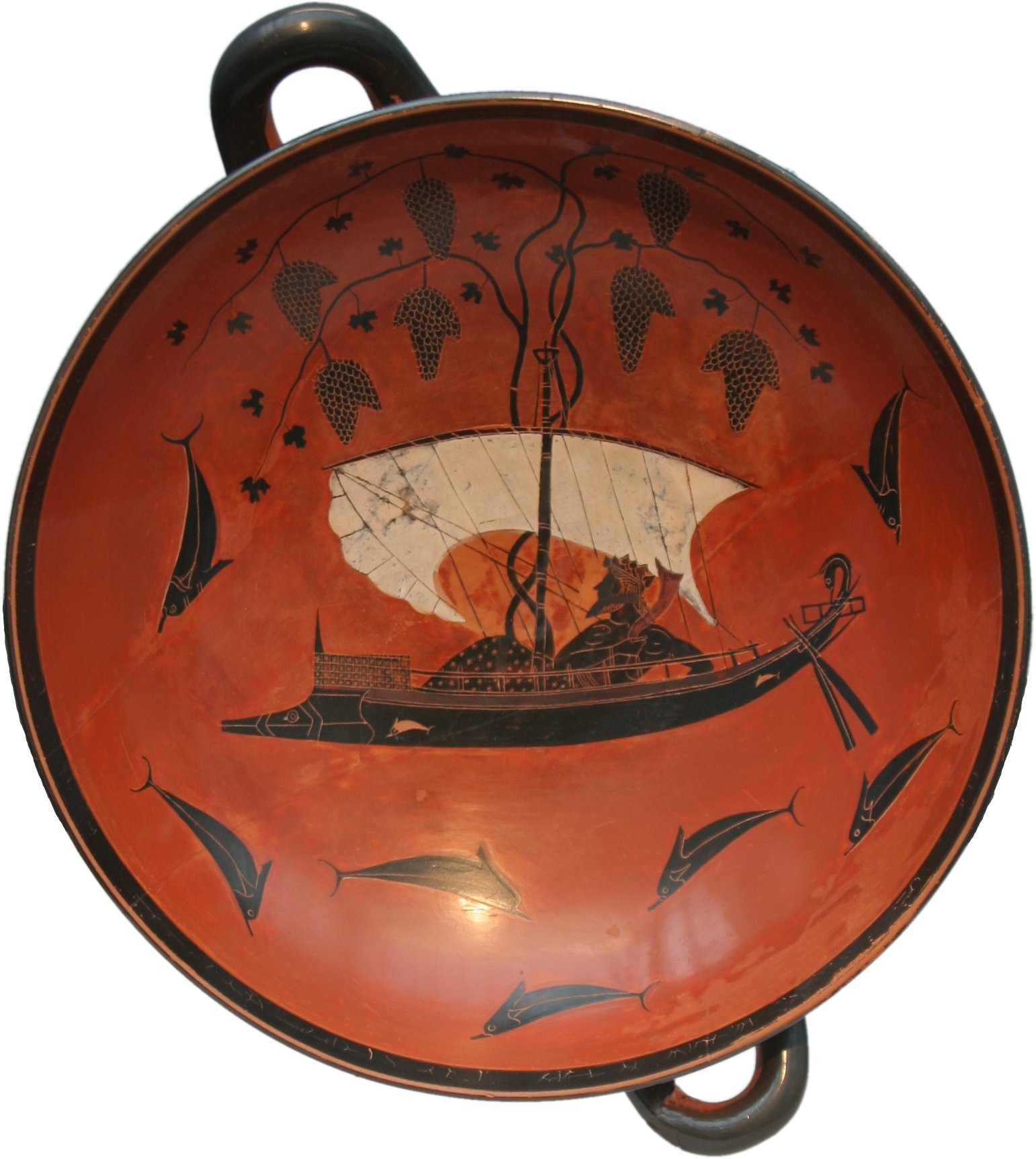
Ексекій, кілікс «Діоніс у човні піратів, або Чаша з очима», Державне античне зібрання
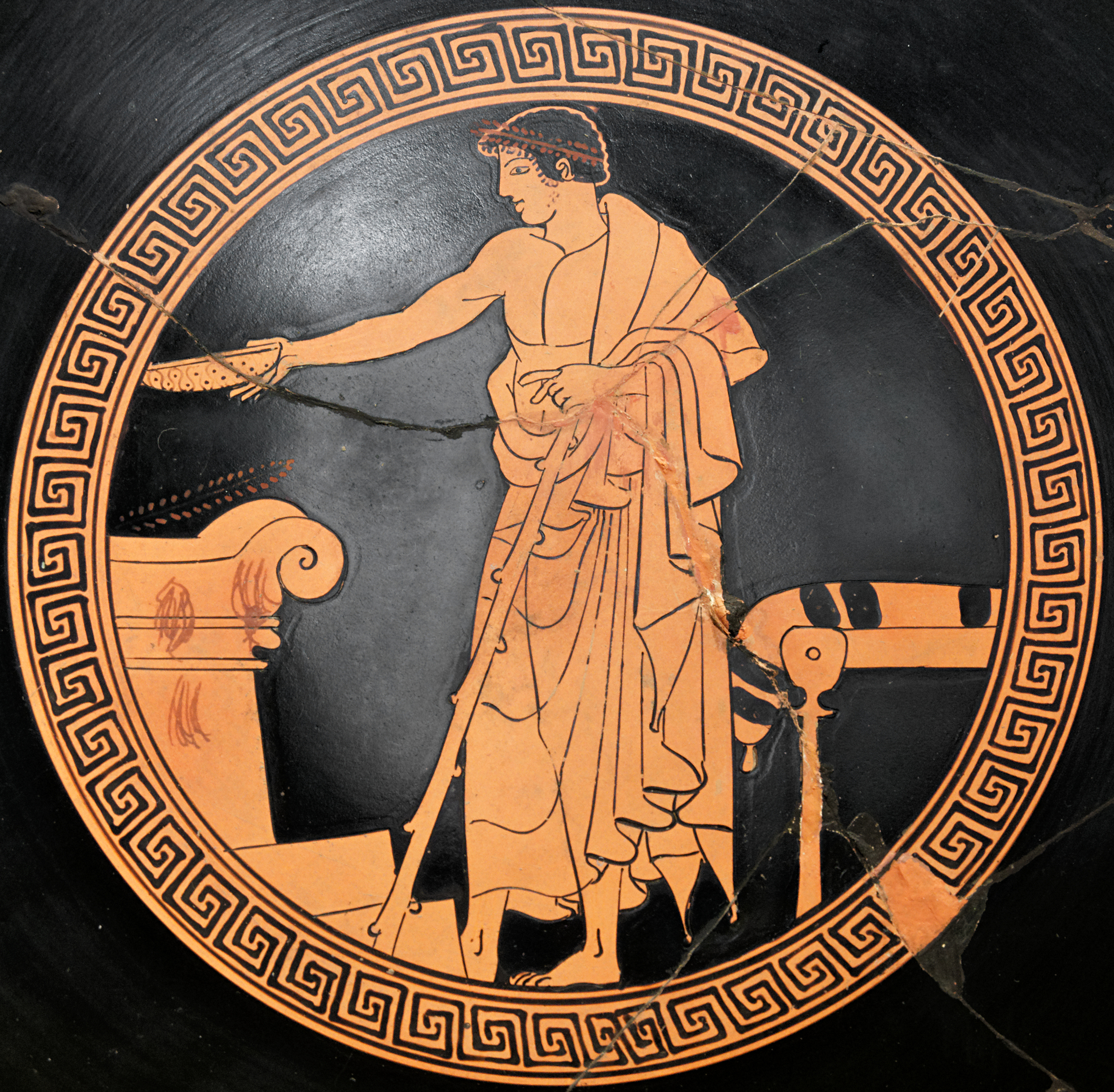
Жертвопринесення вином, кілікс 480 до н.е. Лувр
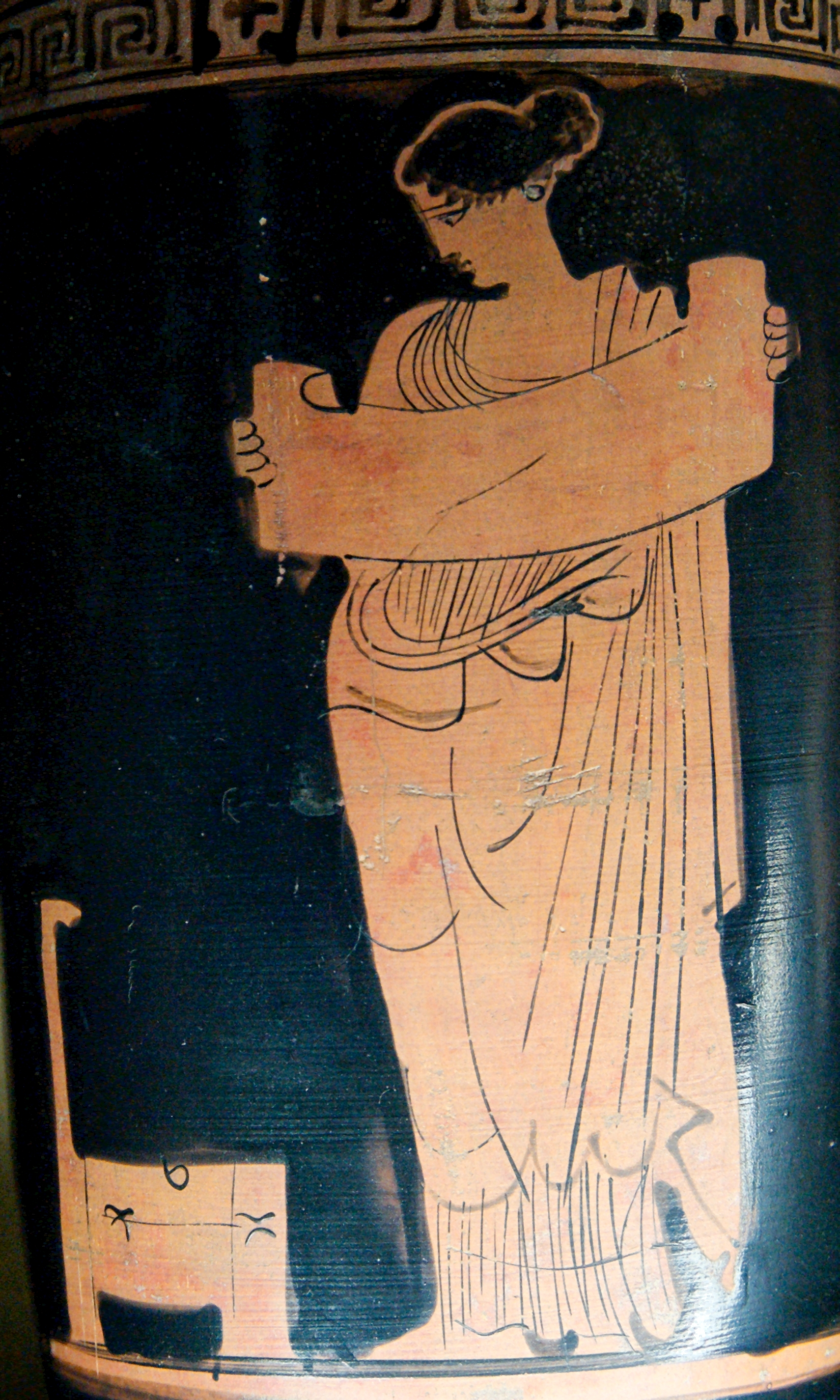
Муза читає сувій, лекіф, Лувр
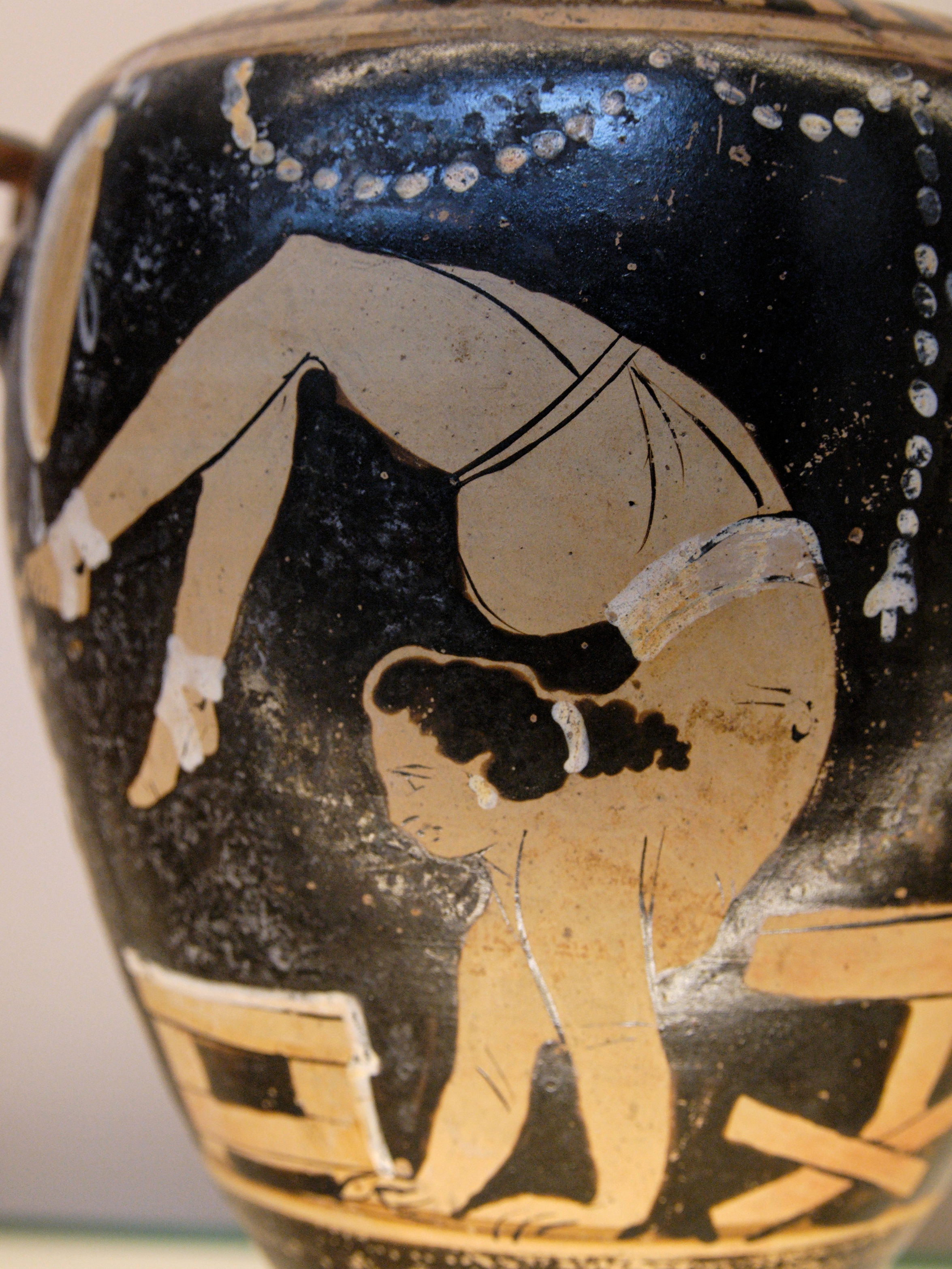
Акробатка, гідрія, Британський музей, Лондон
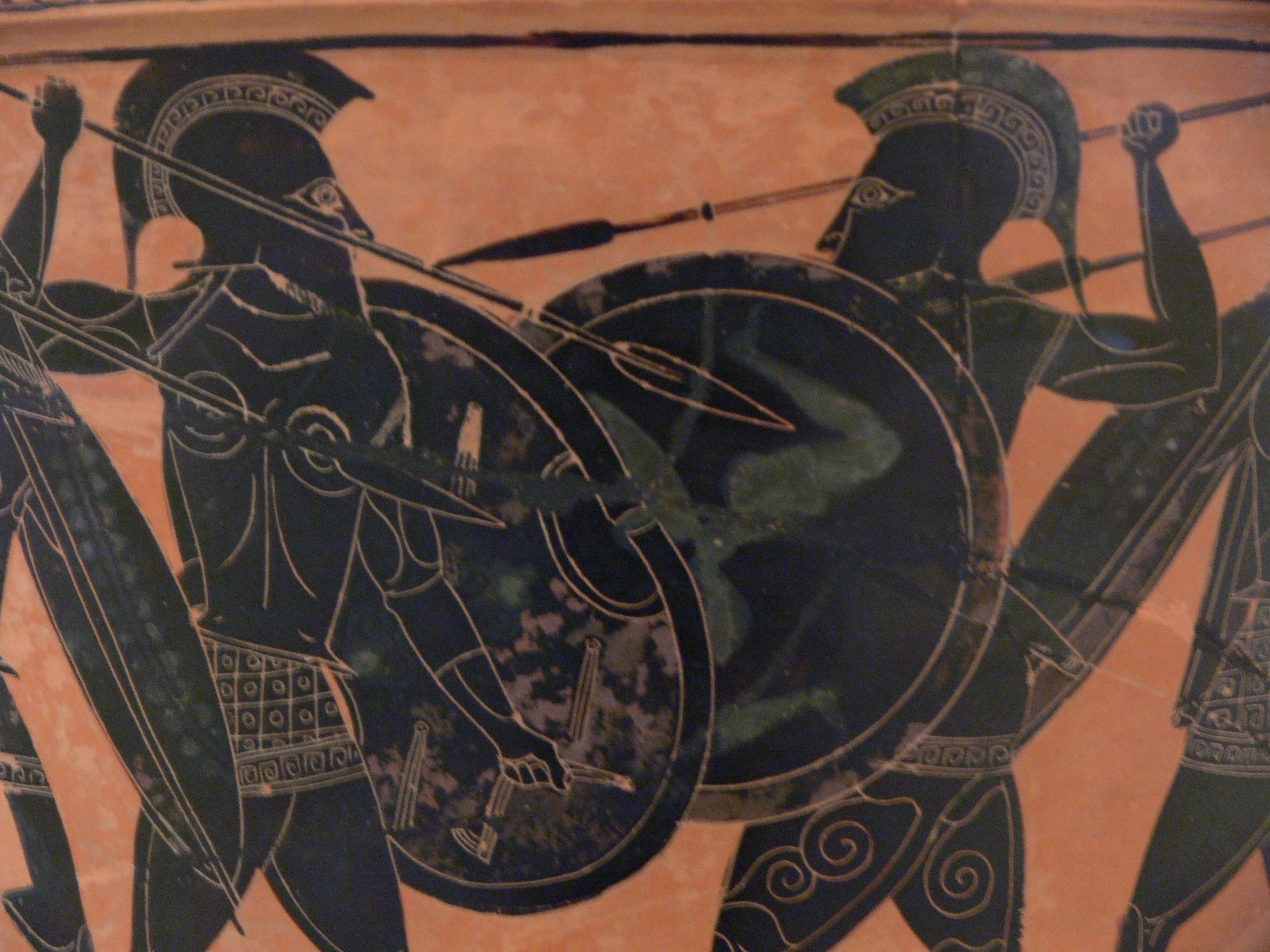
Фрагмент амфори: гопліти з аспісами, Національний археологічний музей Афін

## Побутові сценки в мистецтві силуету
Силует як мистецтво виявився досить гнучким, аби дозволити художникам передавати економними засобами різноманітні сюжети від легендарних, романтичних і казкових до побутових чи еротичних. Силует як мистецтво виявився також надзвичайно наближеним до чорнофігурного вазопису Стародавньої Греції. Лише як носій зображень і сюжетів використано не кераміку (як у греків), а значно пізніше віднайдені папір і чорну туш.
Окрім носія зображень відповідно нових часів змінився і одяг персонажів, і самі сюжети.

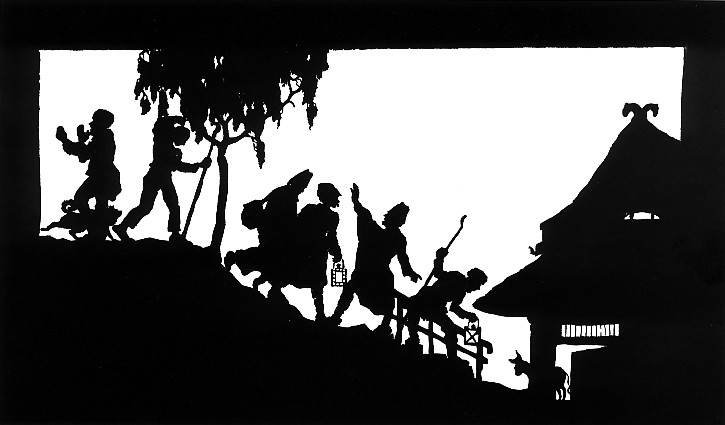
Вільгельм Гросс (1883-1974). «Силует з побутовим сюжетом».
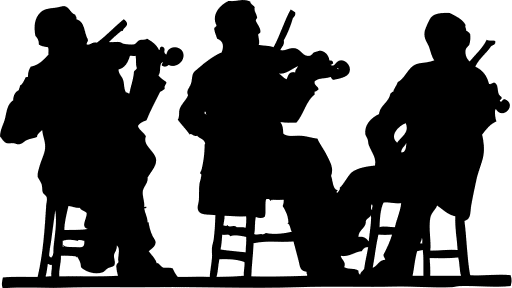
Пол Шерман (Paul Sherman). «Скрипалі»
Анонім 1920-х рр. «Прибирання пи́лу»
Анонім 1920-х рр. «Прибирання підлоги»

## Побутовий жанр країн Сходу

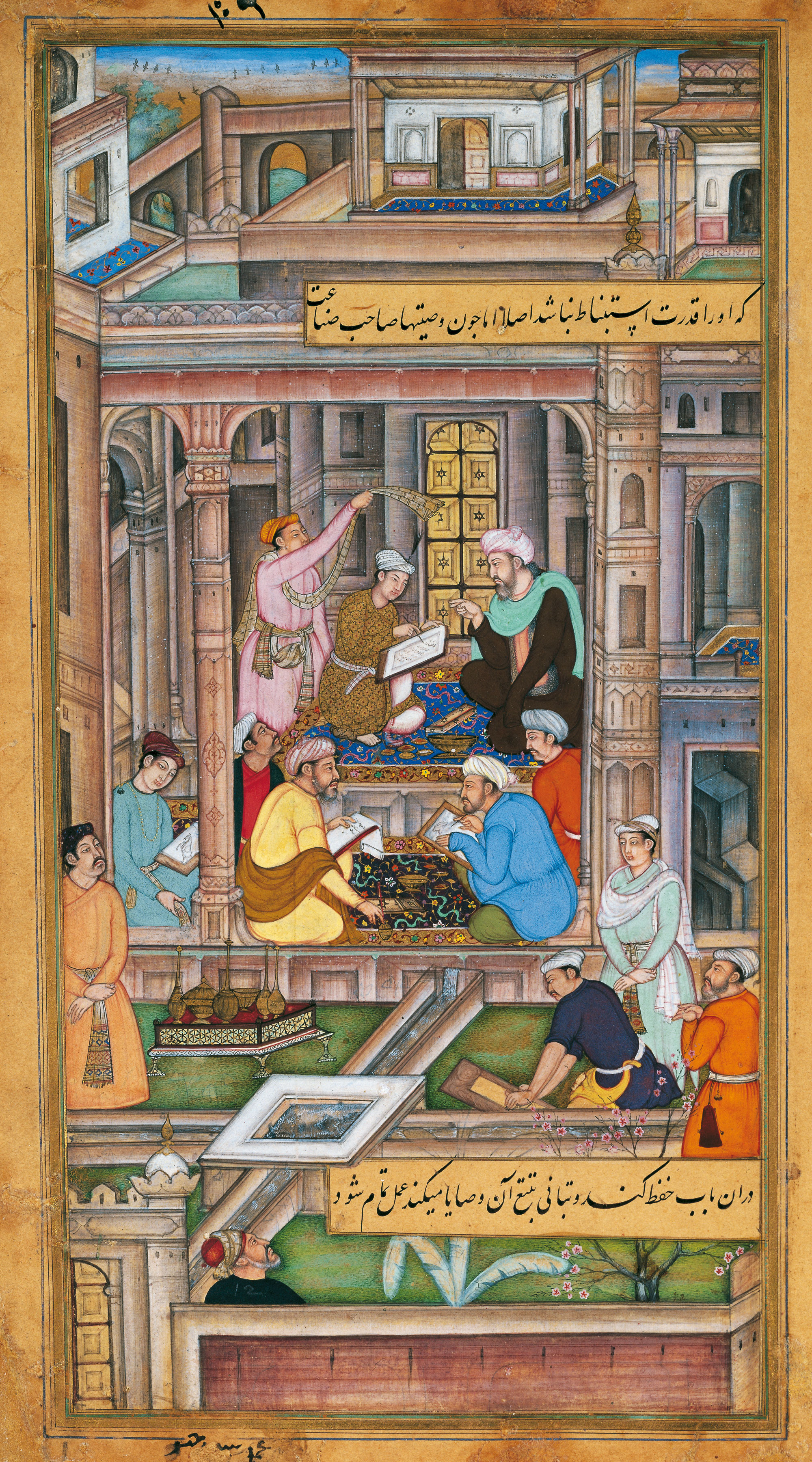
Майстерня каліграфів і майстрів мініатюр, 1590–1595 рр.

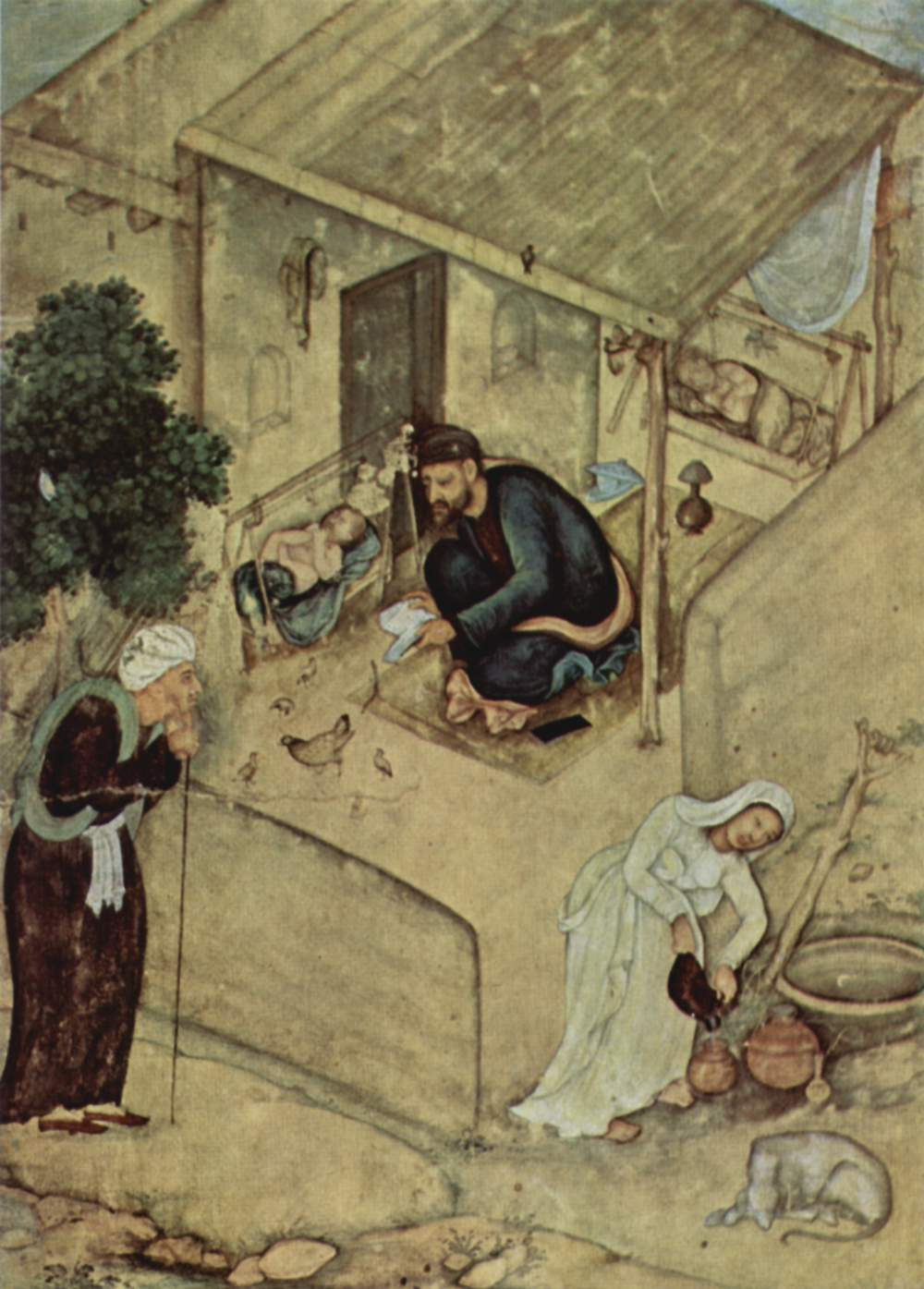
Анонім з Індії, побутова сцена, 1603 р.

Побутовий жанр відомий і в мистецтві країн Сходу. Перші побутові замальовки з'явилися в живопису Китаю з IV ст. н. е., хоча й мали повчальний, дидактичний характер в межах релігійно-філософських ідей. У період Тан (VII—X ст н. е.) сформувались школи китайського жанрового живопису. Відомі і тогочасні художники-жанристи (Янь Лібень, Хань Хуан, Чжоу Фан), хоча в їх творах переважали побутові сцени імператорського двору. В період Сун (X—XII ст н. е.) китайські художники-жанристи (Лі Тан, Су Ханьчень) створюють і сценки народного побуту в картинах, цікавих гумористичним забарвленням чи поважним ставленням. Приблизно так само йшов розвиток побутового жанру в живопису Японії та Кореї, на мистецтво яких мав значний вплив живопис Китаю і його зразки.
Мав своє поширення побутовий жанр і в мистецтві арабомовних країн середньовіччя, якщо спирався на могутню місцеву культуру народів, розвинену до насильницького запровадження мусульманства. Перш за все це стосувалося Єгипту, Індії та Персії (Ірану). Майстри цих країн наважувалися частково ігнорувати мусульманську заборону на створення фігуративних зображень.
Частка середньовічних рукописів того часу прикрашена мініатюрами, мистецька вартість яких стала надзвичайною. Індійська, перська середньовічна мініатюра теж виявилася здатною на сміливість у відтворенні як релігійно-міфологічних, так і побутових сцен (мініатюри до «Шах наме», Іскандер і китайський імператор, сватання синів Фарідуна до дочок володаря Ємену; мініатюри до трактатів Авіценни; мініатюри до рукопису Алішера Навої «Дива дитинства» — поет слухає музикантів разом з друзями; миніатюри до легенди про Байдара з музикантом; мініатюра «Науковець на лекції з учнями» з рукопису «Макамат» XIII ст.). Навіть перелік сюжетів мініатюр — покажчик, що художники малюють не тільки сцени придворного життя, хоча часто вимушені працювати на східних тиранів-володарів.

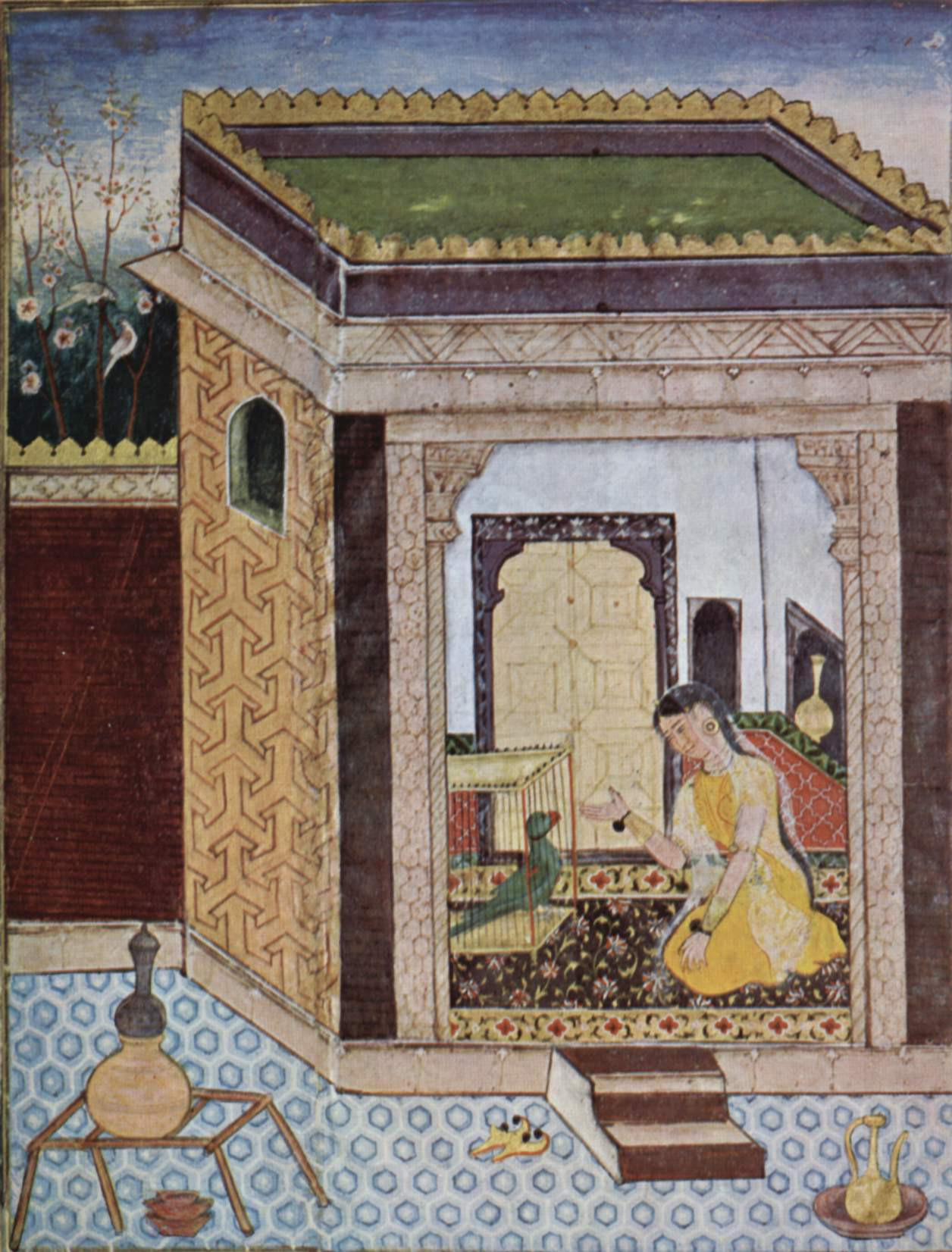
Анонім з Індії, «Жінка з папугою», початок 1580 рр.
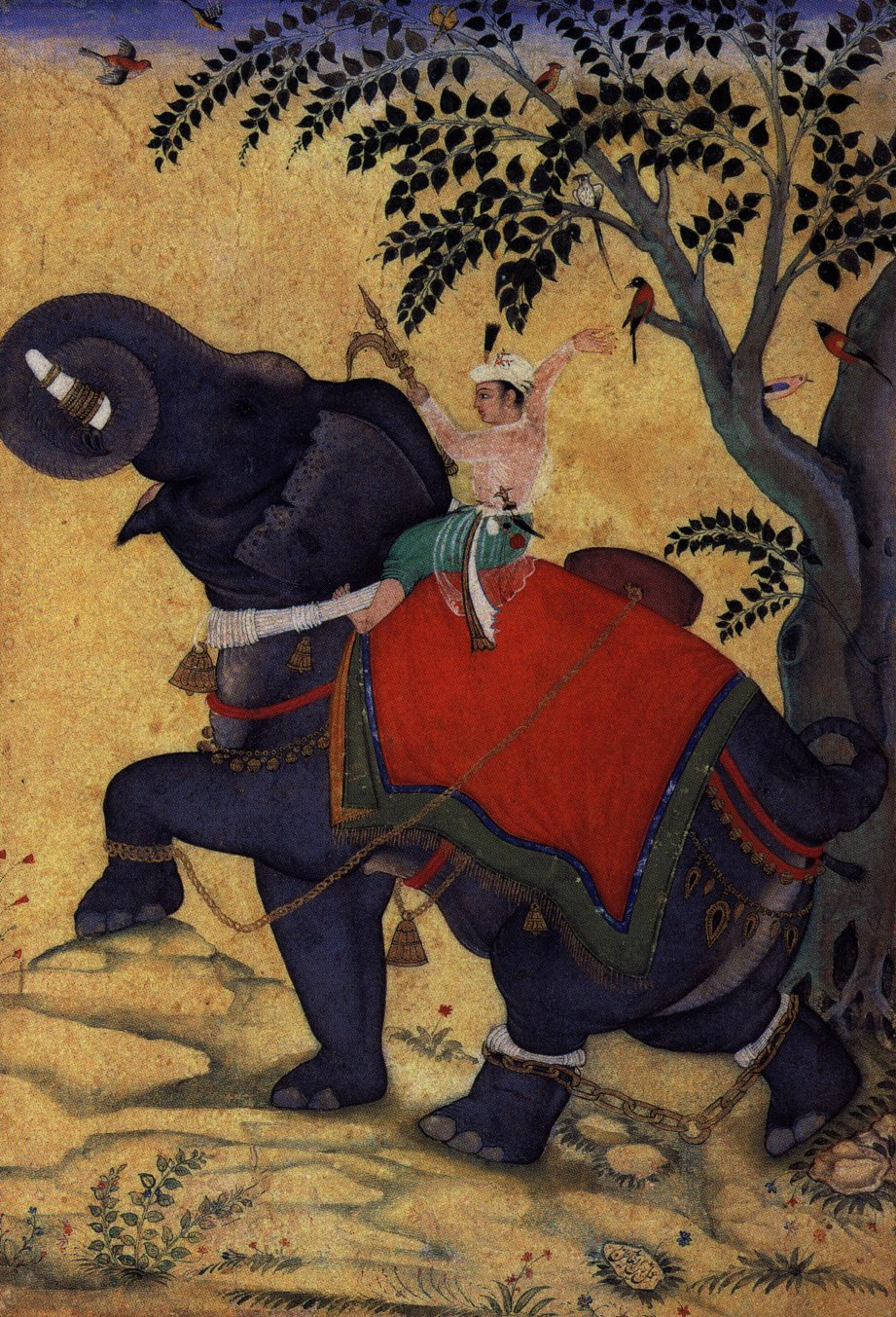
Анонім з Індії, «Акбар верхи на слоні», початок 1600 рр.
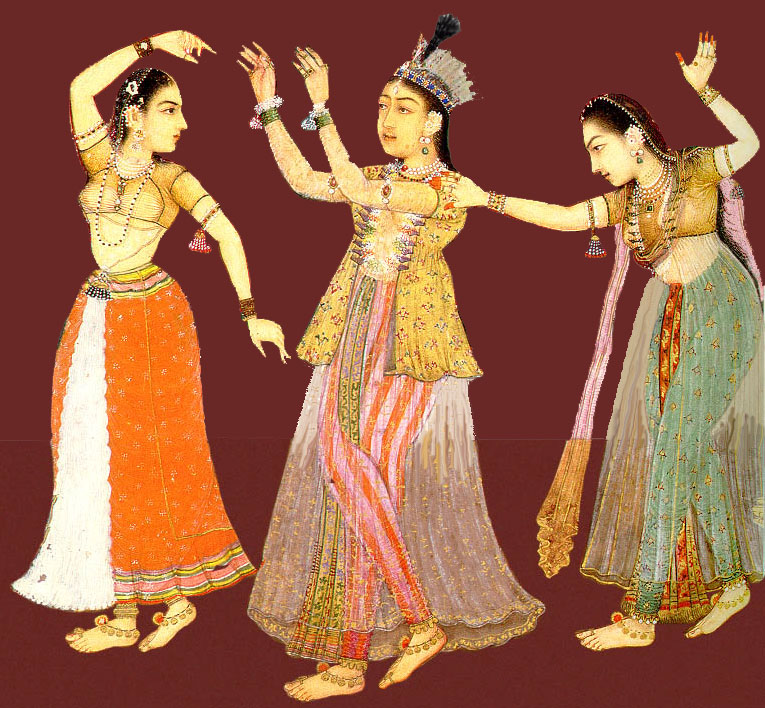
Анонім з Індії, «Танок могольських жінок»
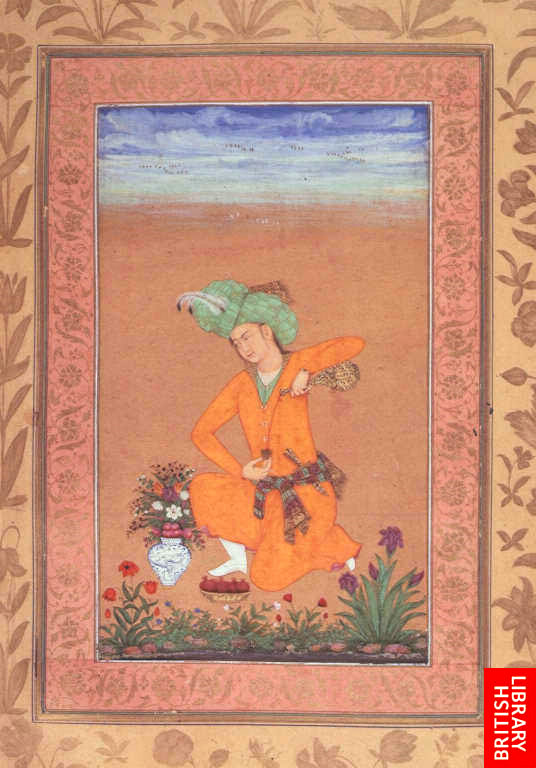
Мухаммад Кан, Перський принц в часи дозвілля, 1633-34 рр.

## В середньовічній Європі
Побутовий жанр набирав моці і в середньовічній Європі. Його зразки віднайдені і в мініатюрах, і в рельєфах, і в небагатьох зразках живопису (французькі мініатюри зі сценами будівництва готичних соборів, вітражі, німецькі рельєфи в соборі міста Наумбург, мініатюри братів Лімбург тощо).

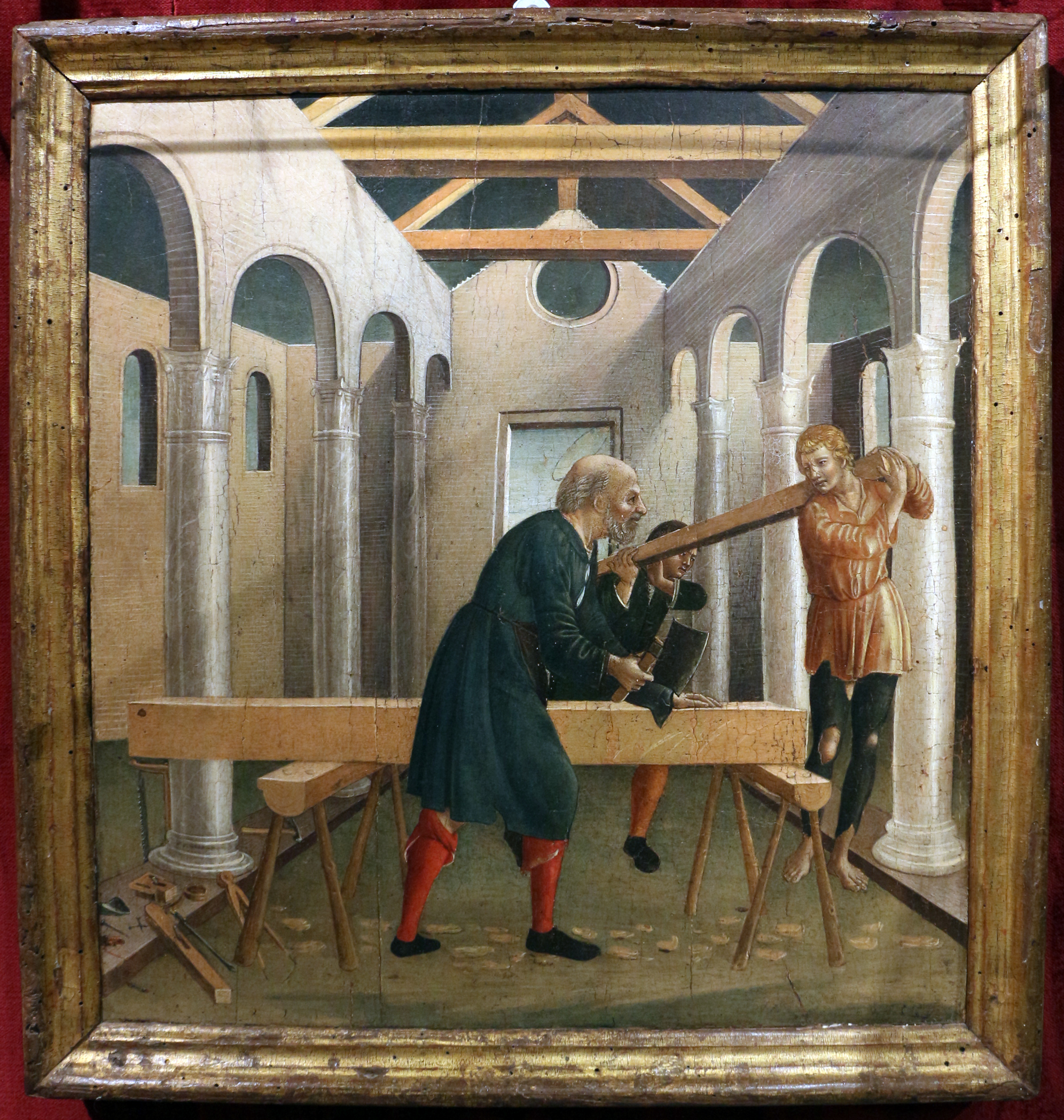
Нероччо де Ланді. «Будівництво нової церкви», приватна збірка, Флоренція.
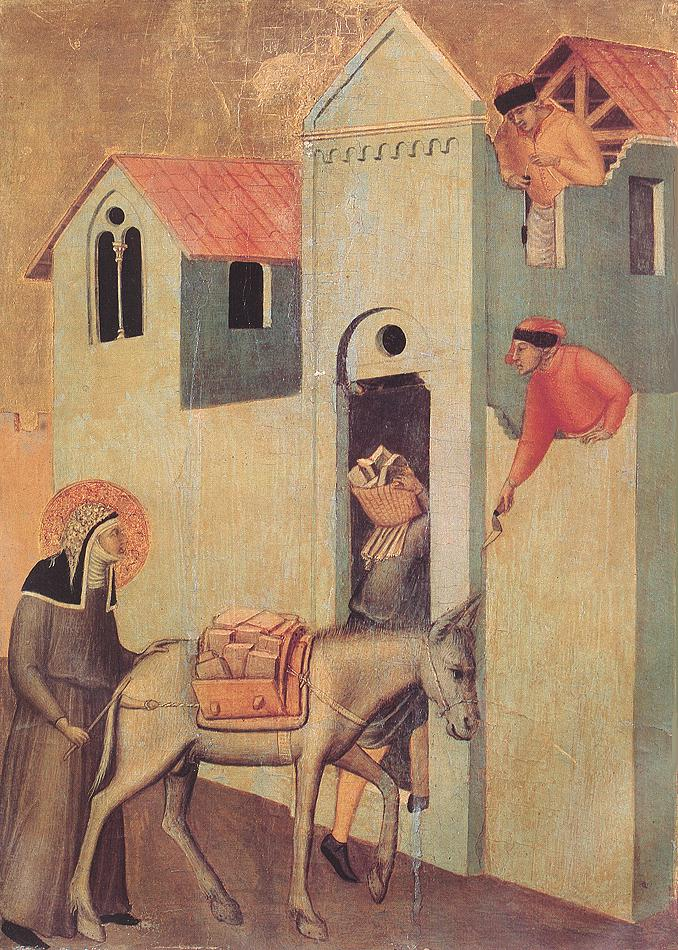
П'єтро Лоренцетті.  «Св. Беата везе камні для побудови монастиря», галерея Уффіці, Флоренція
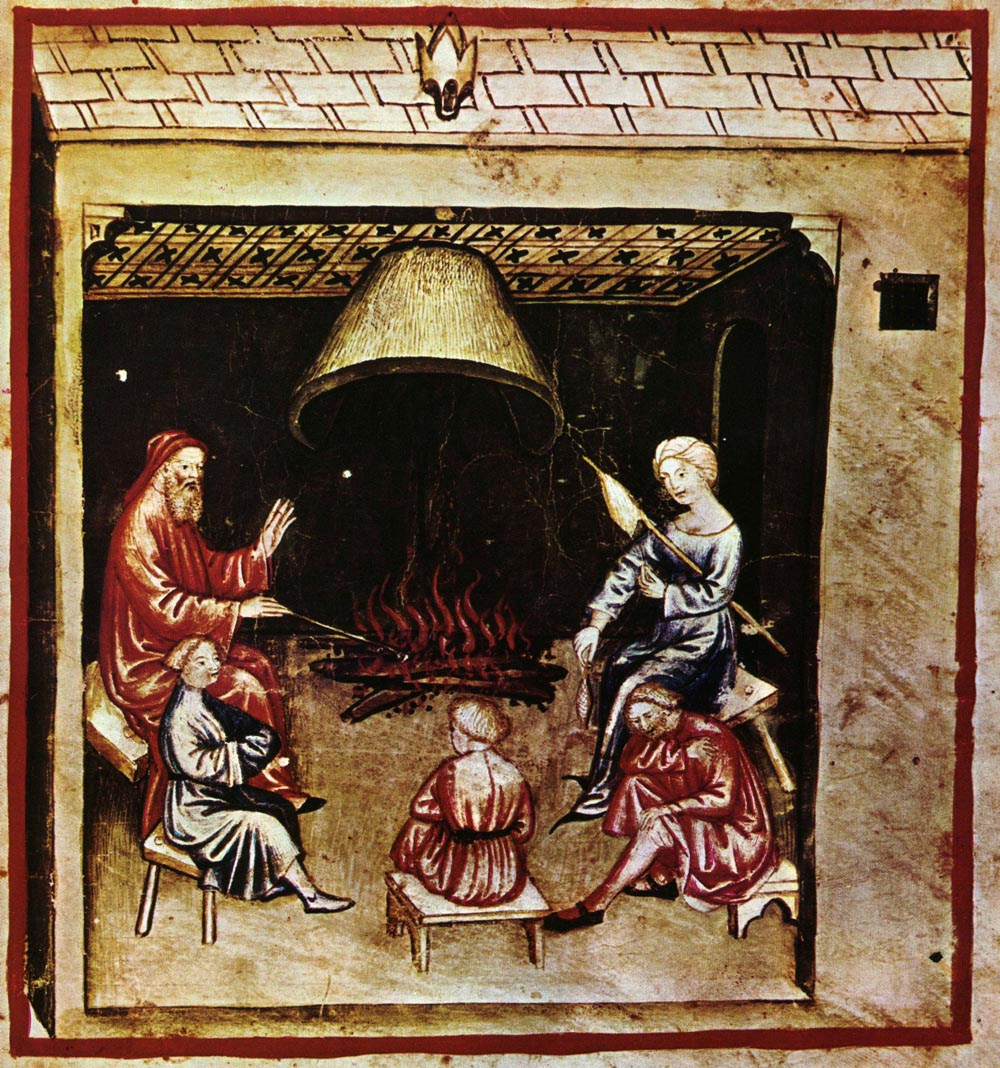
«Родина біля каміну», 1350-ті рр.
Пітер Брейгель Старший. «Жнива». Музей мистецтва Метрополітен

## В добу відродження і маньєризму

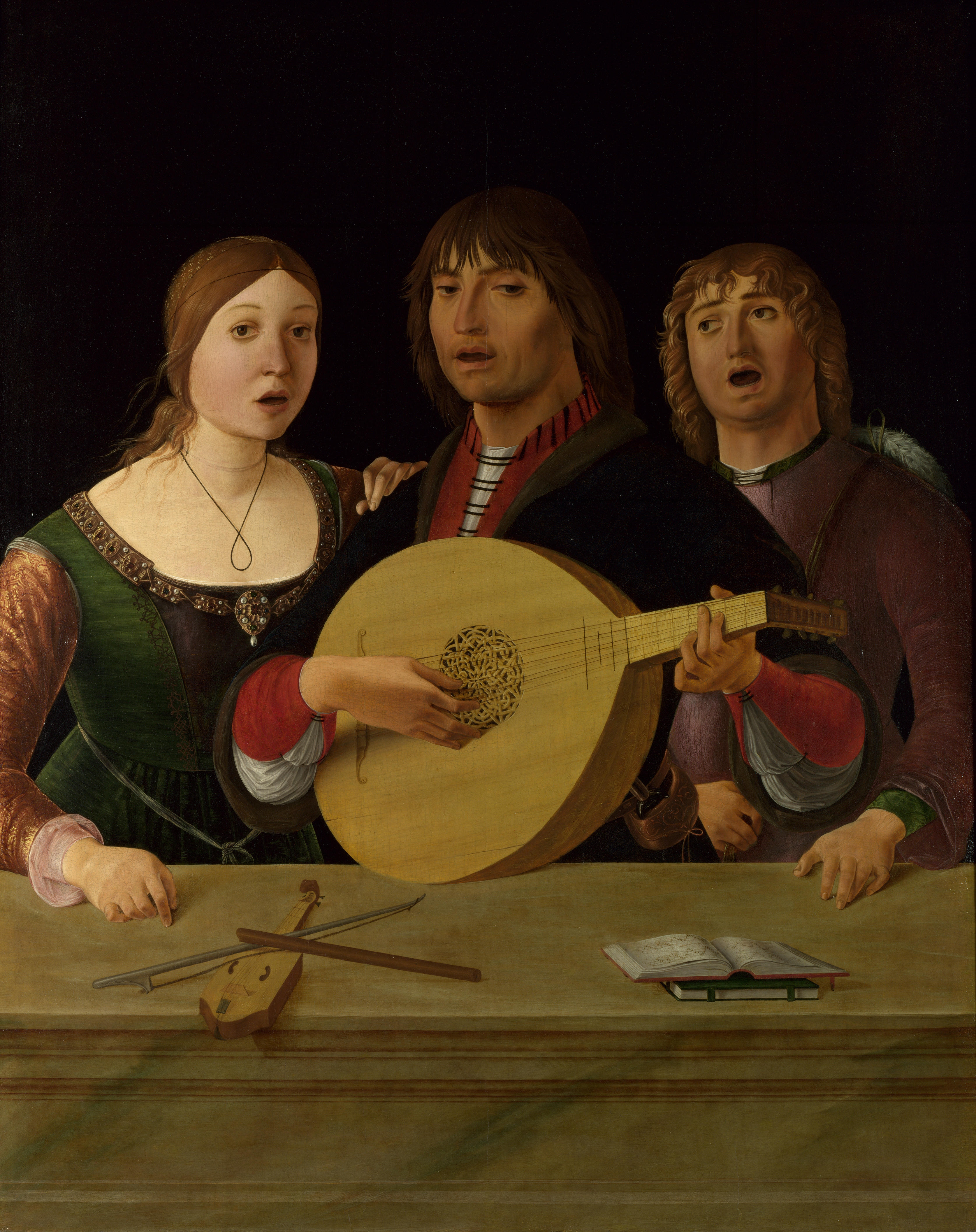
Концерт (Лоренцо Коста). Лондон,

Європейська доба відродження, а потім і маньєризму, багато чого успадкувала від доби середньовіччя, незважаючи на широко декларований розрив з формами середньовічного мистецтва. Серед спадку був і побутовий жанр, що отримав і підтримку, і подальший розвиток. Спочатку це деталі у картинах релігійного характеру, а згодом і чисті побутові сцени, іноді з алегоричним забарвленням. Побутовий жанр зустрічається в творах майстрів Нідерландів (Ян ван Ейк, Гертген тот Сінт-Янс, Пітер Брейгель Старший), в творах майстрів німецьких князівств (німецькі гравери), в творах багатьох майстрів Італії, котрі деякі біблійні сцени подають як побутові.
Серед італійських майстрів, що робили в межах побутового жанру —
- Ерколє де Роберті
- Андреа Мантенья
- Франческо Косса
- Вітторе Карпаччо
- Якопо Бассано
- Нікколо дель Аббате
- Франческо Сальвіаті
- Якопо Цуккі
- Франческо Приматіччо

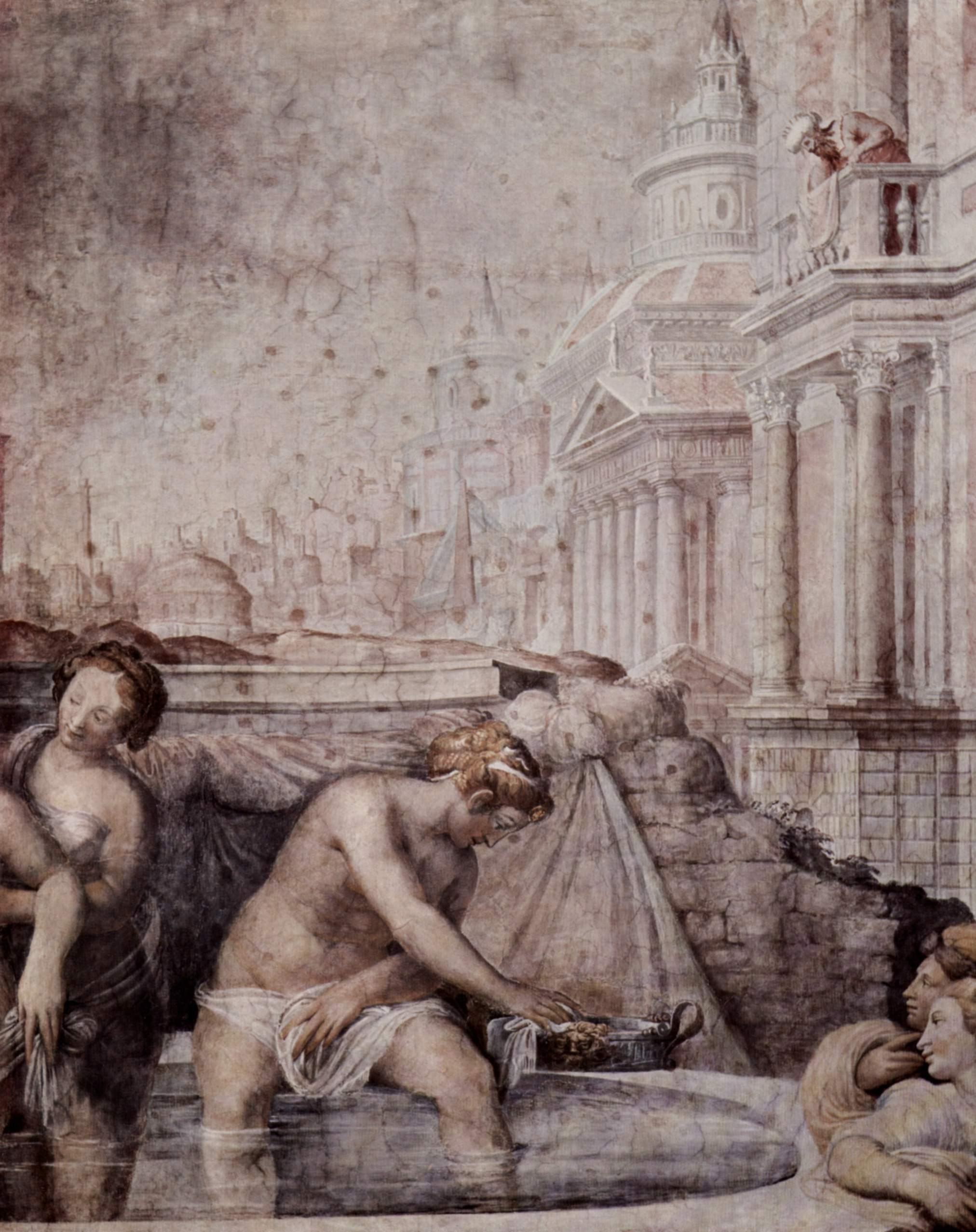
Франческо Сальвіаті. Купання Вірсавії, палаццо Саккетті, фреска
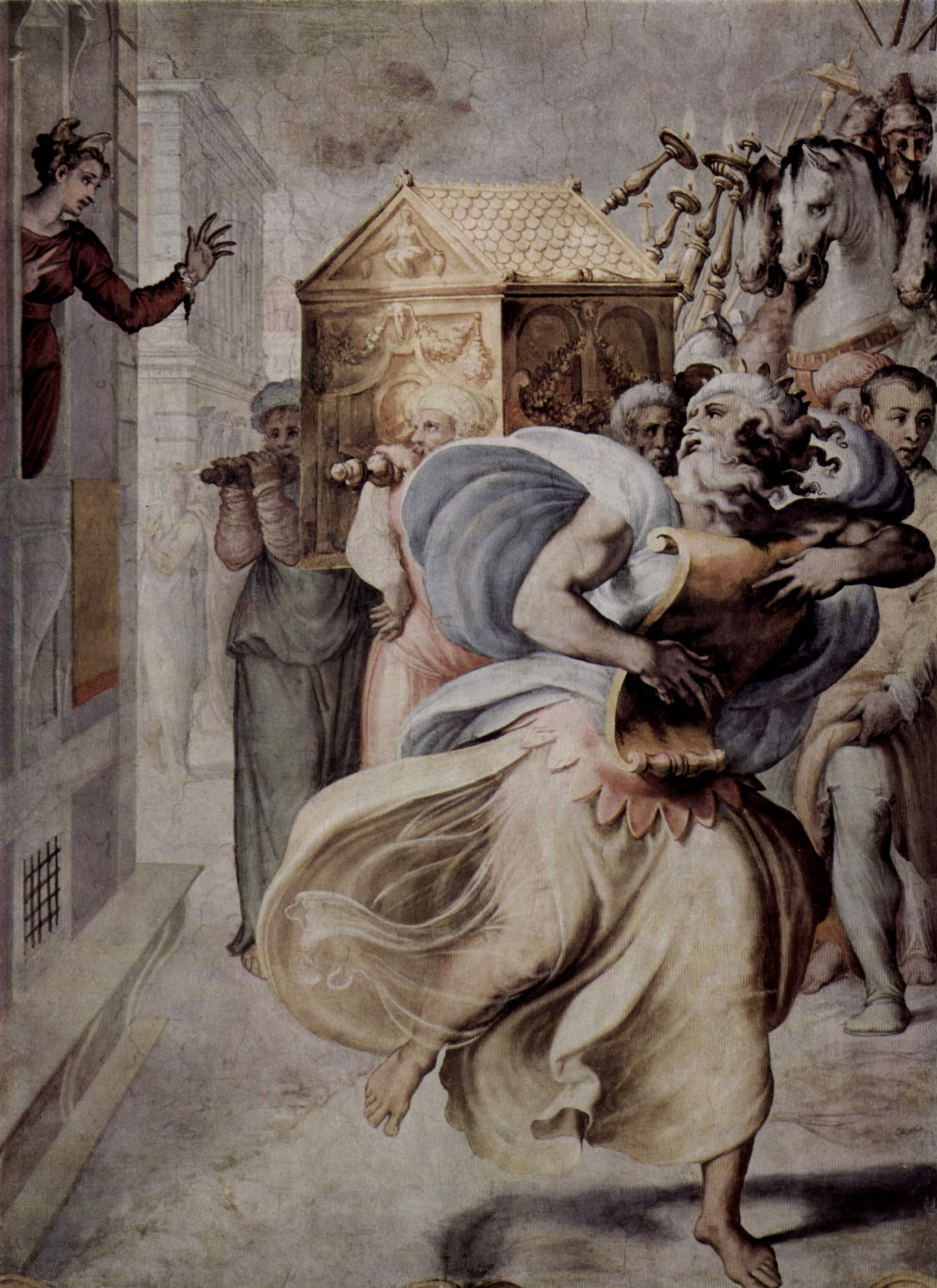
Франческо Сальвіаті, танок царя Давида, палаццо Саккетті, фреска
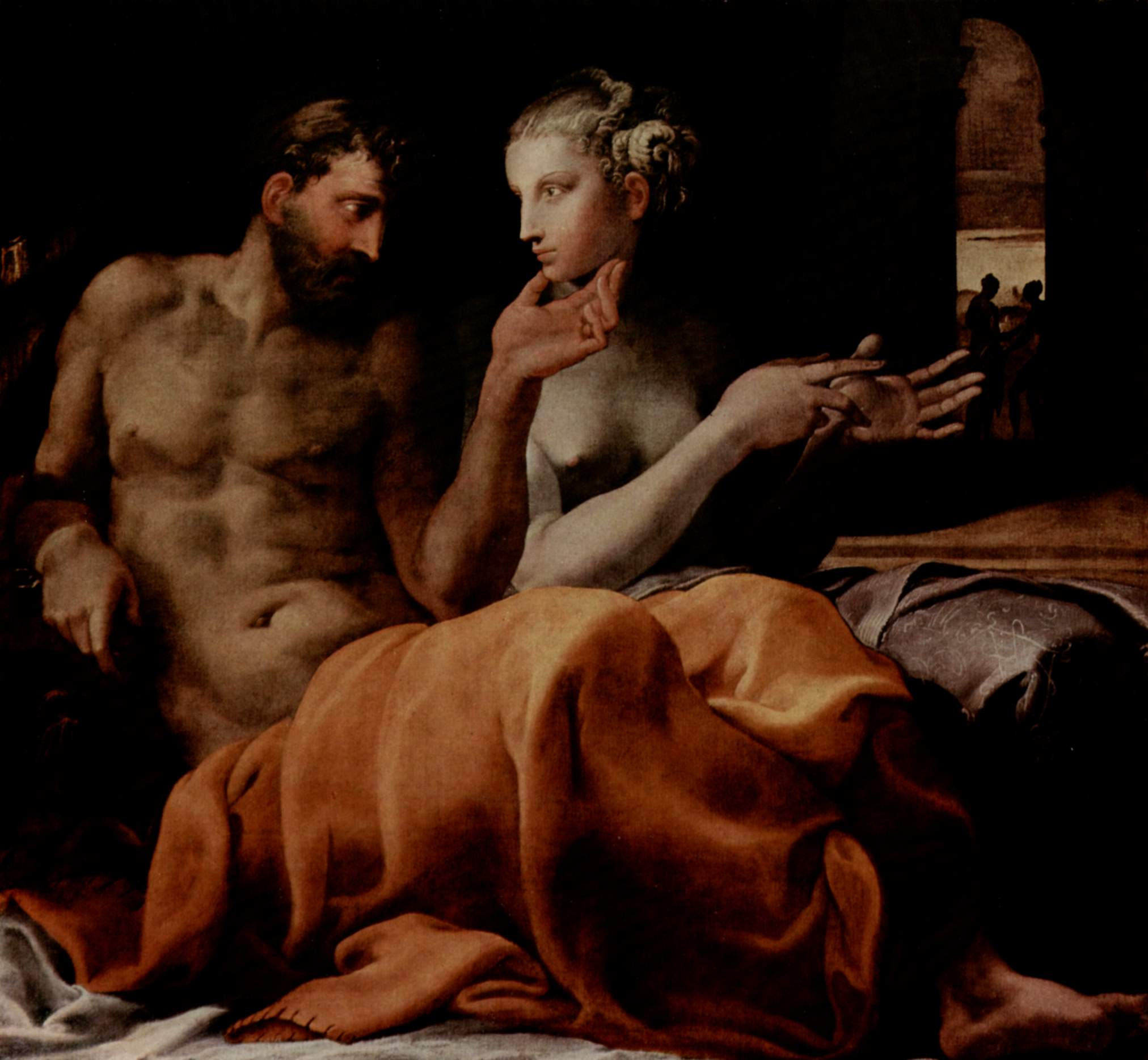
Франческо Приматіччо, «Одіссей і Пенелопа», Нью-йорк
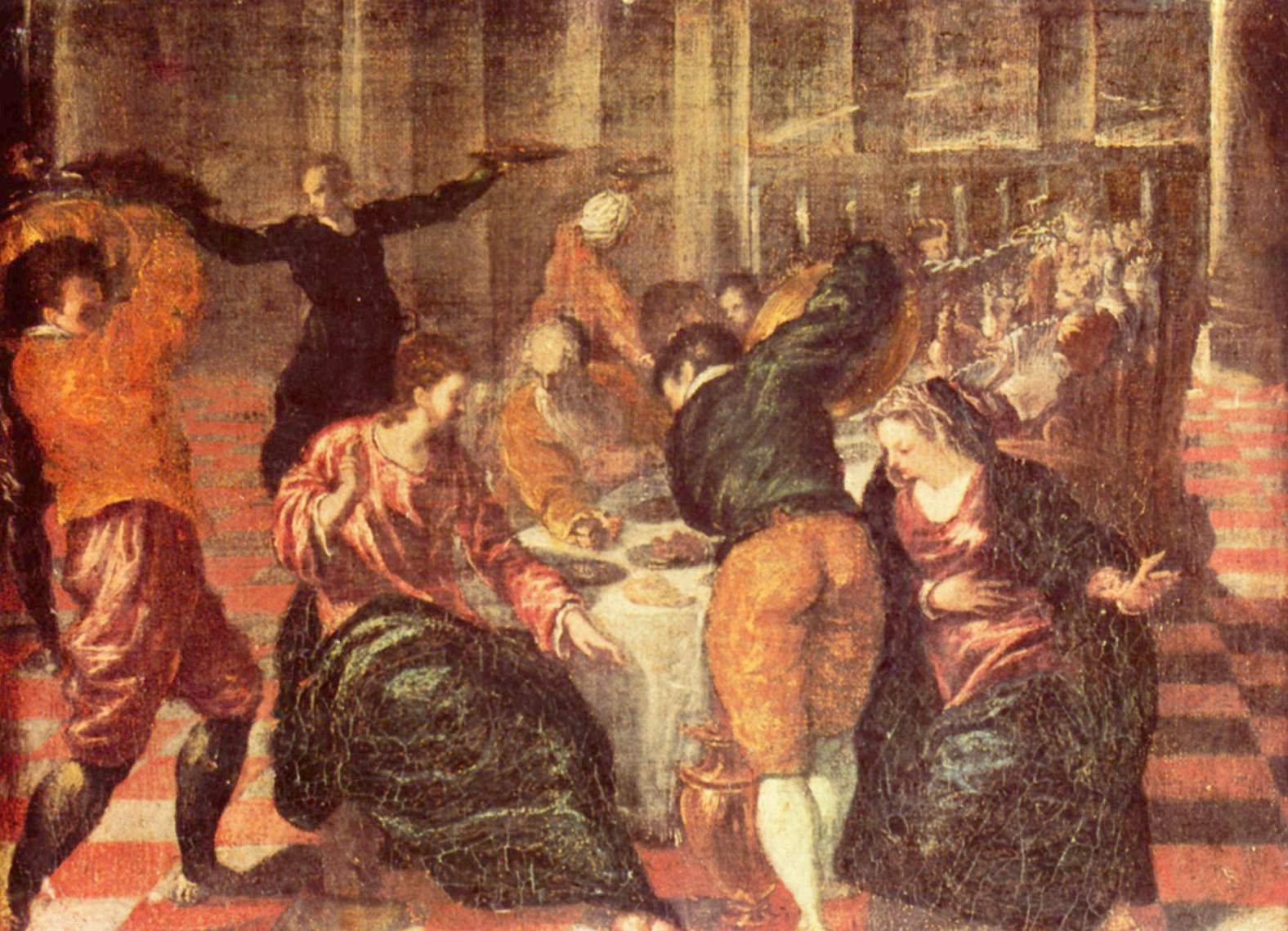
Ель Греко, «Весілля в Кані Галілейській»

## В Голландії XVII ст

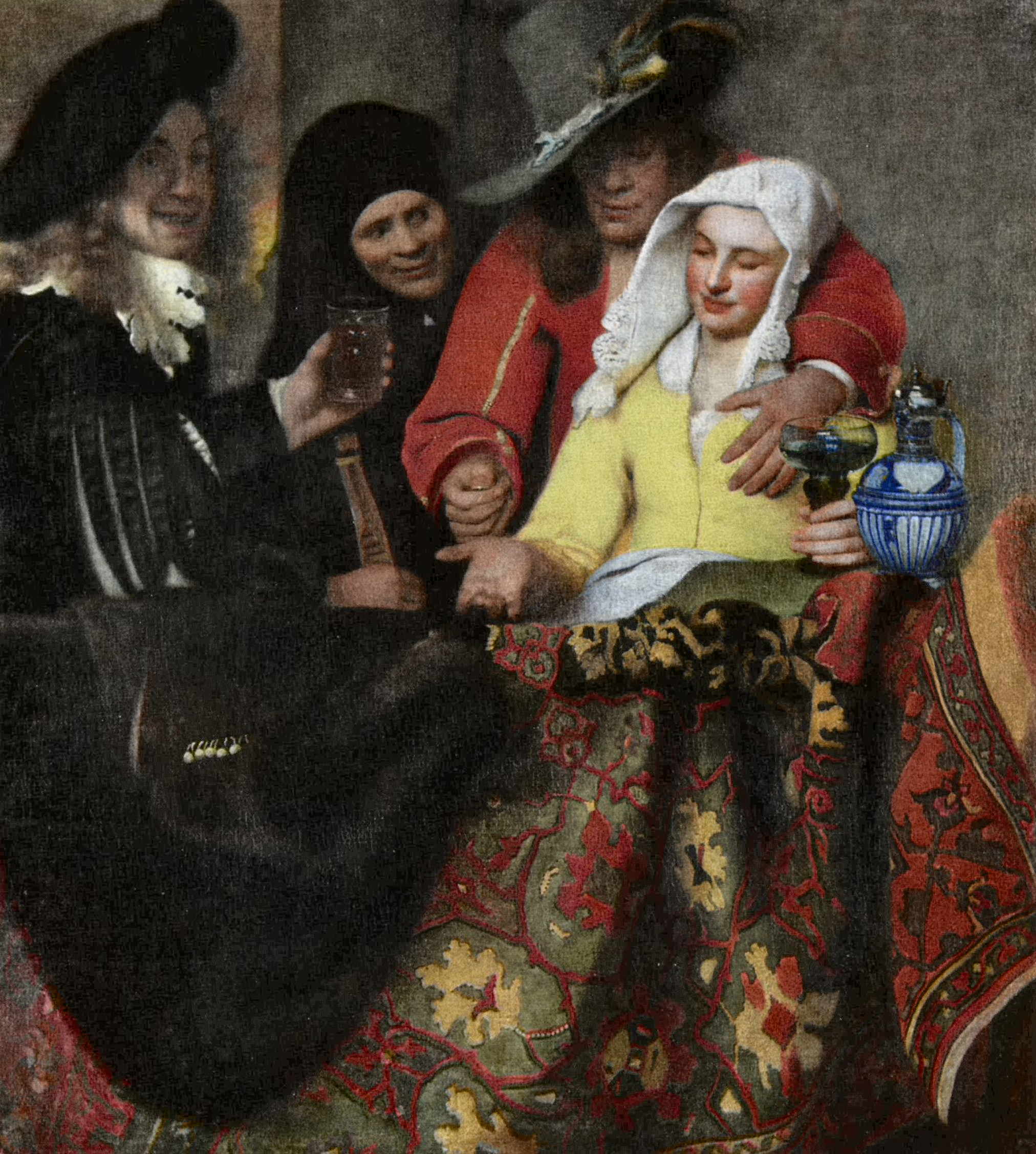
Ян Вермер, "У сводні ", 1656 р.

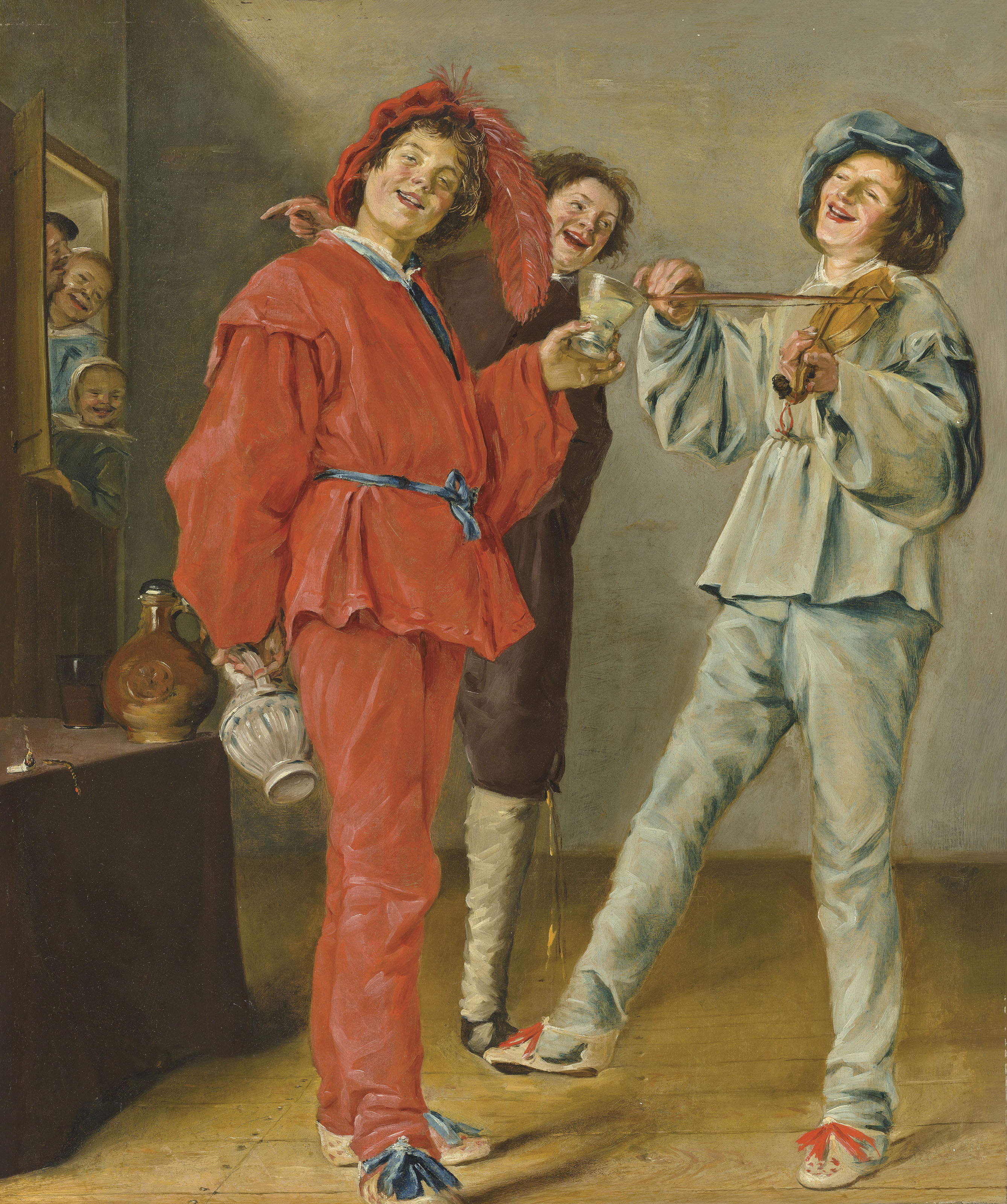
Юдит Лейстер. Веселе тріо.

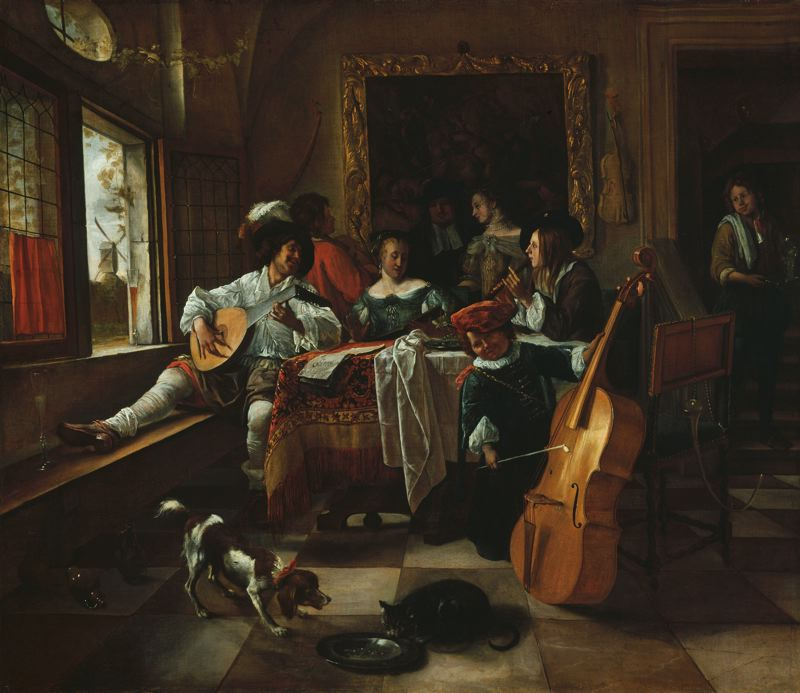
Концерт (Стен), 1666 р., Художній інститут Чикаго.

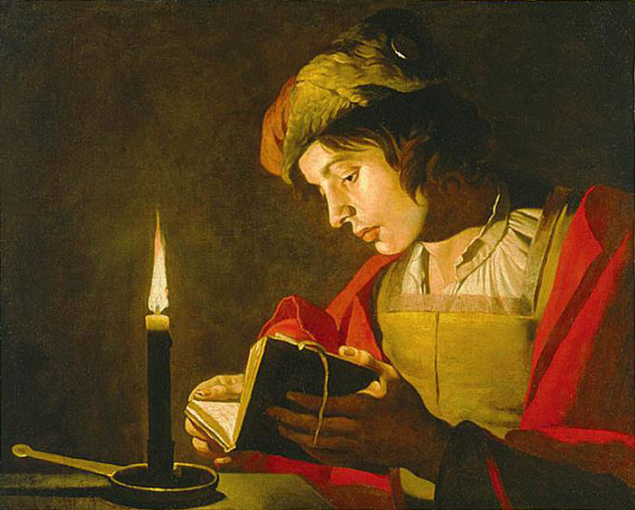
Матіас Стомер. «Юнак читає біля свічки»

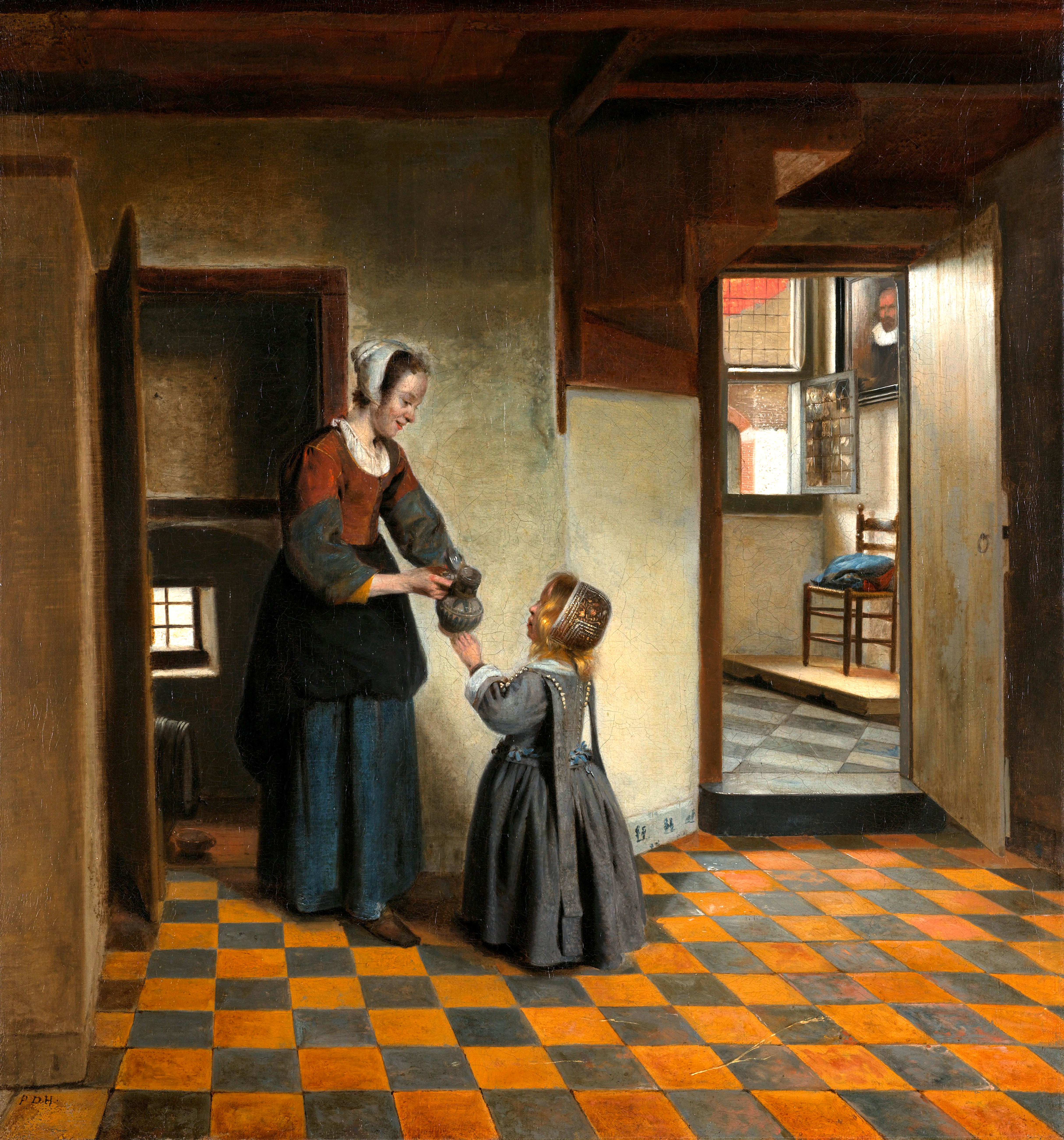
Пітер де Гох, «Мати з дочкою біля комори», 1658 р., Амстердам

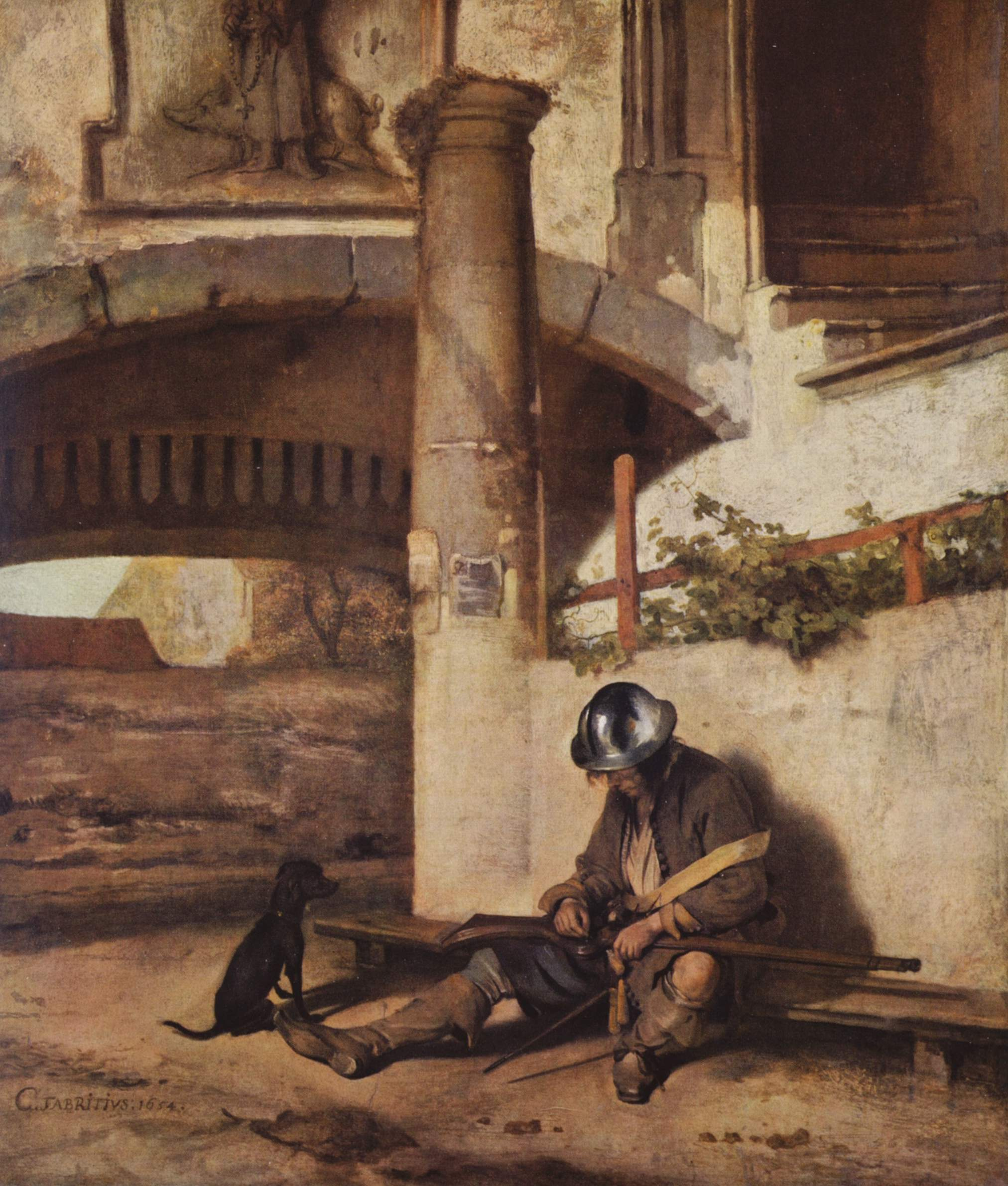
Карел Фабріціус, «Сплячий вартовий», Шверін, Німеччина

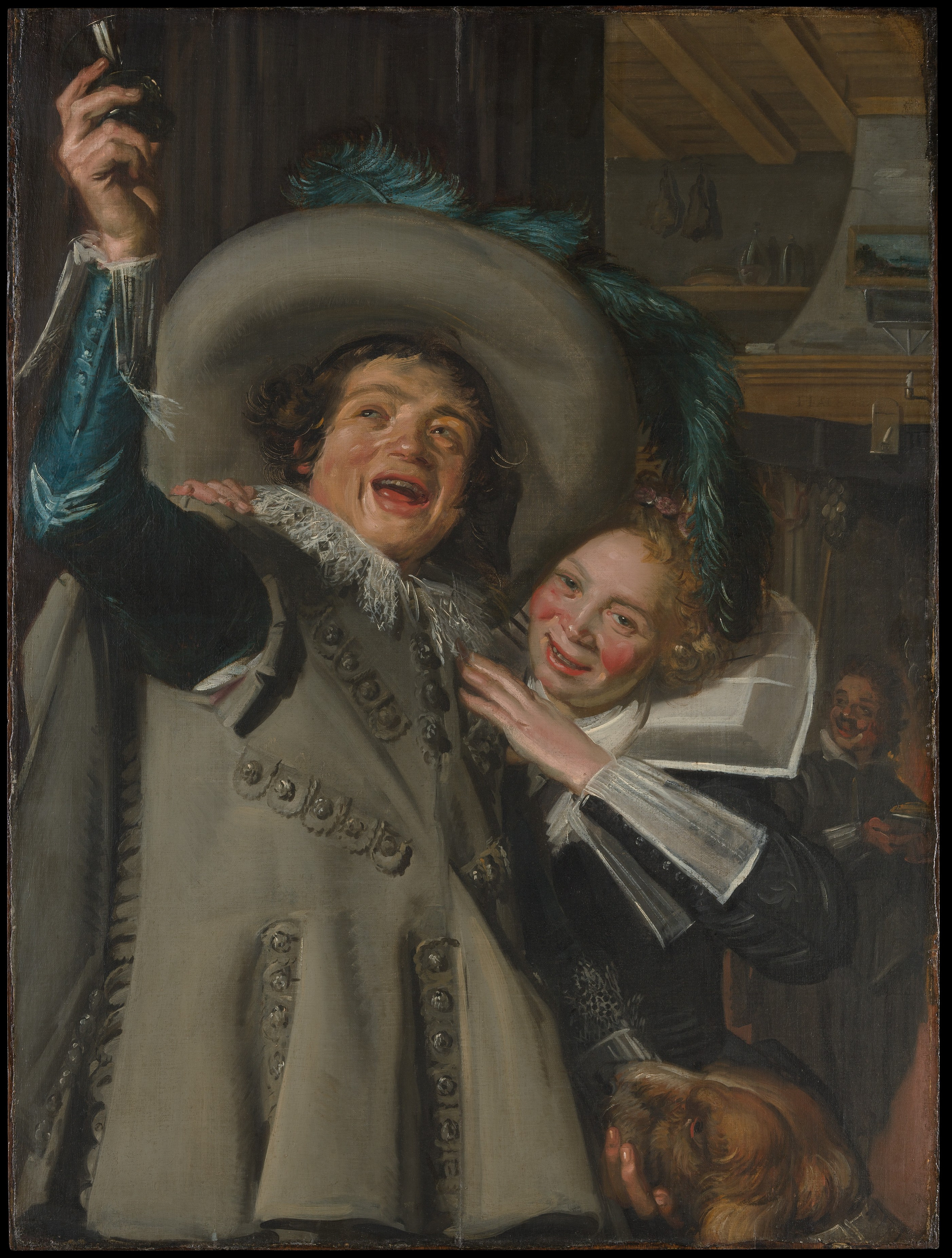
Франс Халс, «Молодий юнкер з черговою подружкою», Метрополітен-музей

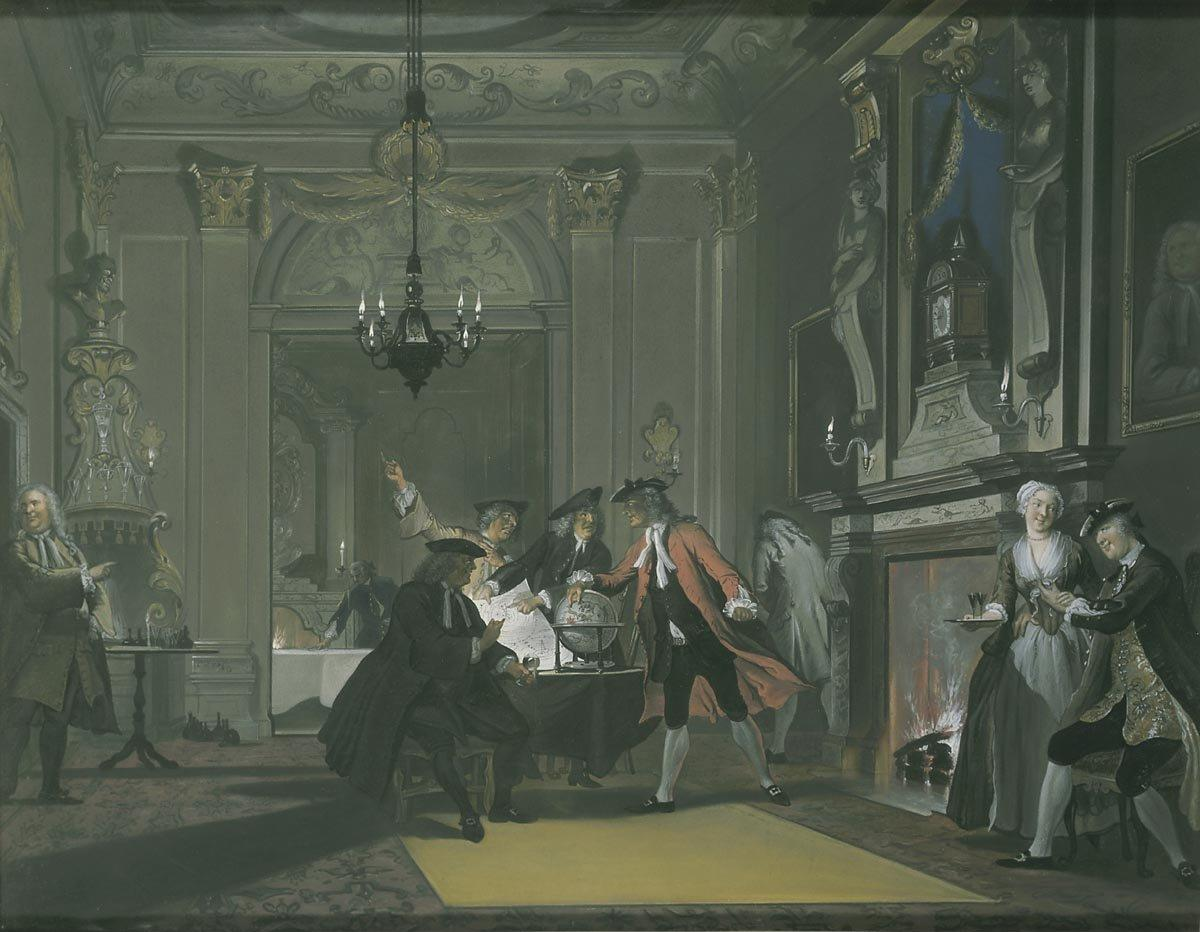
Корнеліс Трост, «Приємно було зустрітися», Мауріцхейс, Гаага

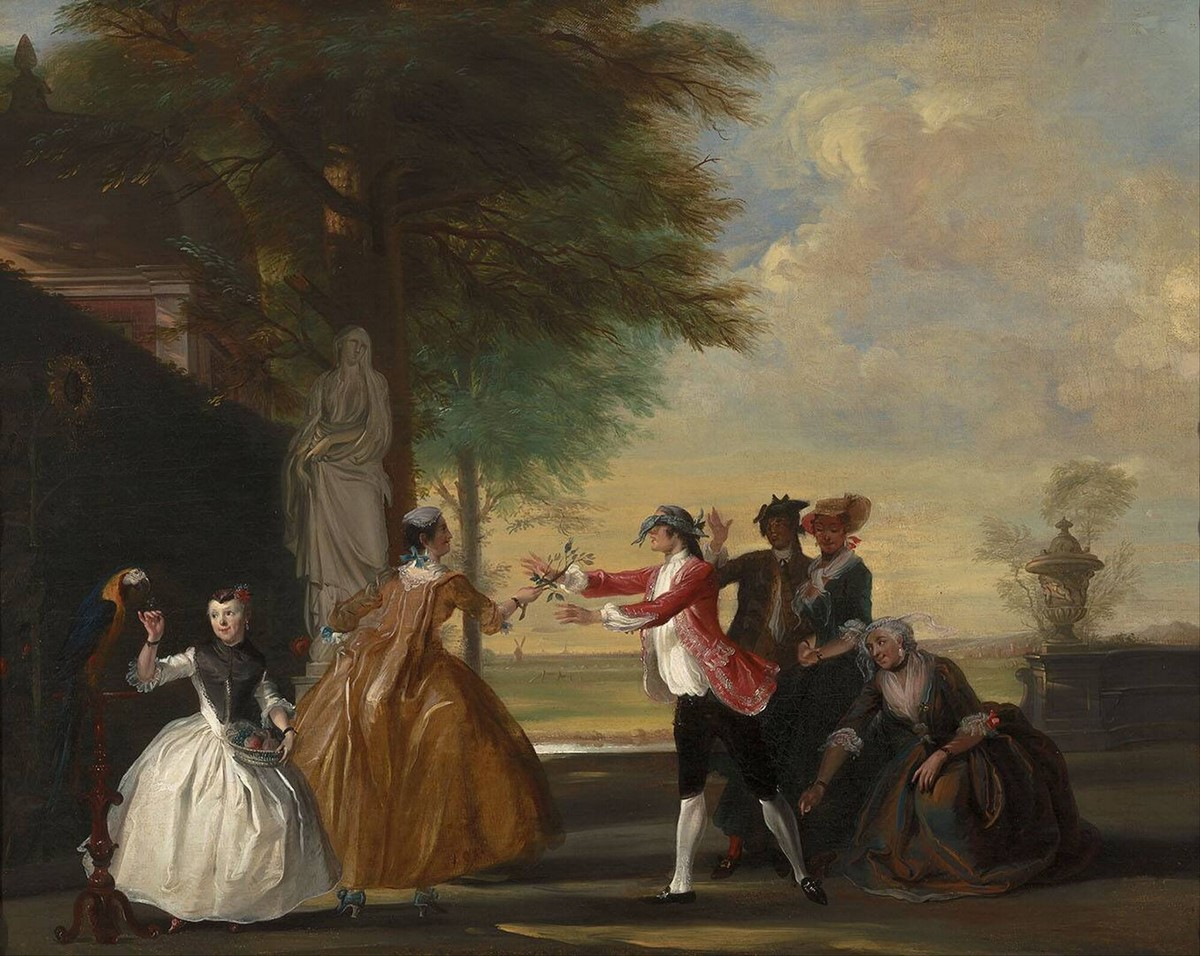
Корнеліс Трост, «Забави в парку», музей Бойманс ван Бенінген, Роттердам

Надзвичайно сприятливі умови для розвитку отримав побутовий жанр в мистецтві Голландії XVII ст. Цьому сприяло декілька обставин — * розповсюдження в країні протестантизму різних напрямків з відмовою від релігійних картин
- слабкі позиції католицизму в країні, головного замовника релігійного живопису
- скорочення замов на релігійний живопис католицького зразка сприяв розвитку інших жанрів — (портрет, пейзаж і побутова картина).

Митців Голландії не відлякували ні низинні, монотонні пейзажі країни, ні відсутність залишків античних споруд в ній, ні непрестижність зображень моряків і рибальських човнів, селян і свійської худоби, ні непрестижність зображень дрімотного побуту маленьких містечок, непарадних околиць, тихих вулиць і навіть провулків і захаращених кутків двору. До побутового жанру навернулася ціла низка голландський майстрів — від багато обдарованих (Франс Халс, Ян Вермер, Матіас Стомер) до напівпрофесійних, провінційних і непрофесійних, яких не брали в художні гільдії і яким забороняли продавати картини власного виробництва.
Велика кількість художників в цей час швидко обумовила спеціалізацію навіть в межах пейзажного і побутового жанрів. Одні спеціалізуються на маринах чи зимових пейзажах, інші — на побутових сценах в шинках, сценках побуту провінційних вояків і бідних осель містян та селян (Ян Стен, Філіп Вауверман, Адріан ван де Венне, Корнеліс Бега, Адріан ван Остаде, Пітер де Блот, Квірін Геррітс ван Брекеленкам, Ґотфрід Схалкен, Ян Вікторс, Карел Фабріціус, Герард Доу, Говерт Кампхейзен, Пітер де Хох, Якоб Геррітс Кейп, Ян Моленар, Філіпс Конінк, Пітер ван Лар, Ян Артсен Марієнхоф, Герард Терборх , Корнеліс Трост, Ґербранд ван ден Екгоут, Юдит Лейстер та інші).
П'ять століть уславленого розвитку культури і мистецтв в Італії до XVII століття обумовили пихату ієрархію жанрів. Найвищий щабель посіли біблійні і міфологічні картини, найнижчі і непрестижні — пейзаж і побутовий жанр. Італійці ще сприймали як свої картини утрехтських караваджистів зі сценами невеликих бенкетів з музикантами і купували їх (Герріт ван Хонтхорст, «Бесіда з менестрелем та лютнею», галерея Уффіці, Флоренція, «Концерт», галерея Боргезе, Рим), тоді як інші викликають неприємний подив і відторгнення. Навіть у сучасного глядача сюжети майстрів голландського побутового жанру XVII ст. здатні викликати і нудьгу, і посмішку, і подив, і регіт.
- Якоб Геррітс Кейп, «Сніданок двох вояків», 1628 р.
- Ян Вермер, «У сводні \», 1656 р.,Дрезденська картинна галерея
- Ян Стен, «Свято з приводу народження кошенят»
- Ян Артсен Марієнхоф, «В майстерні художника», 1648 р.
- Адріан ван де Венне, « Бійка жінок за штани»
- Герард Терборх, « Сільський поштар», 1655 р.
- Ґотфрід Схалкен, «Гоління бороди»
- Матіас Стомер, «Хлопчик зі смолоскипом», 1622 р.
- Адріан ван Остаде, «Сільські музики», 1645 р.
- Ян Моленар, «Предобідня молитва»
- Пітер ван Лар, «Напад грабіжників»
- Карел Фабріціус, « Торговець музичними інструментами», 1652, Національна галерея, Лондон
- Говерт Кампхейзен, « Залицяння скотаря до доярки»
- Якоб Дюк, «Караульня з вояками»
- Ґербранд ван ден Екгоут, «Діти в парку», 1671 р.
- Герард Доу, «Торгівля оселедцями», 1675 р.

Лише з часом мистецтво Голландії аристократизується, все більше орієнтується не на демократичні, а на дворянські смаки. І в побутовому жанрі переважають міщанські, добропорядні, шляхетні сюжети (Корнеліс Трост, «Забави в парку»).
В інших країнах побутовий жанр все ще посідав скромне місце і був фактично на узбіччі офіційного мистецтва в Італії, Франції, Німеччини, Фландрії, Іспанії. Навіть творчість таких велетнів мистецтва XVII століття, як Рубенс чи Веласкес, що теж звертались до побутового жанру (або трактували релігійні сцени як побутові), мало змінило принизливе ставлення до побутових картин.
Від творчого доробку деяких майстрів зберіглося усього декілька картин, бо це побутовий жанр або ж релігійні полотна, трактовані як побутові сцени (француз П'єр Монтальє, «Сім справ милосердя»).

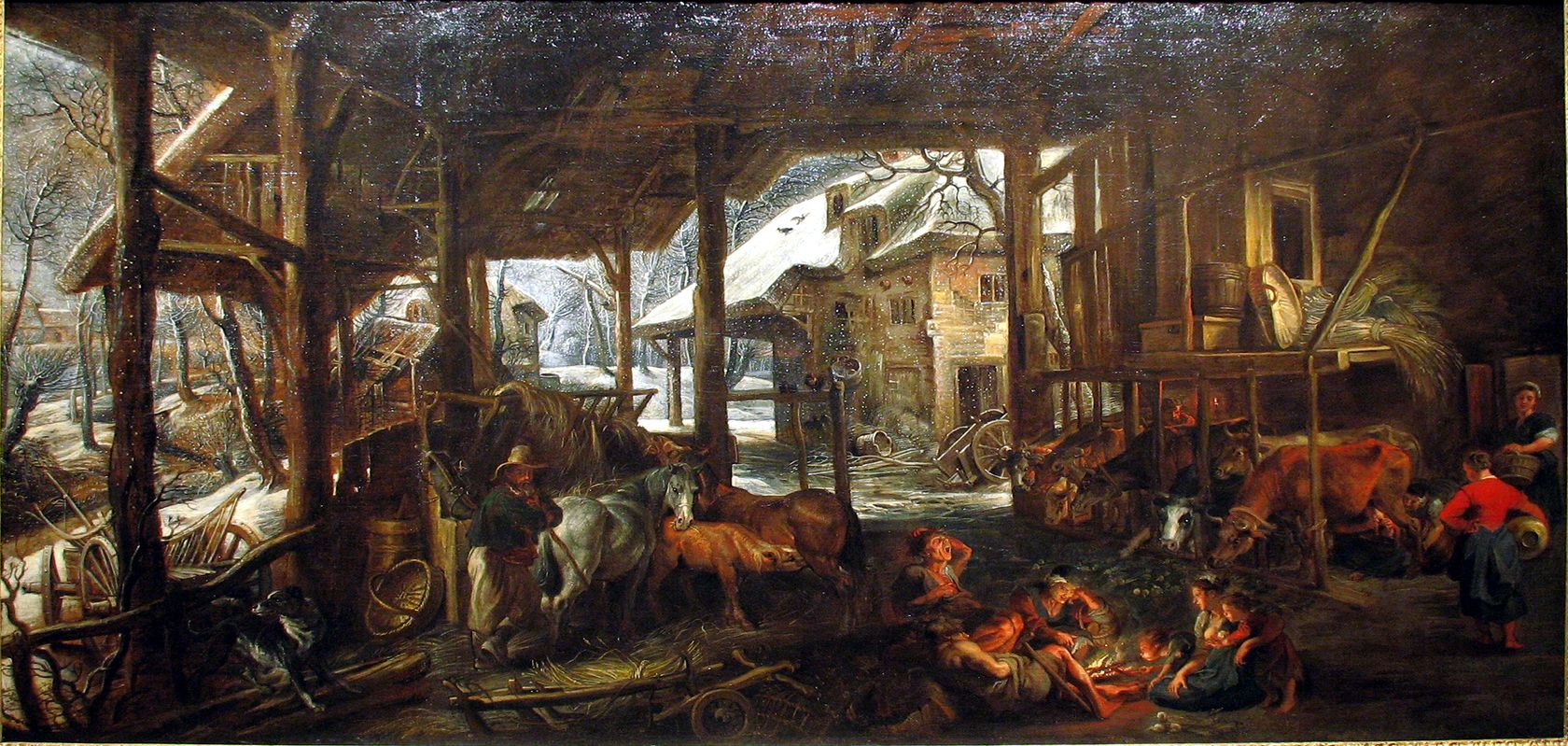
Рубенс з помічниками, «Фермерський двір взимку».

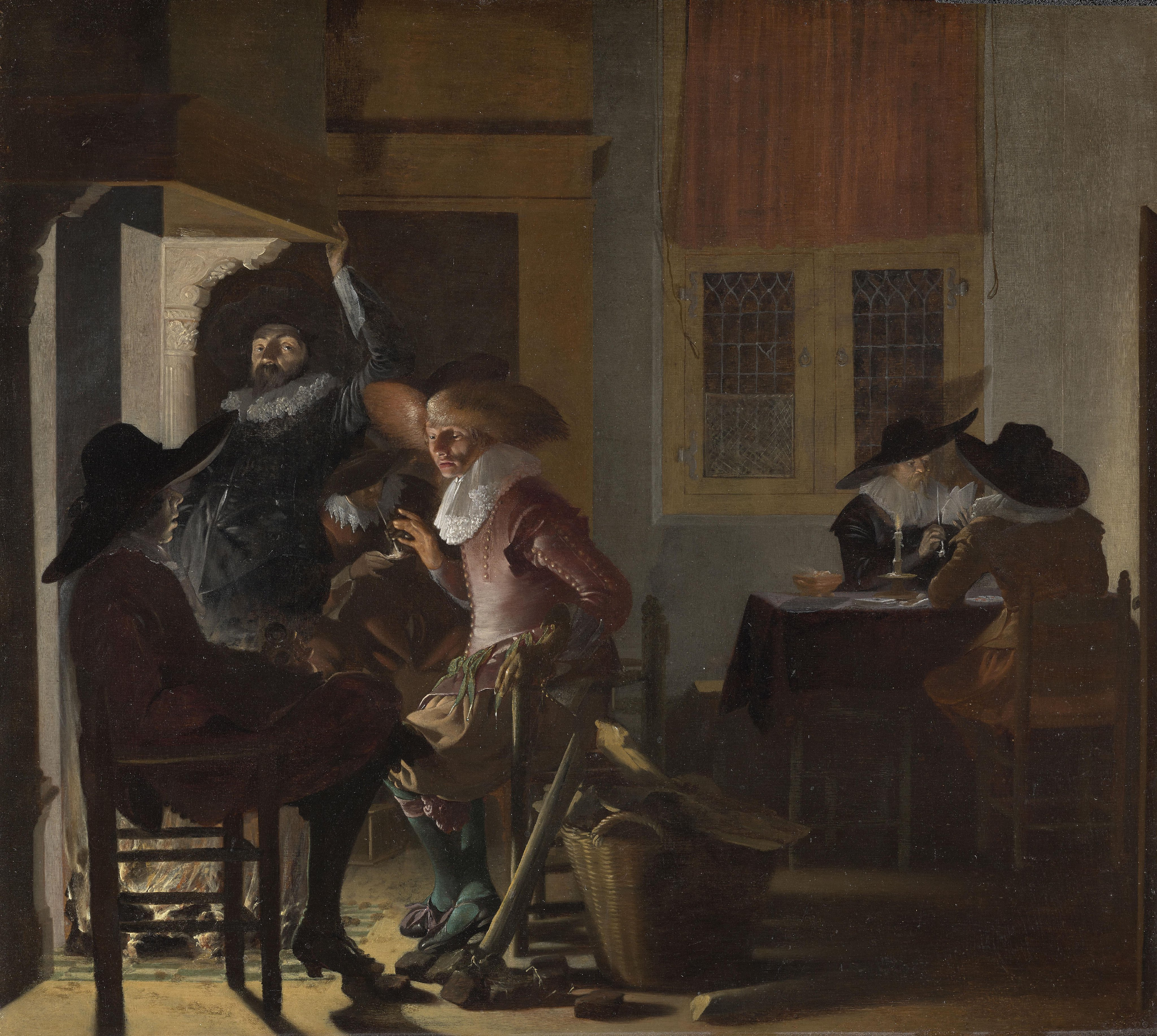
Дейстер Віллем Корнеліс. «Офіцери в караульні біля каміну», варіанти в Ермітажі і у Філадельфії
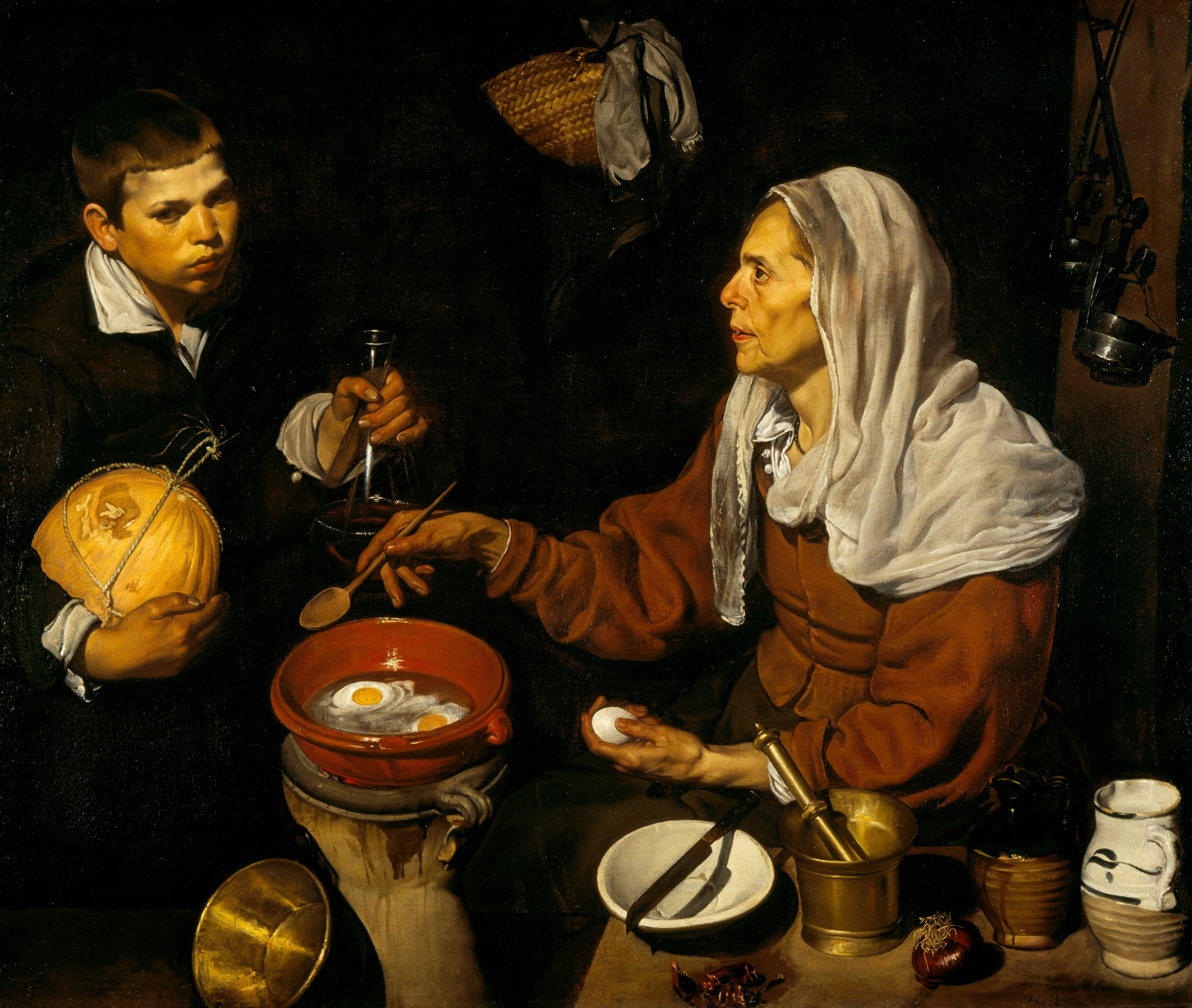
Дієго Веласкес, «Жінка готує яєчню, Единбург.»
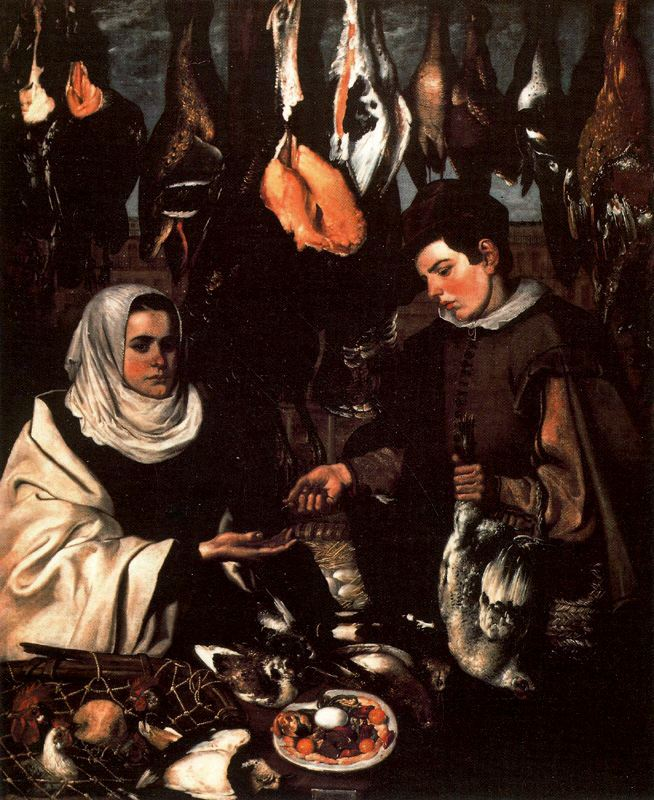
Алехандро де Лоарте, «Продана курка», приватна збірка
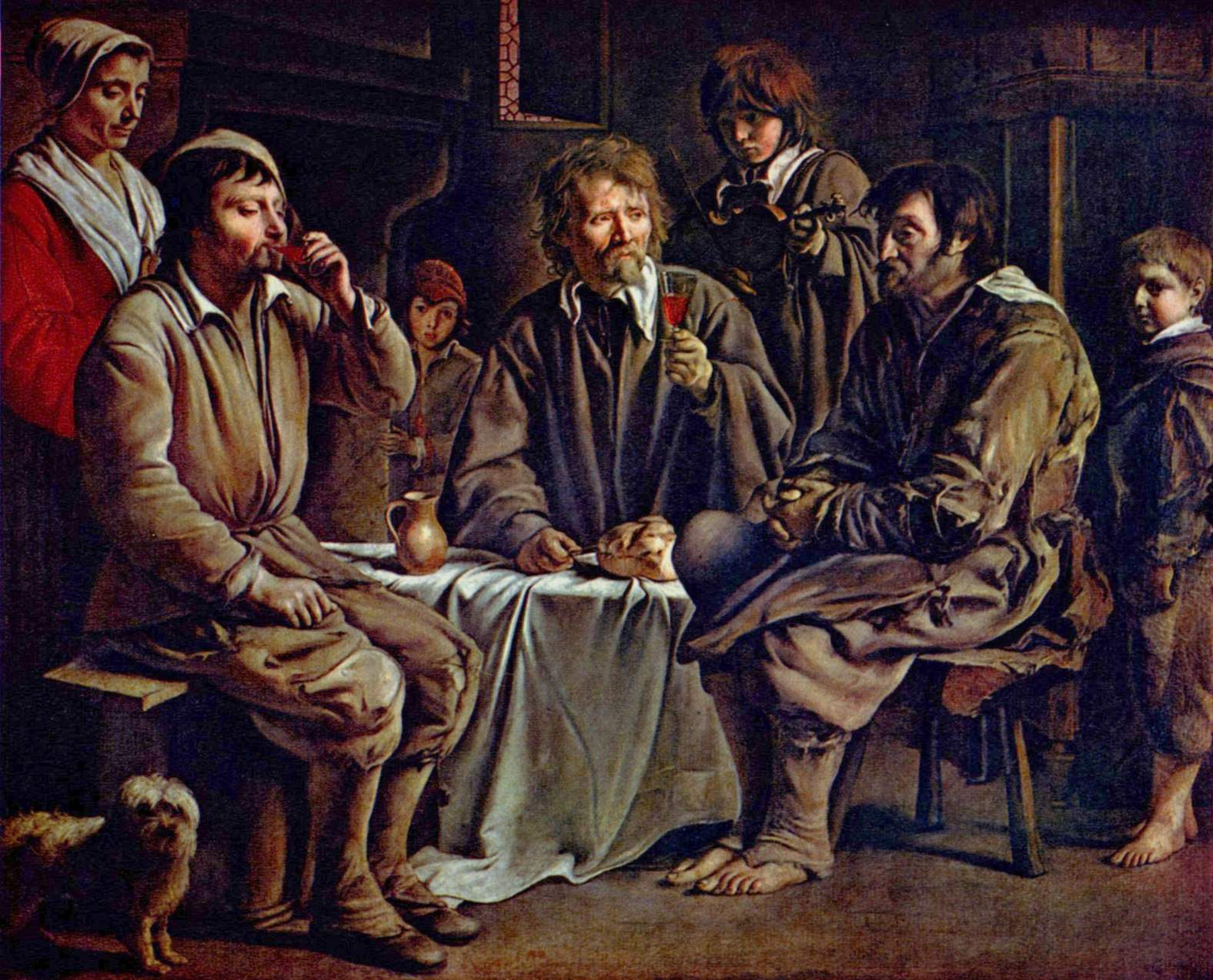
Луї Лєнен, «Сільська вечеря», Лувр

## В XVIII столітті

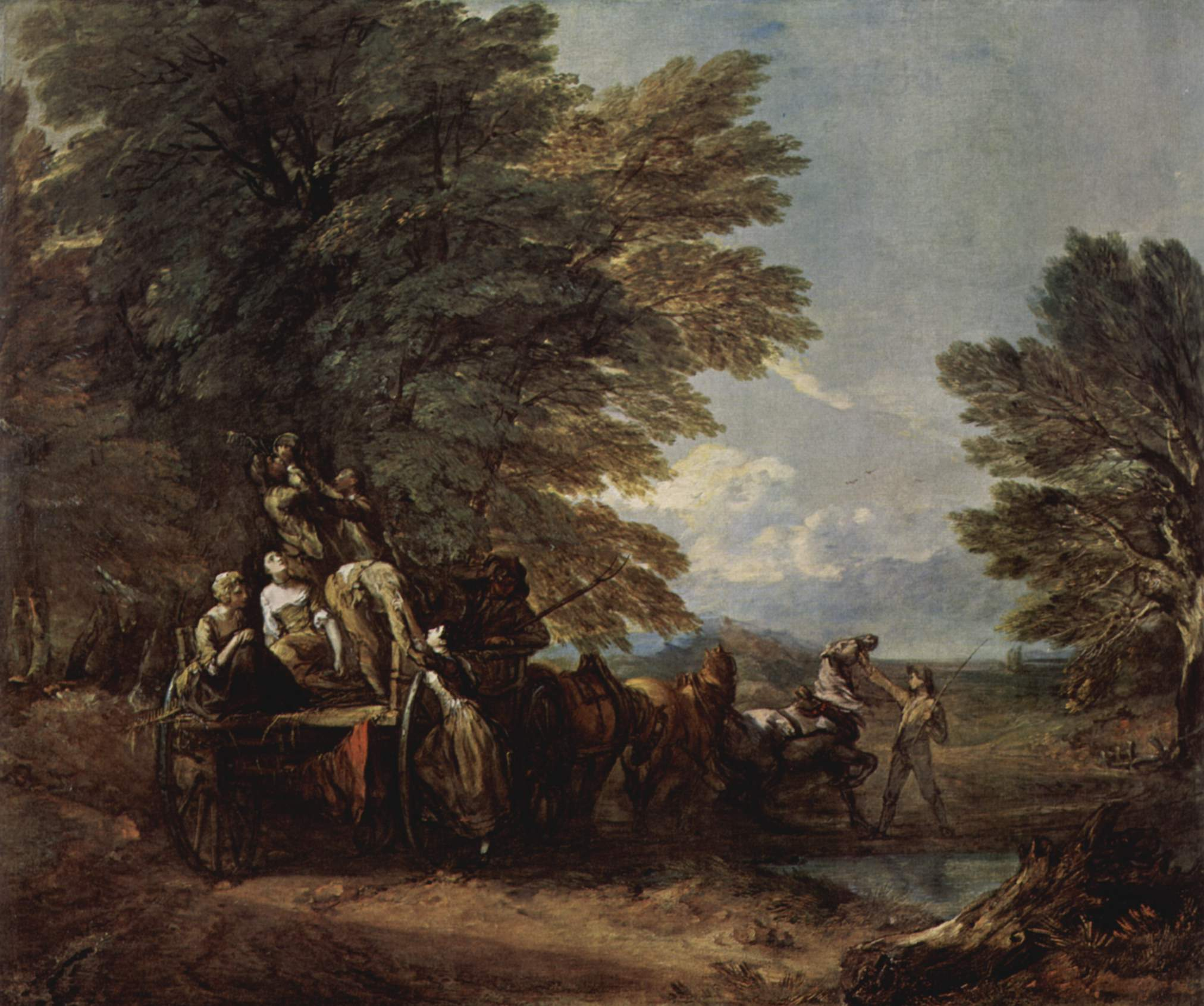
Томас Гейнсборо. «Жнива. Повернення з поля»

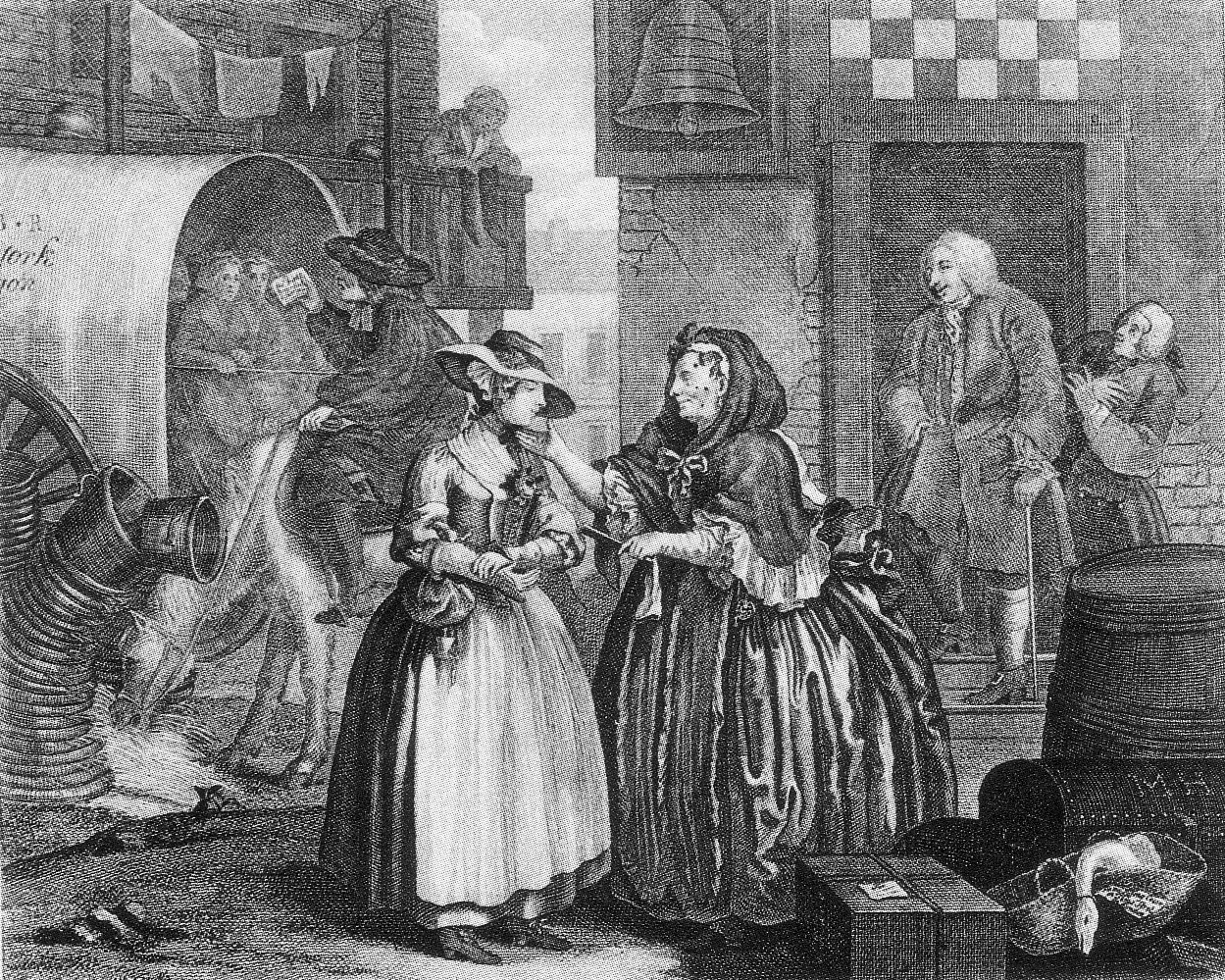
Вільям Хогарт, «Залучення новенької в бордель»

Ставлення до побутового жанру потроху змінюється. І в XVIII столітті є як його прихильники серед митців, так і перші значні колекціонери. Законодавицею у модах і в мистецтві стає Франція. Серед французьких митців, що працюють в побутовому жанрі -
- Антуан Ватто
- Франсуа Буше
- Нікола Ланкре
- Себастьян Бурдон
- Жан Батіст Сімеон Шарден
- Клод Верне
- Жан-Оноре Фрагонар
- Жан Батіст Грьоз
- Жак де Лажу молодший
- Нікола Лєпісьє
- П'єр Кійяр
- Філіп Мерсьє
- скульптор Етьєн Моріс Фальконе

В залежності від обдарованості і настанов, яких дотримується митець, побутовий жанр трактують то неправдиво-ідеалізовано і штучно очищено (Франсуа Буше), то дещо фантастично і поетично (Антуан Ватто), то з присмаком повчання, дидактики, сентименталізму (Жан Батіст Грьоз), то як сценки з реальності (ескізи Фрагонара). У побутовий жанр привносять елементи стилю рококо (Ватто, Жак де Лажу, Франсіско Гойя), звертаються до різних технік (картини олійними фарбами, пастель, малюнок, порцеляна, гравюра). Іде переоцінка творів і голландських митців XVII ст. І на паризьких аукціонах розгортаються справжні баталії за право володіти картинами майстрів побутового жанру, серед яких
- Герард Доу,
- Ян Стен,
- Габріель Метсю
- Пітер де Хох
- Герард Терборх
- Кампхейзен.

Французькі аристократи часто збирають картини не стільки через прихильність до мистецтва, скільки через моду і престиж. У 1768 р. помер колишній секретар короля Луї XV — де Генья, а його колекції продають з аукціону, де розпочався ажиотаж. Дені Дідро з цього приводу схвильовано пише — «Він — помер, ця дивацька особа, що зібрала стільки прекрасних творів по літературі, майже не схильна читати, стільки творів мистецтва, знаючись у них як сліпий… Неможливо гаяти жодної хвилини, якщо ми не бажаємо зіштовхнутися з натовпом вітчизняних чи іноземних конкурентів». Але були і справжні поціновувачі мистецтва, сміливі в пошуках і мало залежні від моди, серед яких П'єр Кроза, що піклувався про тяжко хворого Ватто, про Розальбу Кар'єру і купував мало кому потрібні тоді твори немодних художників.
До побутового жанру звертаються і майстри інших країн, а в самому жанрі наростають елементи правдивого відтворення реальності —
- Вільям Хогарт, Томас Гейнсборо (Велика Британія)
- Алессандро Маньяско
- гравер Ходовецький (Німеччина)
- Іван Фірсов, Іван Єрменьов, (Російська імперія)
- Я. Норблен, (Польща)
- Франсіско Гойя, (Іспанія)

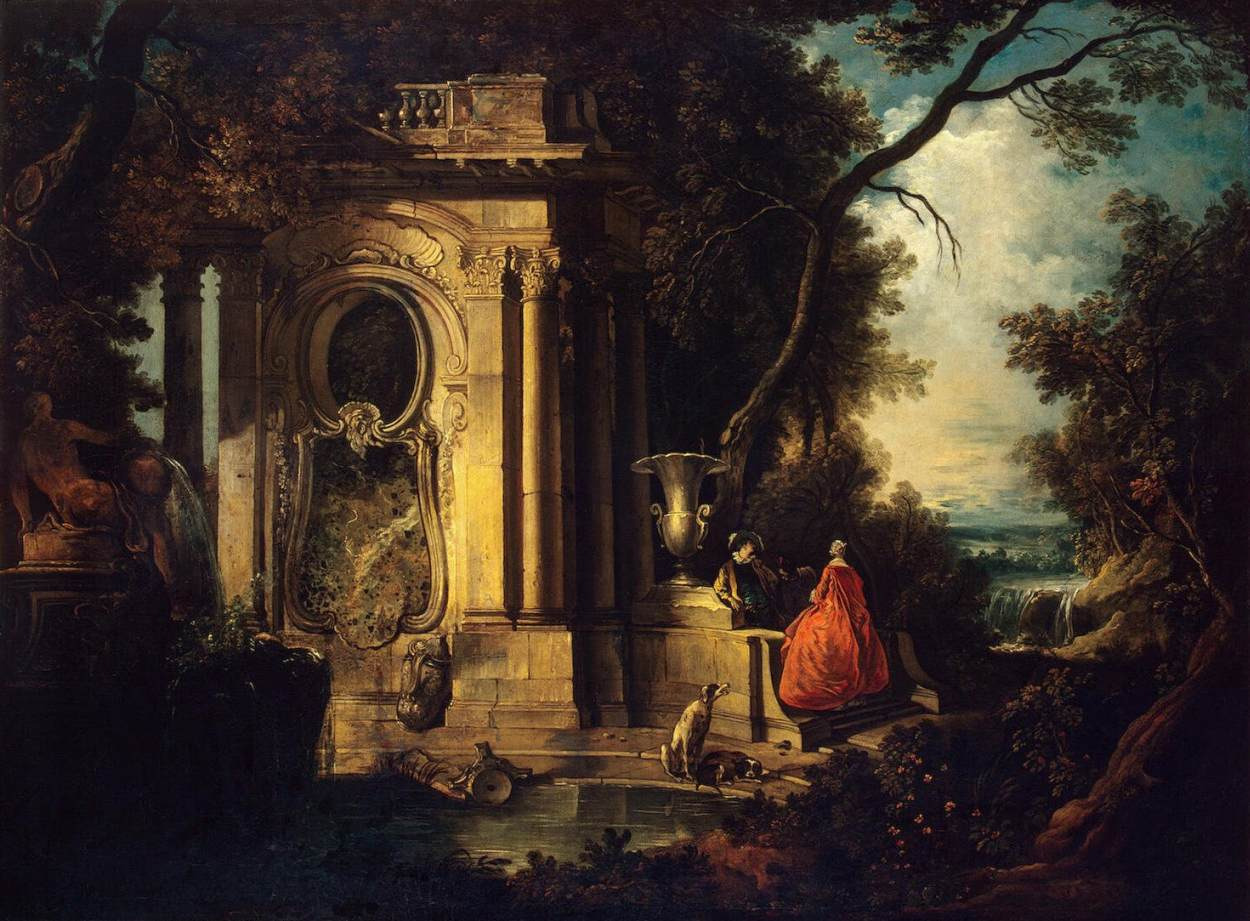
Жак де Лажу молодший. «Сцена в парку»
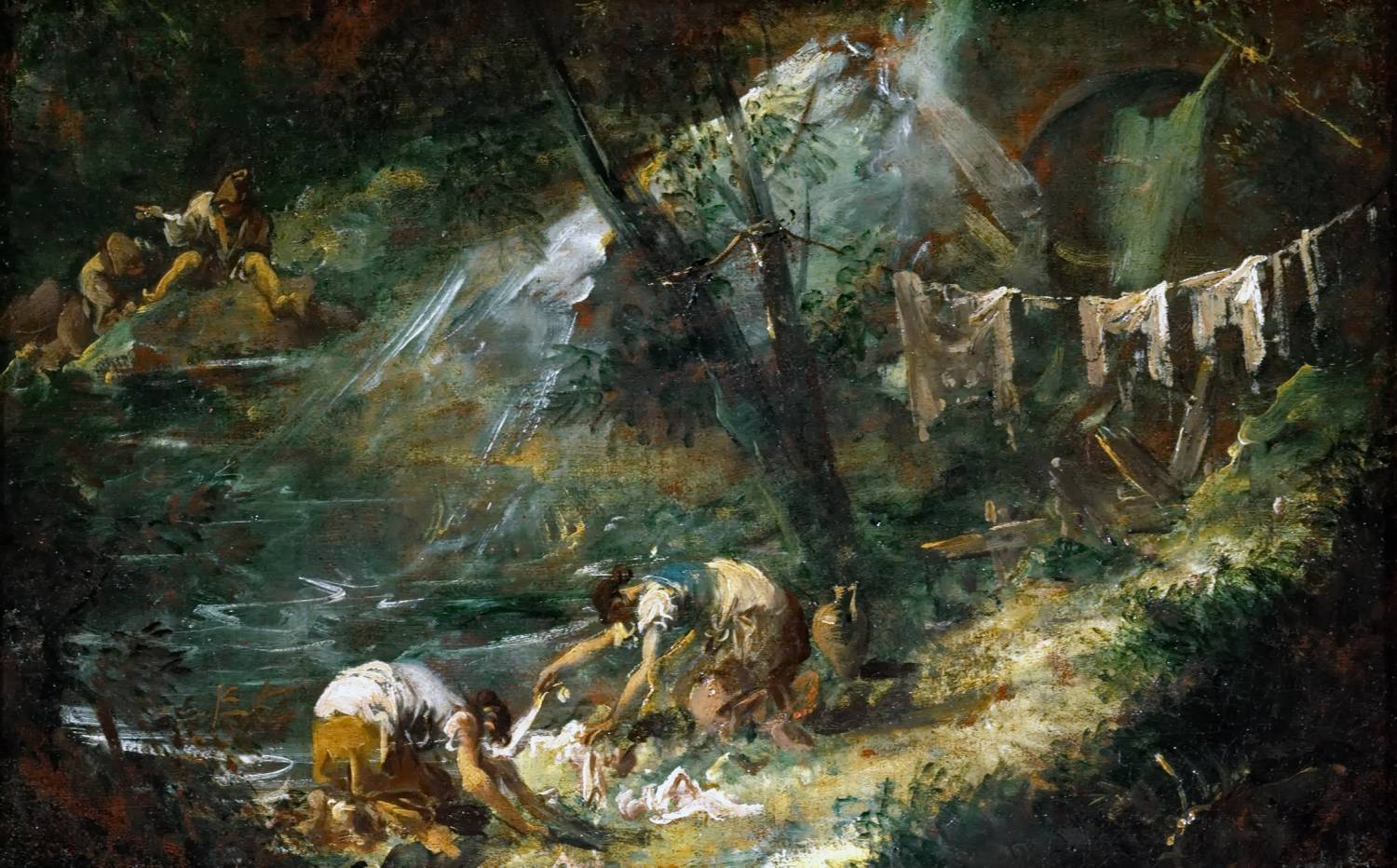
Алессандро Маньяско. «Прання білизни», бл. 1720 р.,Музей історії мистецтв, Відень.

## Франсіско Гойя і побутовий жанр

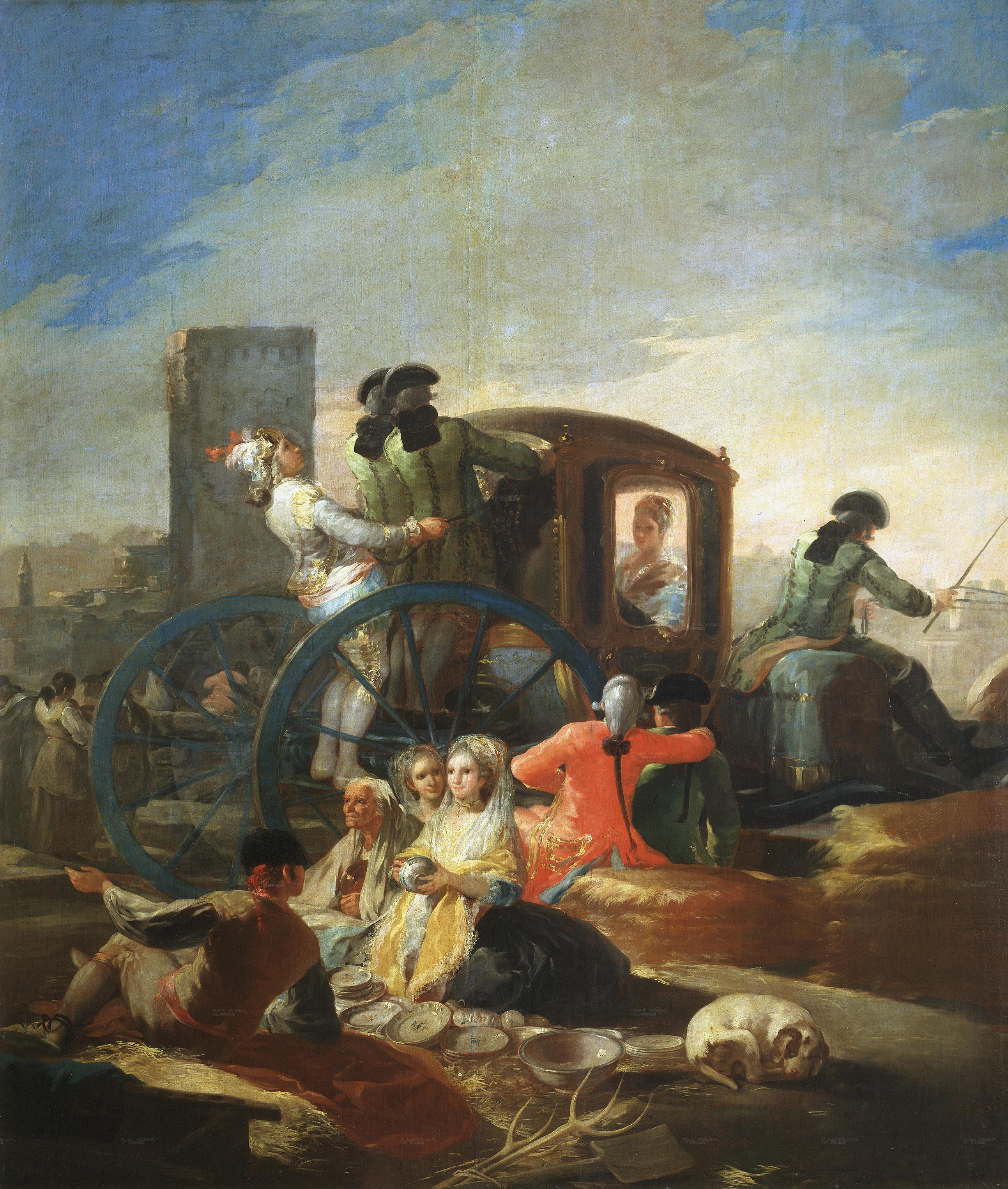
Франсіско Гойя, «Продаж керамічного посуду»

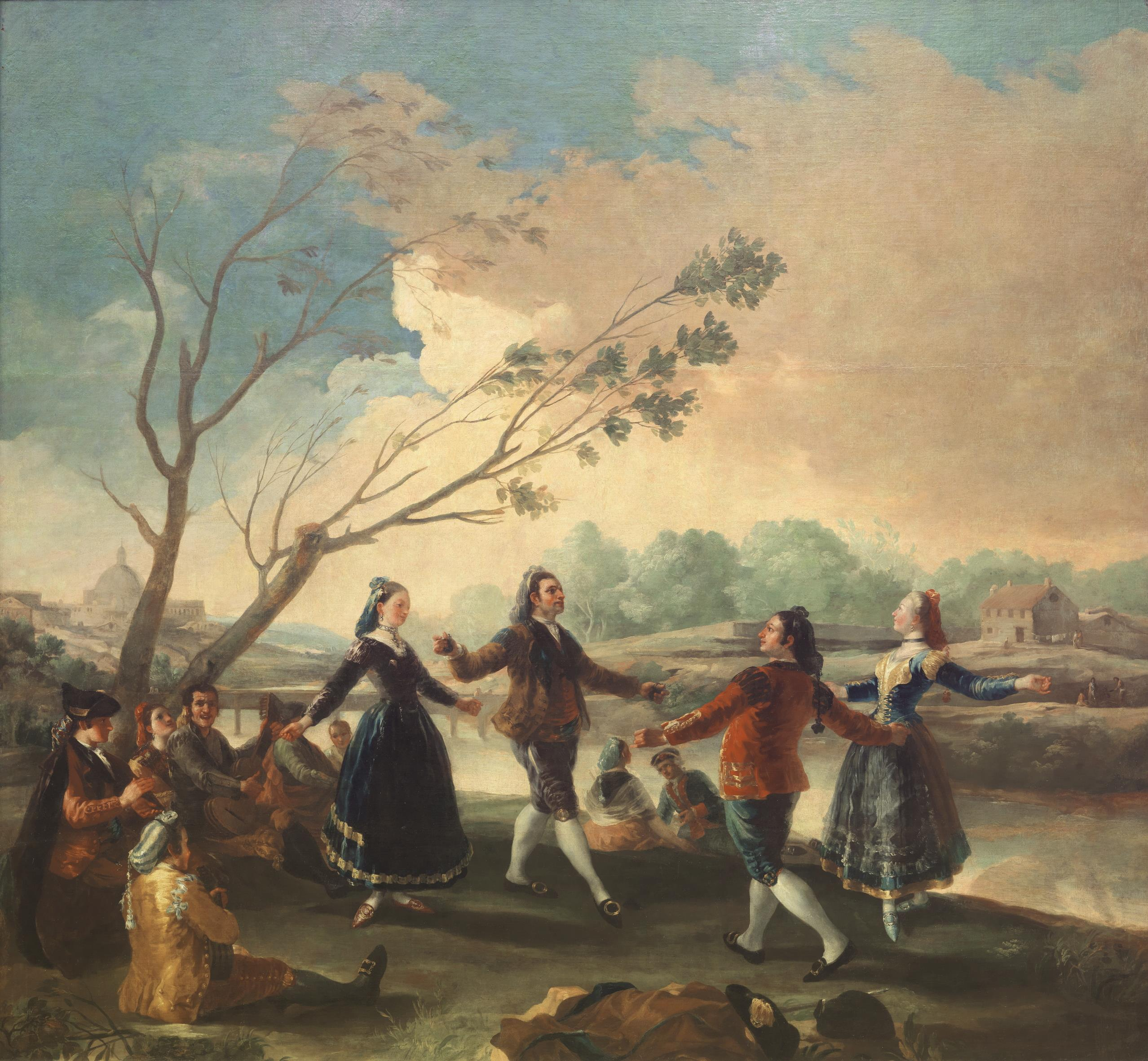
Франсіско Гойя. «Мансанарес. Танок біля річки», 1777 р.
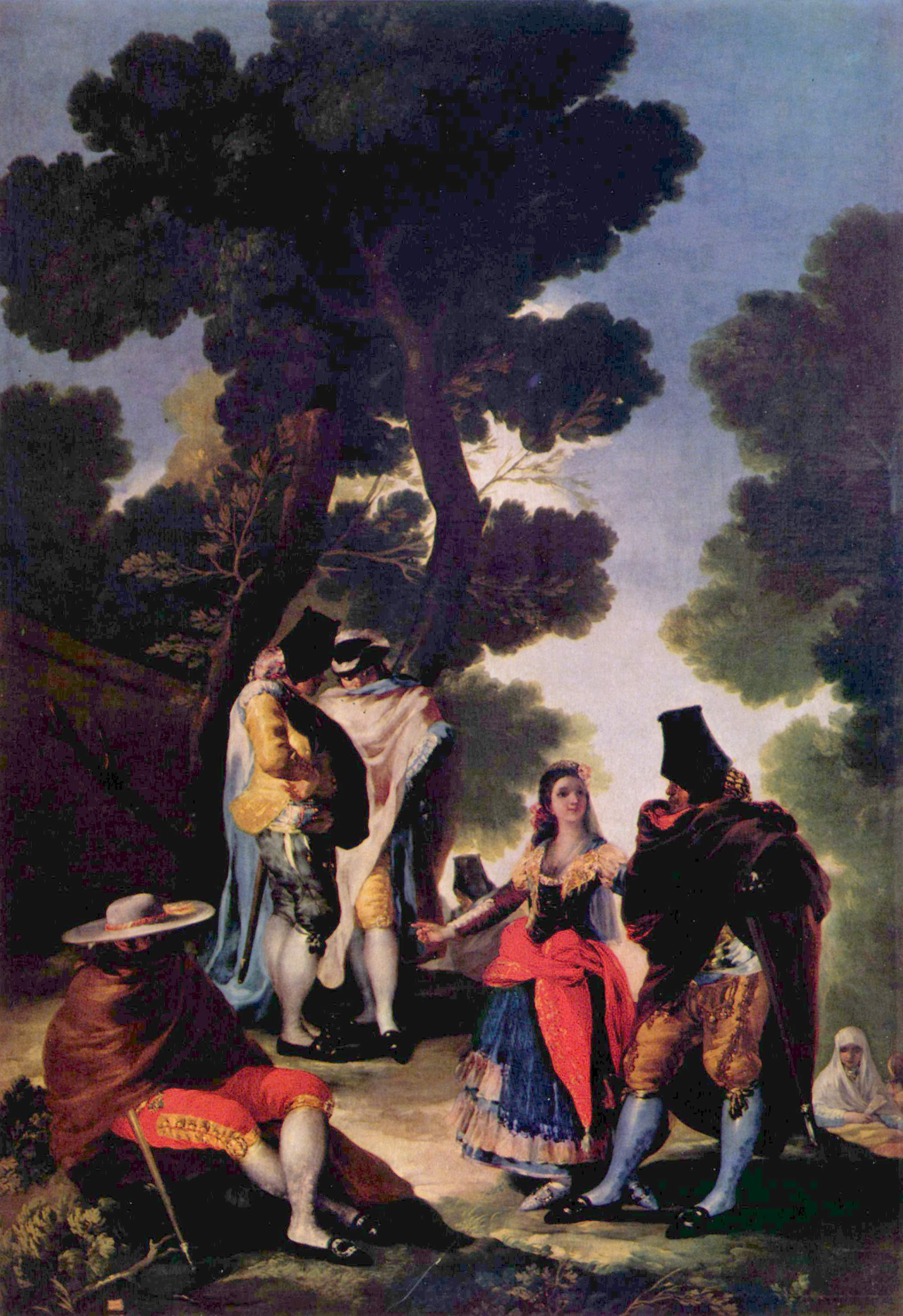
Франсіско Гойя. «Маха на прогулянці», 1777 р.
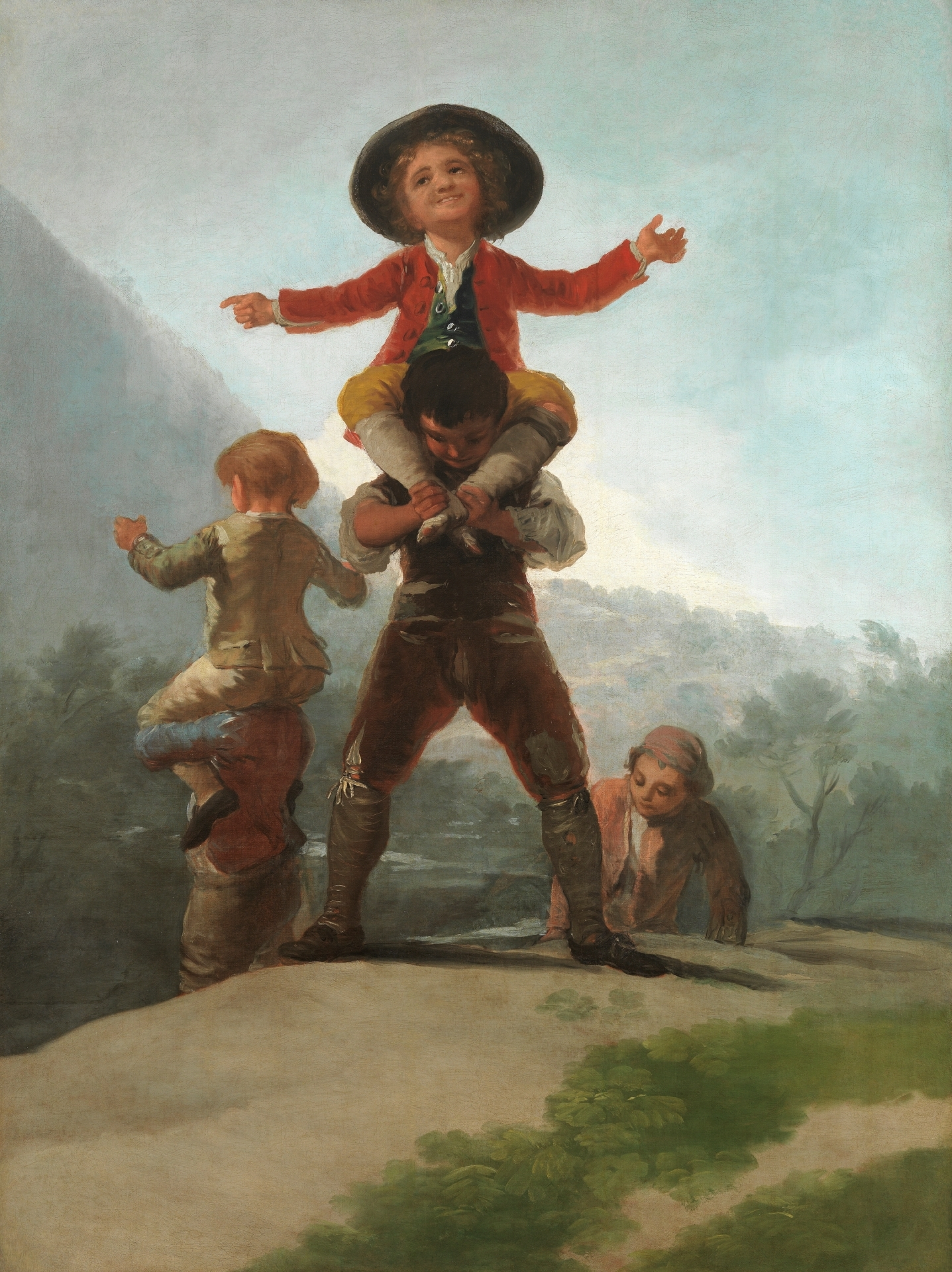
Франсіско Гойя. «Дитяча гра у велетнів», 1792 р.
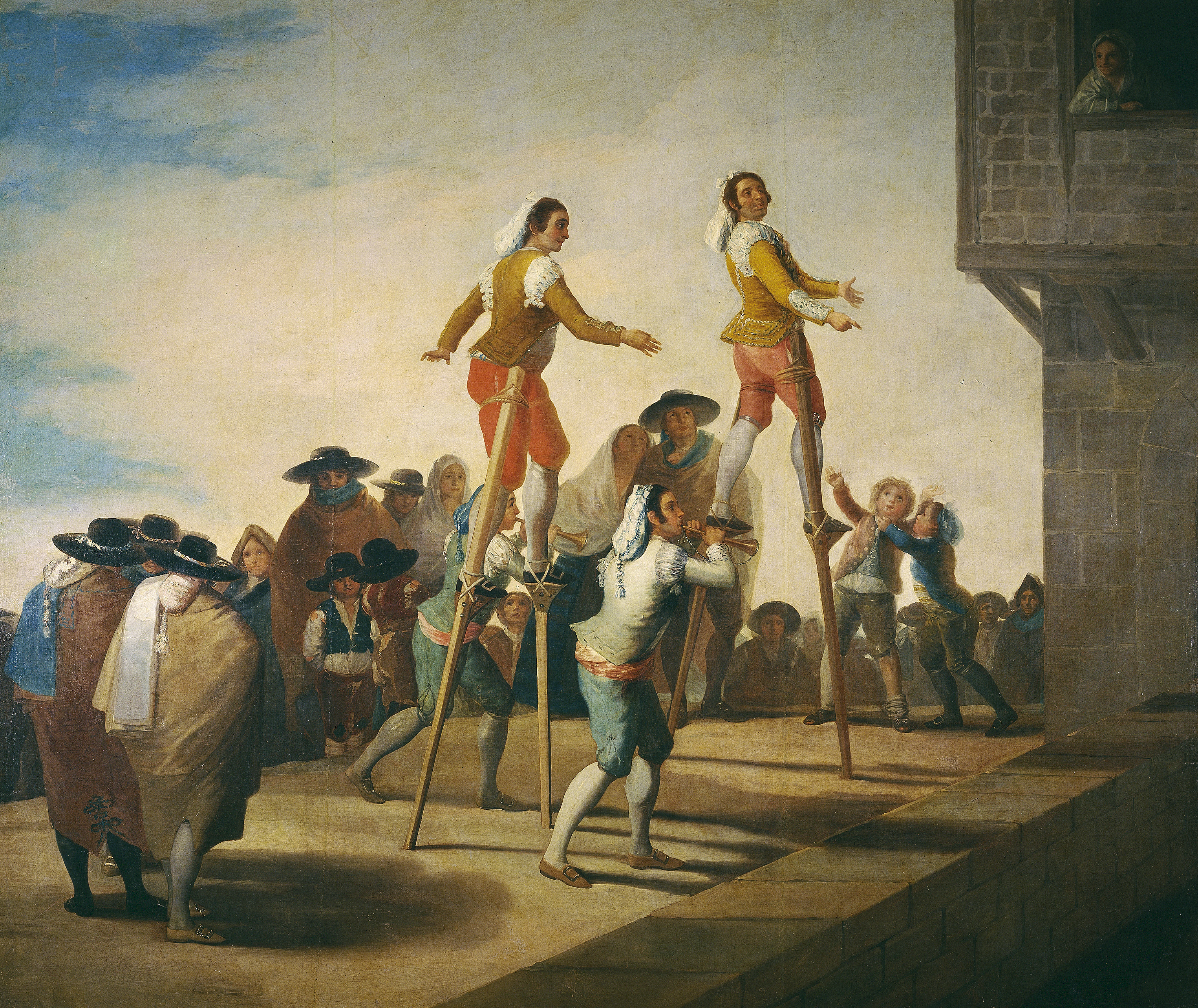
Франсіско Гойя. «Ходулі», до 1792 р.

## Побутовий жанр та укійо-е

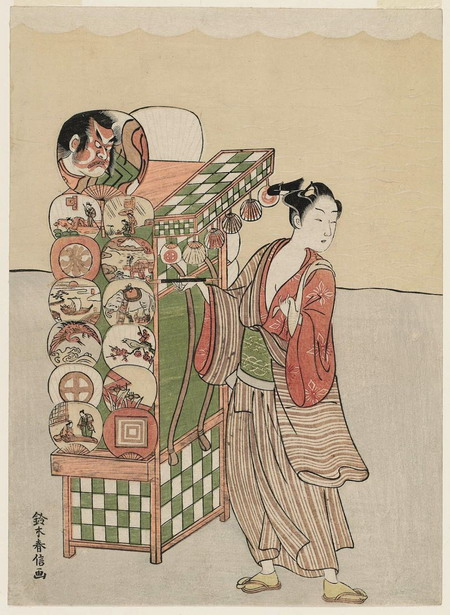
Харунобу Судзукі. «Юнак японець продає віяла», середина XVIII ст.

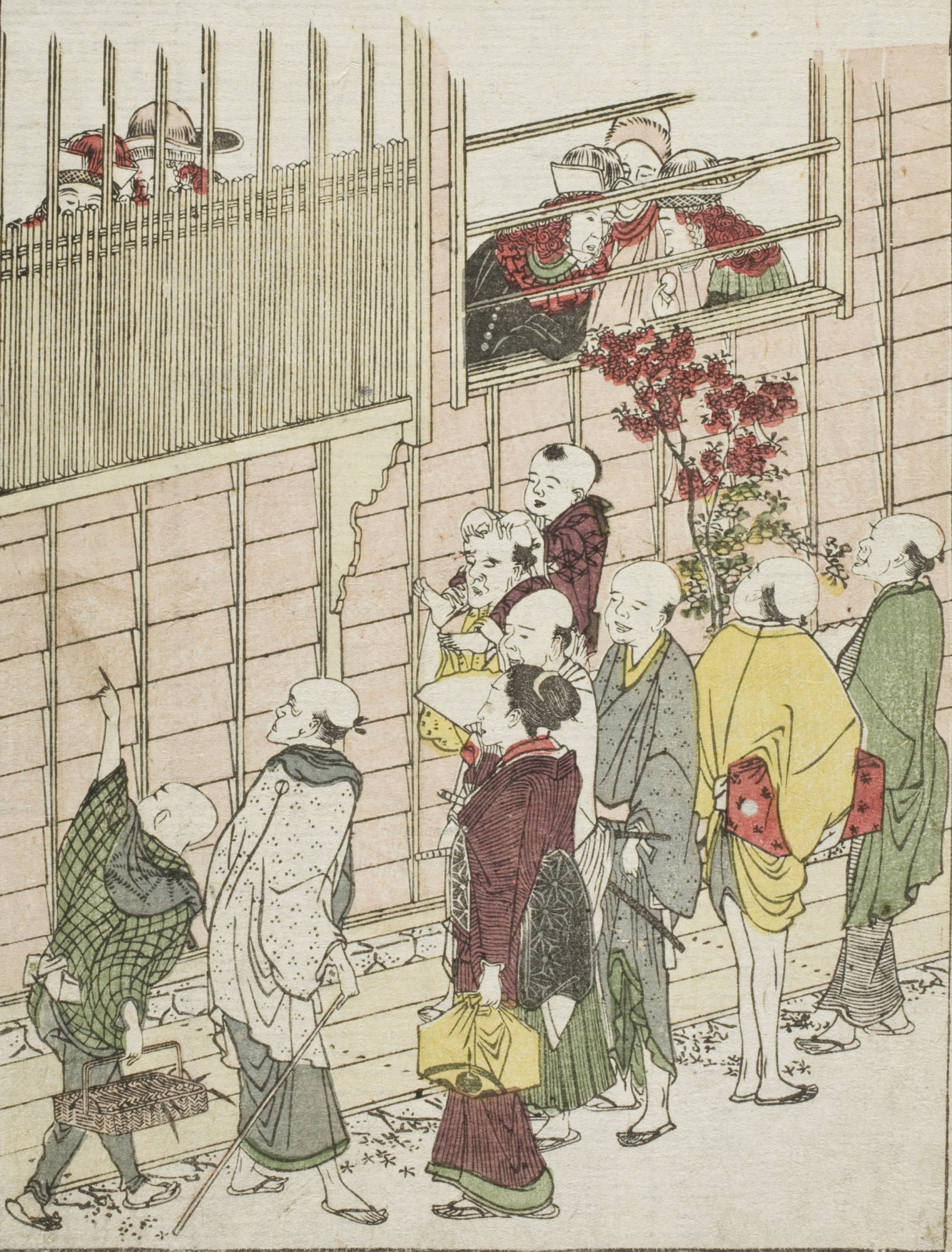
Хокусай. «Квартал, де оселились голландці. Вулична сценка», 1802 р.
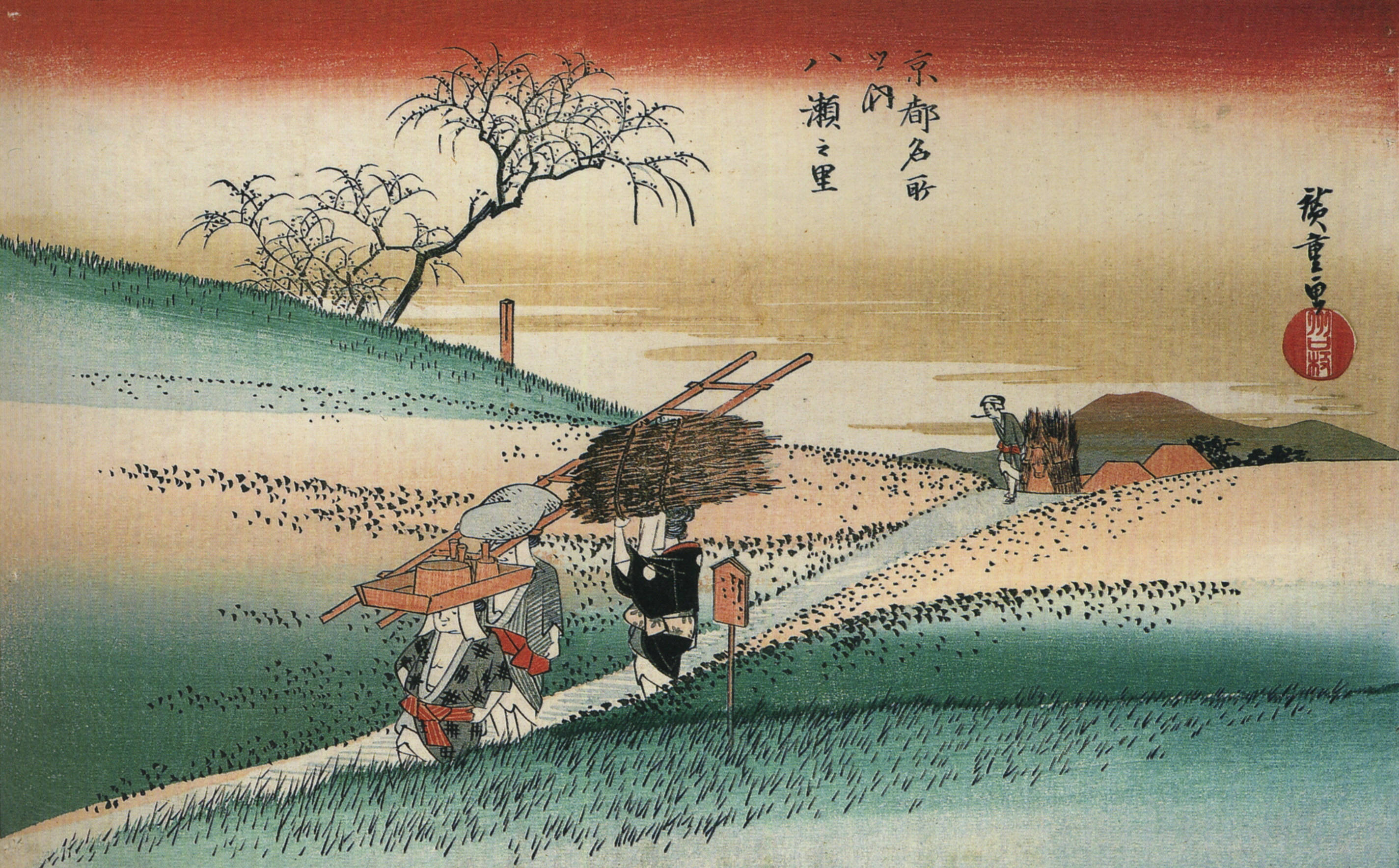
Утаґава Хіросіґе. «Жінки крокують стежкою через поле», 1835 р.
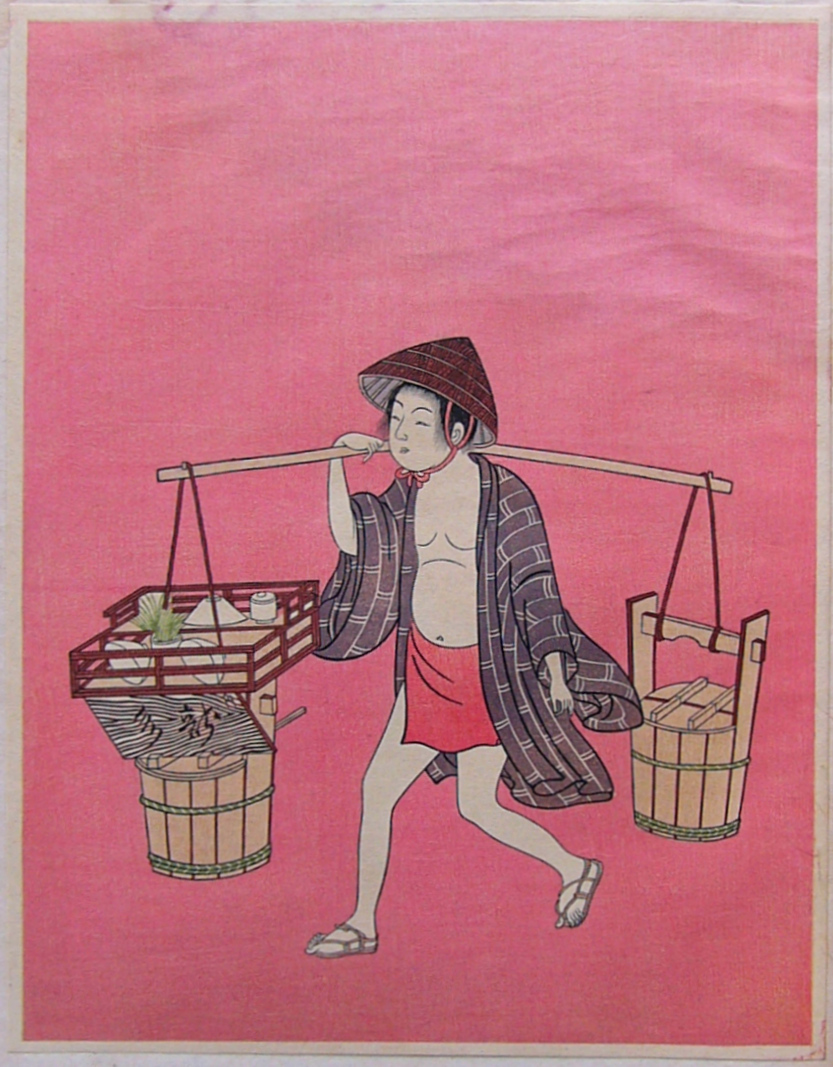
Харунобу Судзукі. «Водонос»
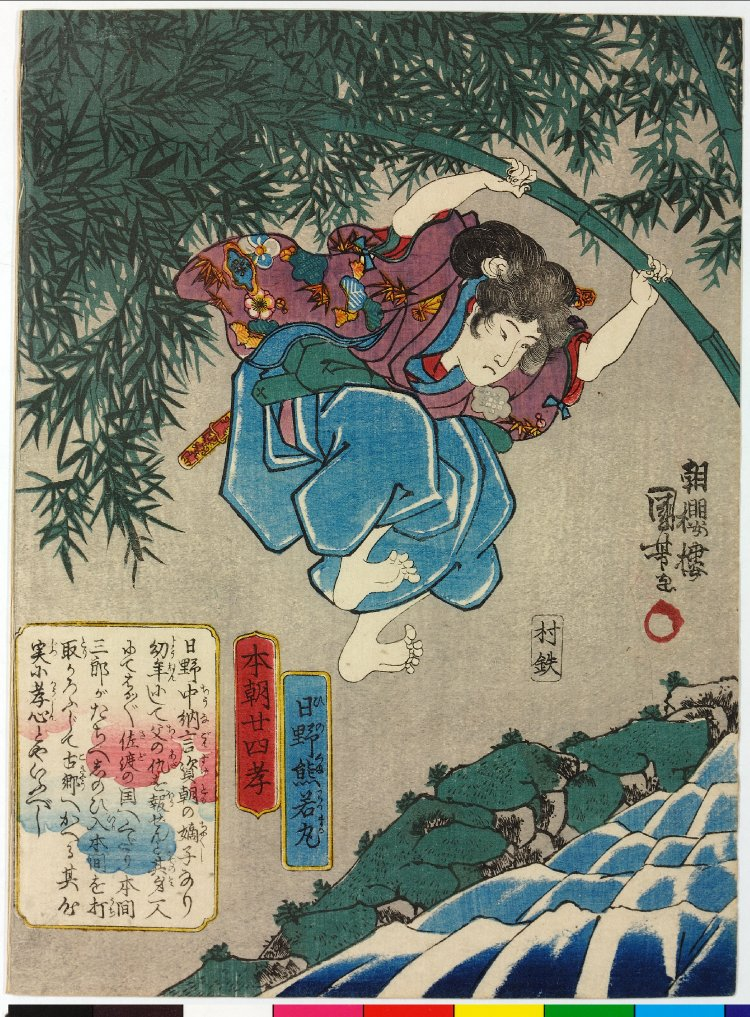
Кунійосі Утагава. «Ніндзя Кумавакамару тікає від переслідувачів», серія «24 зразкові сини»

## Майстерня художника як побутовий жанр

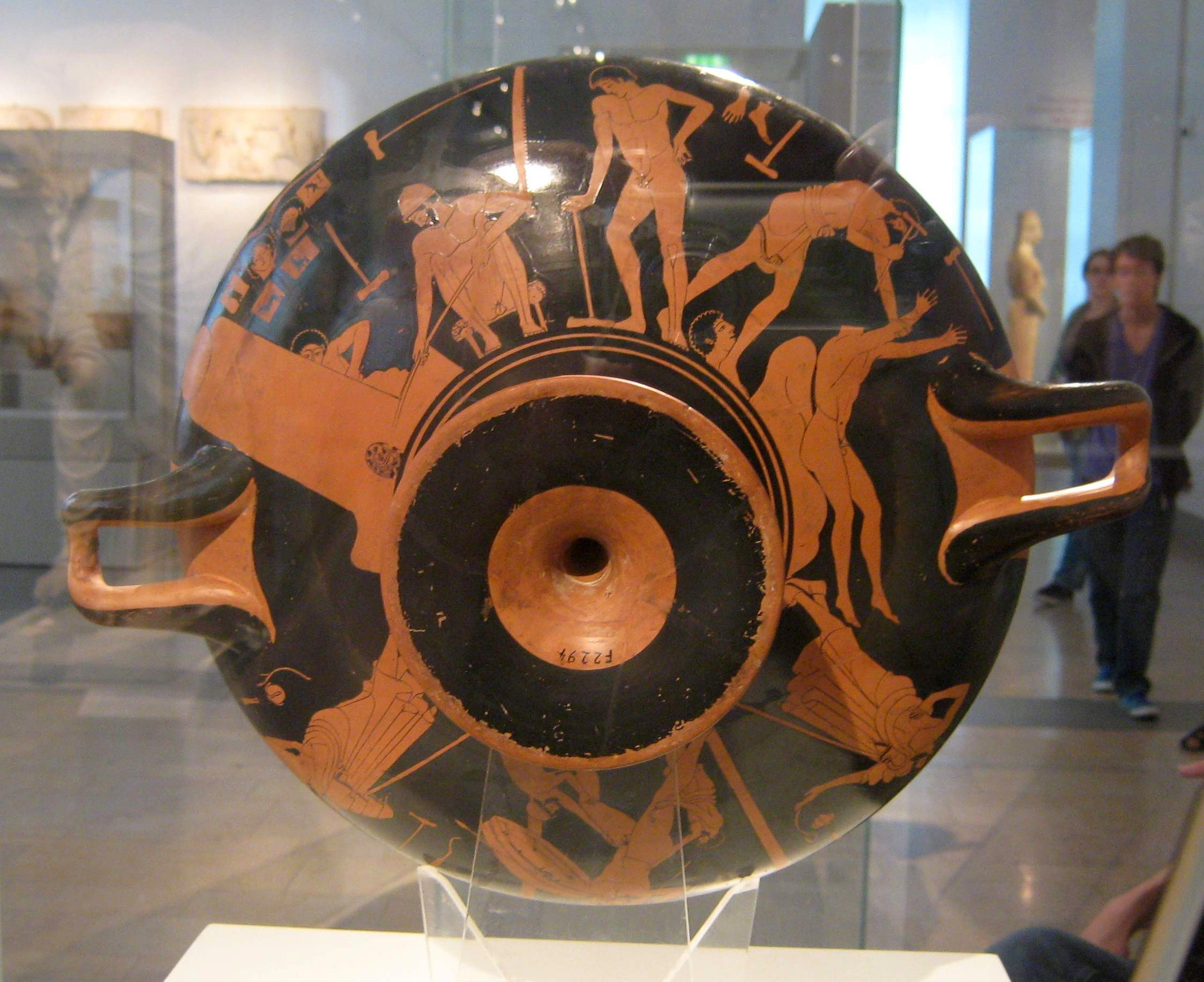
Вазописець ливарні. «Майстерня грецького скульптора», перша половина 5 ст. до н.е. Античне зібрання, Берлін

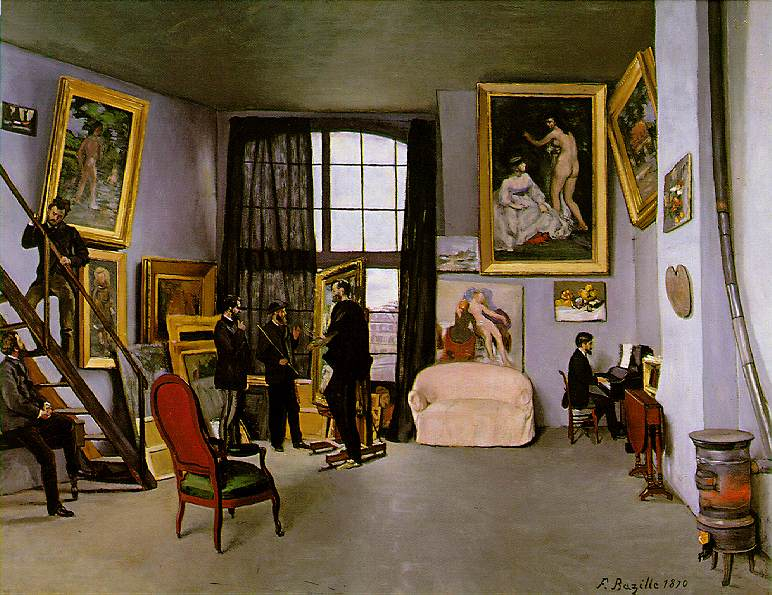
Жан Фредерік Базиль. «Майстерня Фредеріка Базіля», 1870 р., Музей д'Орсе

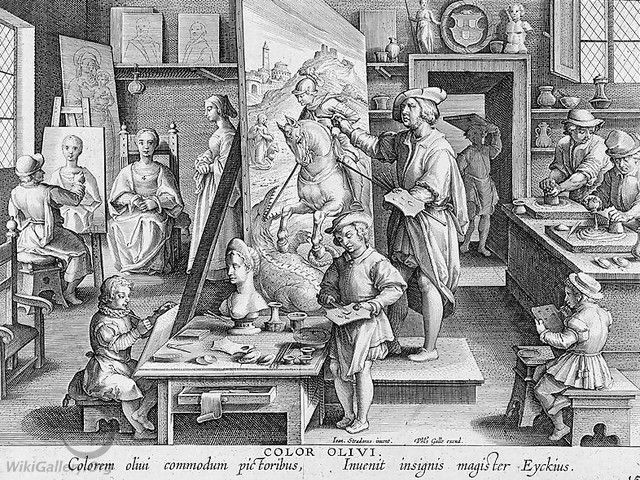
Джованні Страдано, «Майстерня художника» або «Розповсюдження олійного живопису», друкар Філіп Галле, 1590 р.
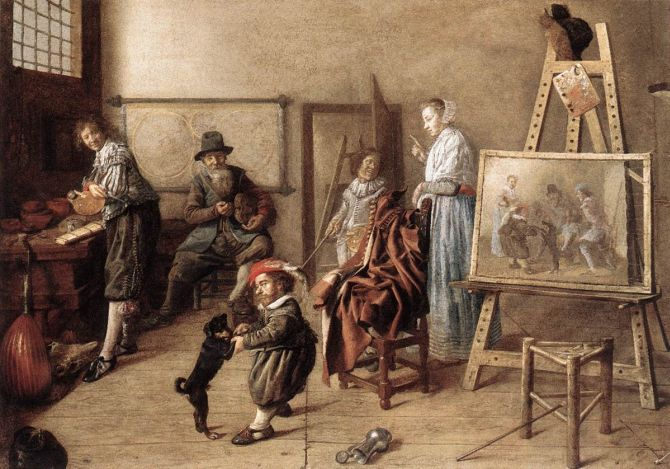
Ян Мінзе Моленар, «Майстерня художника», 1631 р.
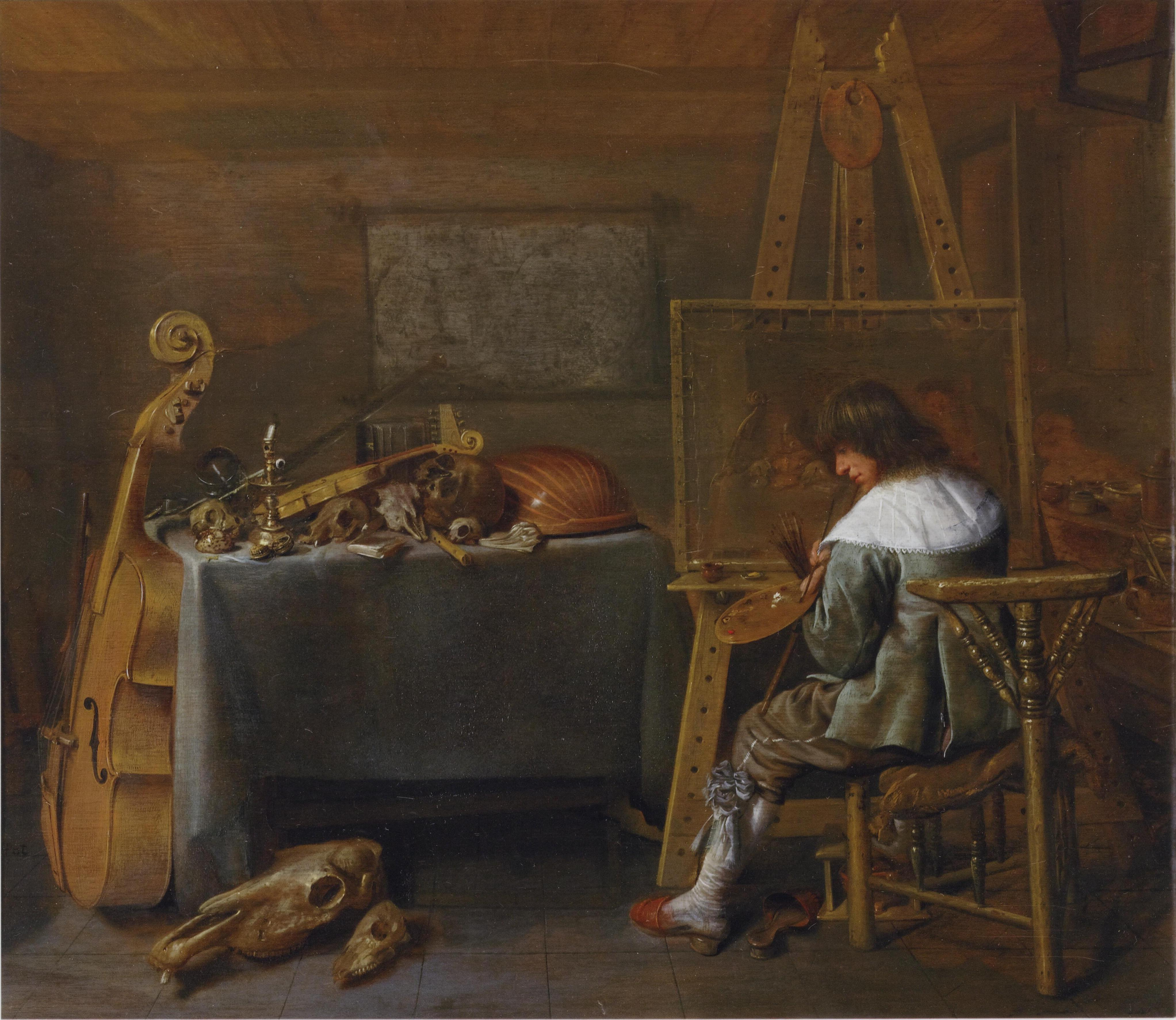
Ян Мінзе Моленар, «Майстерня художника», бл. 1650 р.
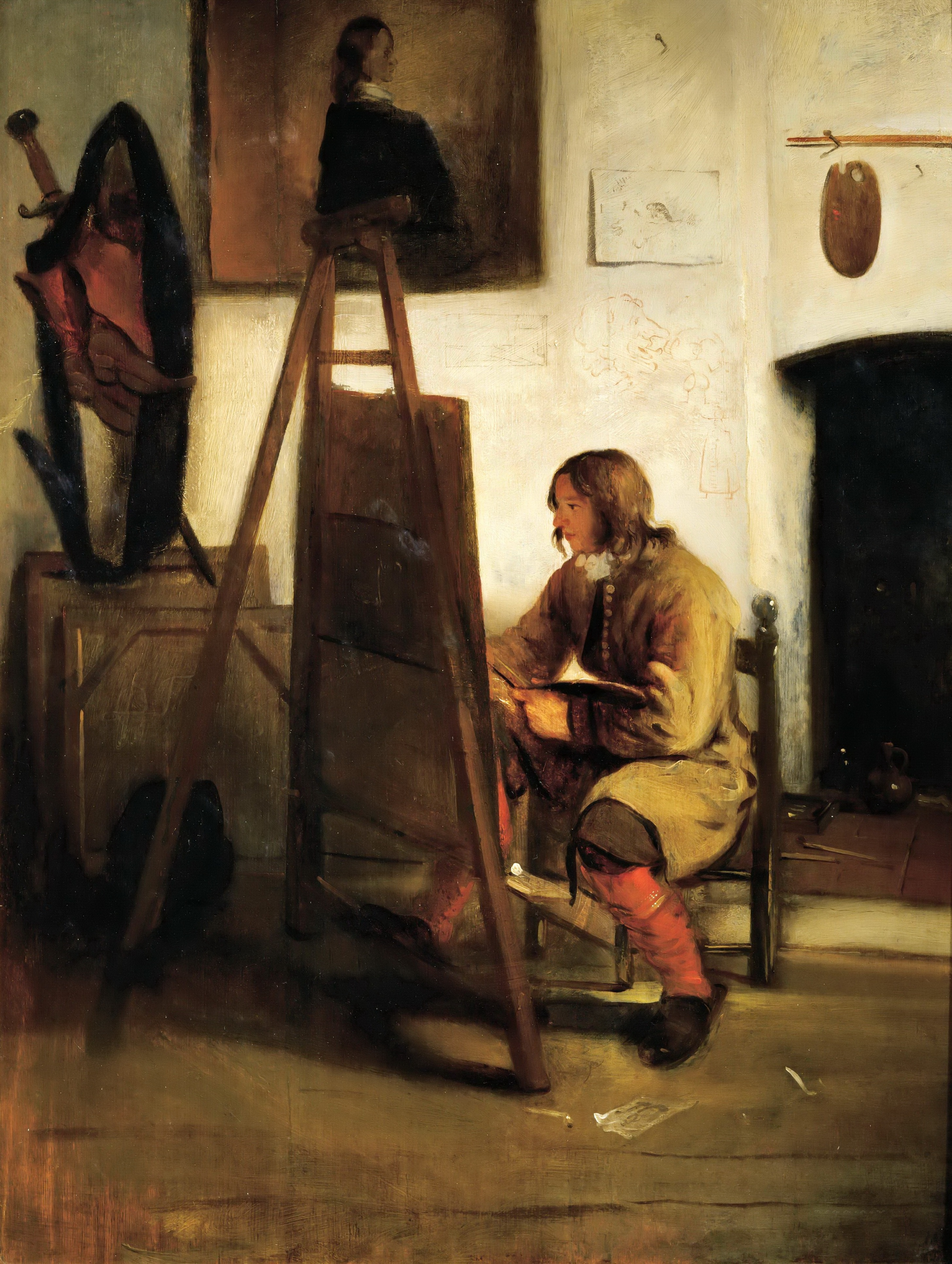
Барент Фабріціус (1624—1673), «Молодий художник в майстерні », до 1660 року
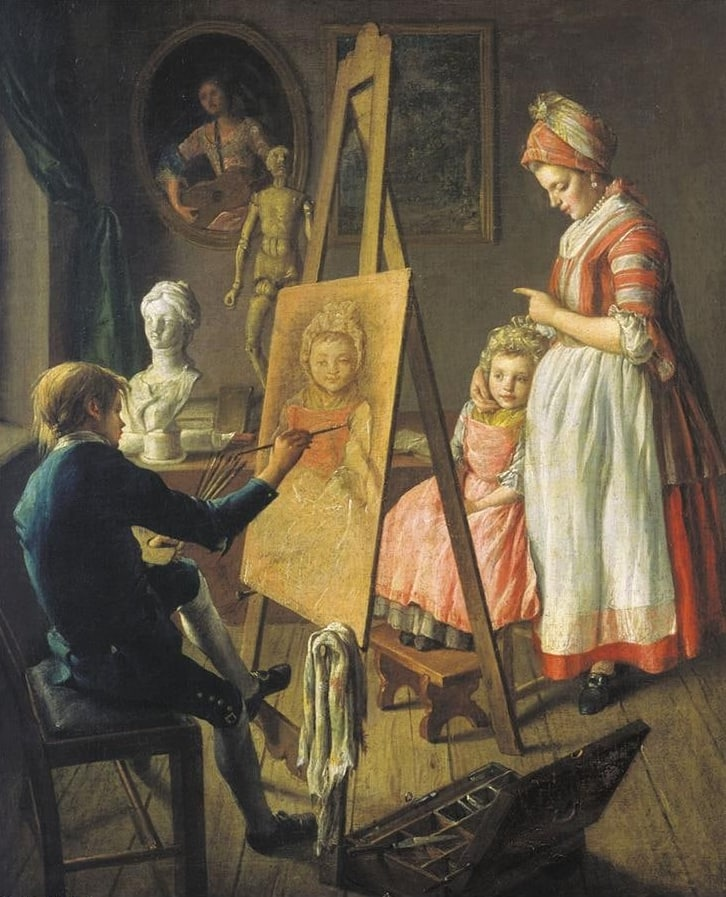
Іван Фірсов, «Юний живописець», 1760-ті рр., Третьяковська галерея
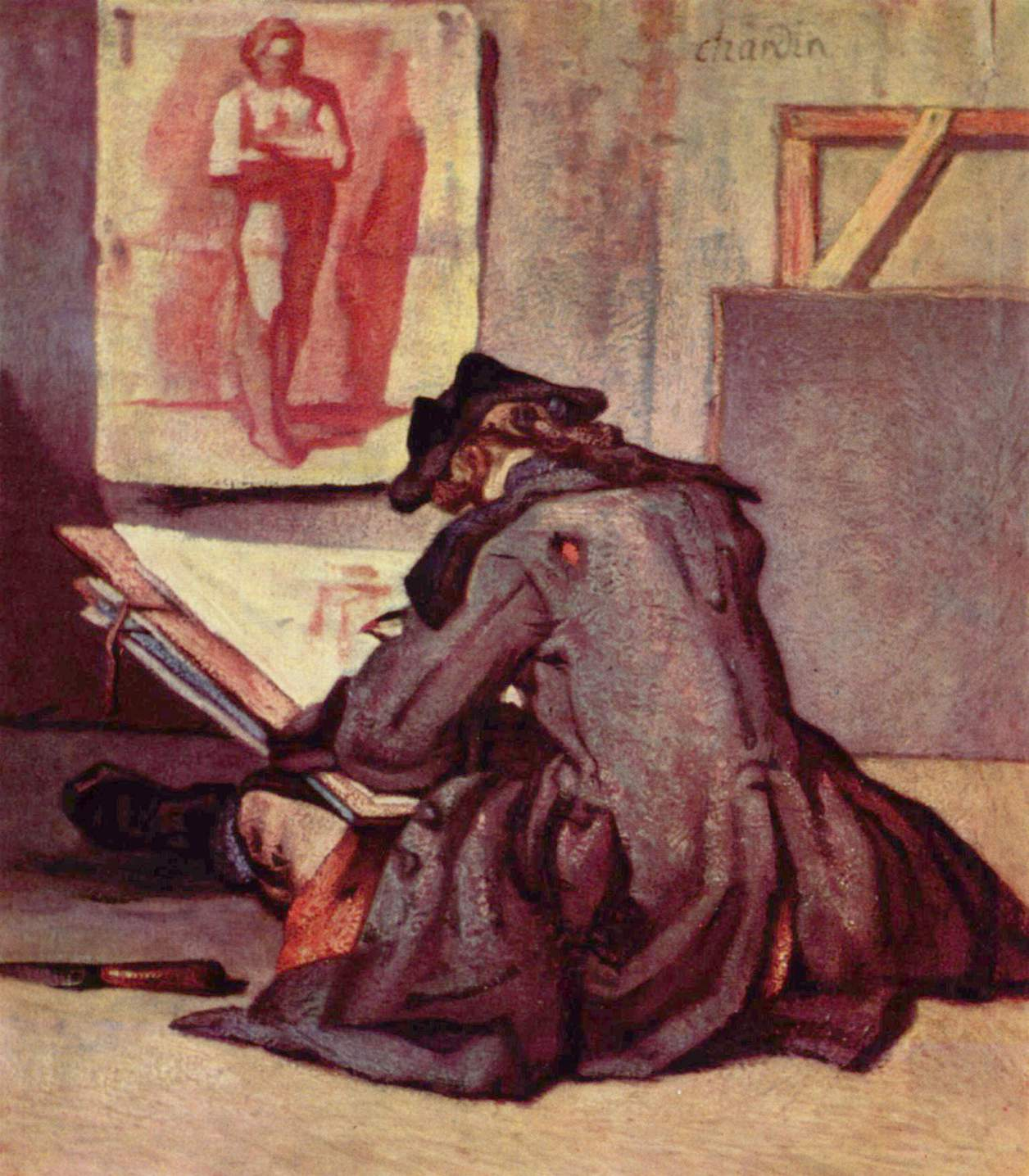
Шарден,« Молодий художник », 1738, Національний музей Швеції, Стокгольм
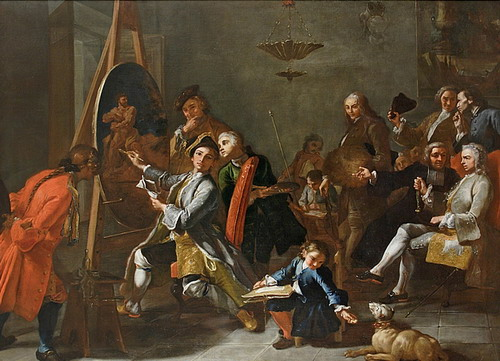
Джузеппе Боніто. «Майстерня художника», середина XVIII ст.
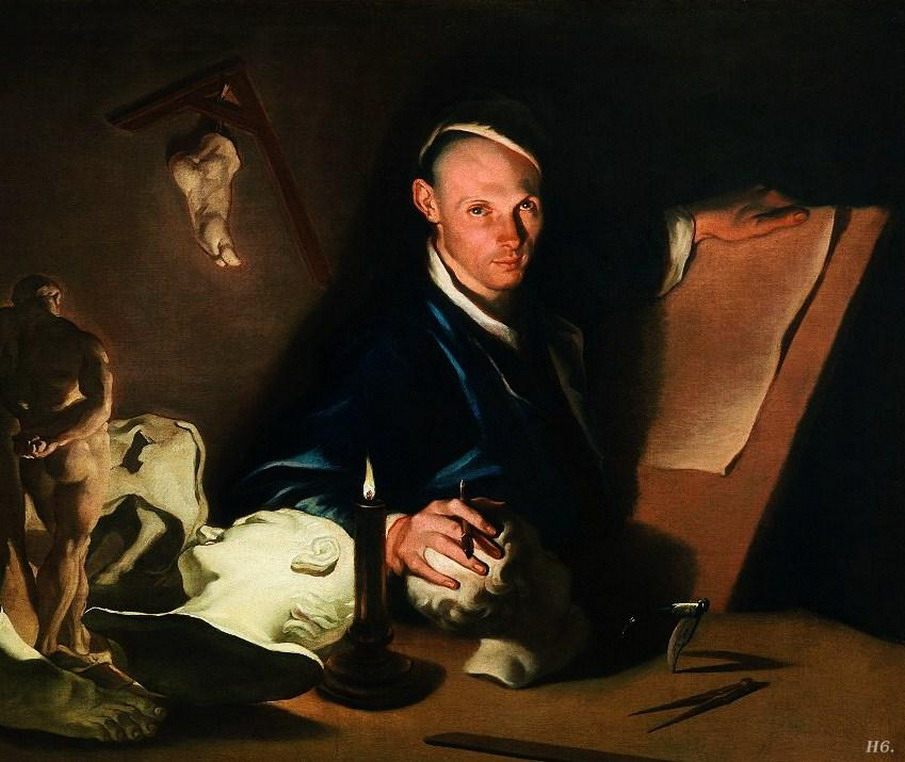
Кристофоро Терці (1692–1743),« Портрет невідомого скульптора» (в майстерні ввечері), бл. 1730 року
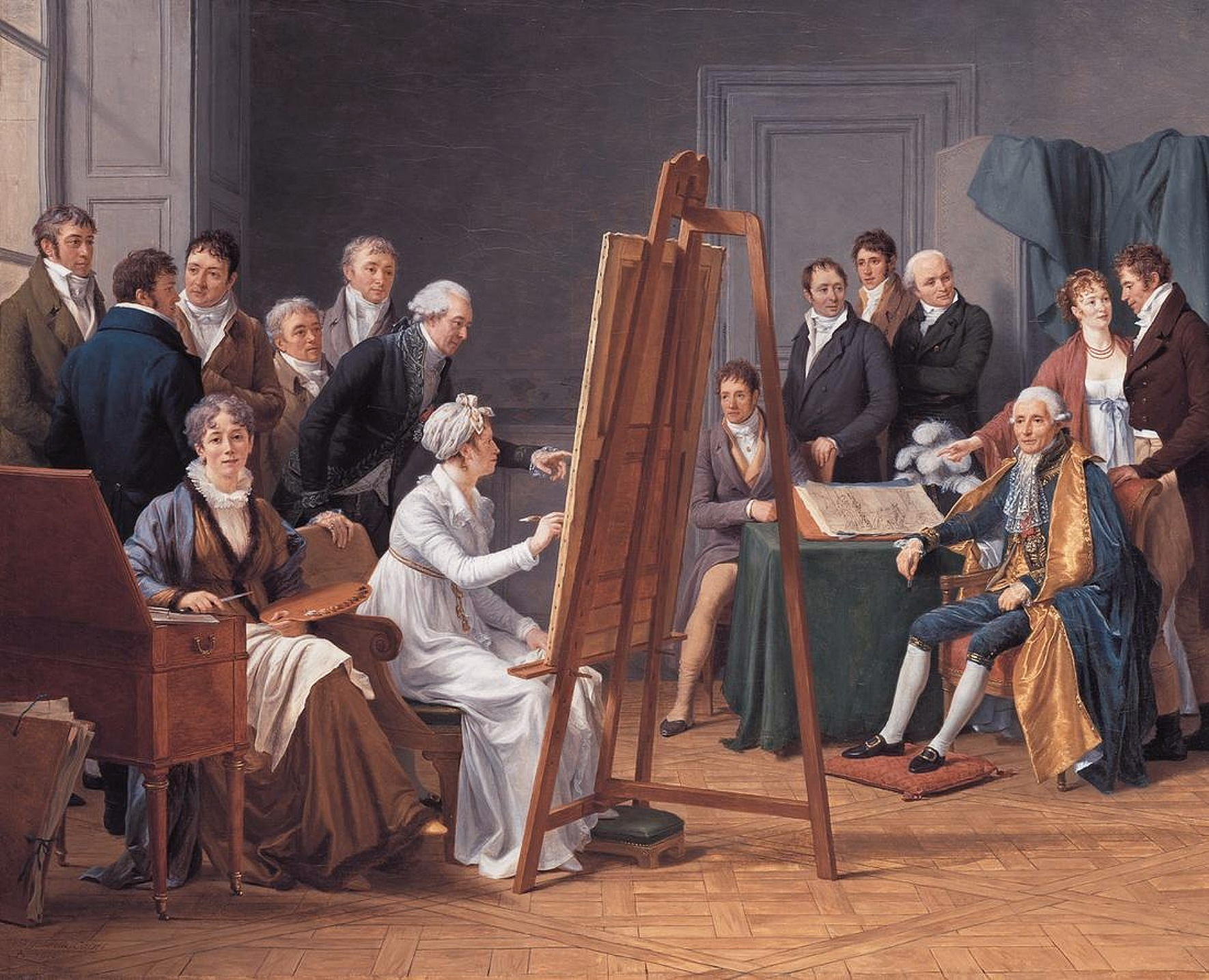
Марі Капет. «Художня майстерня Аделаїди Вінсент», 1808 р.
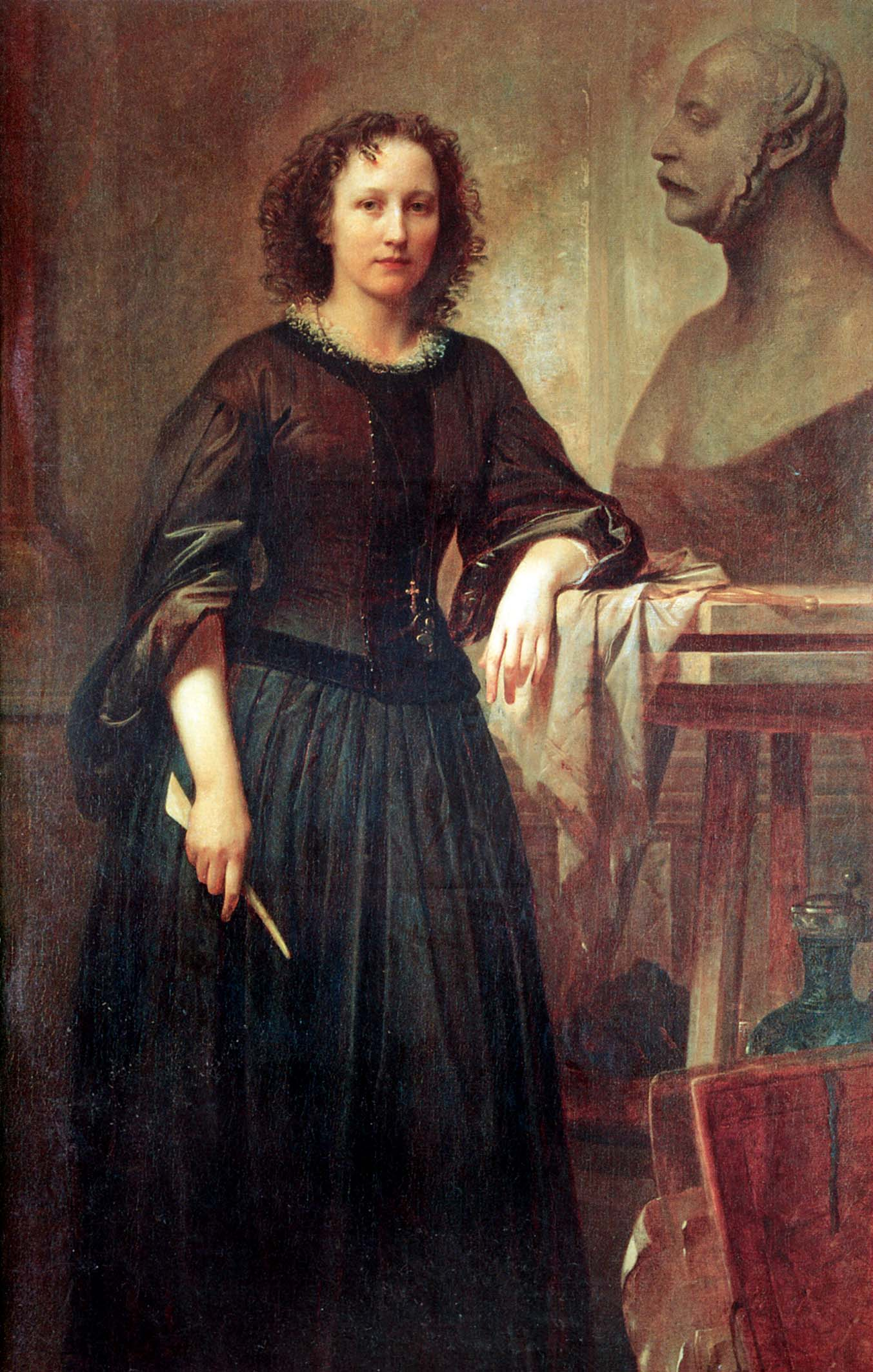
Фрідріх Каульбах (1822 —1903), «Скульпторша Елізабет Ней», 1860 року.
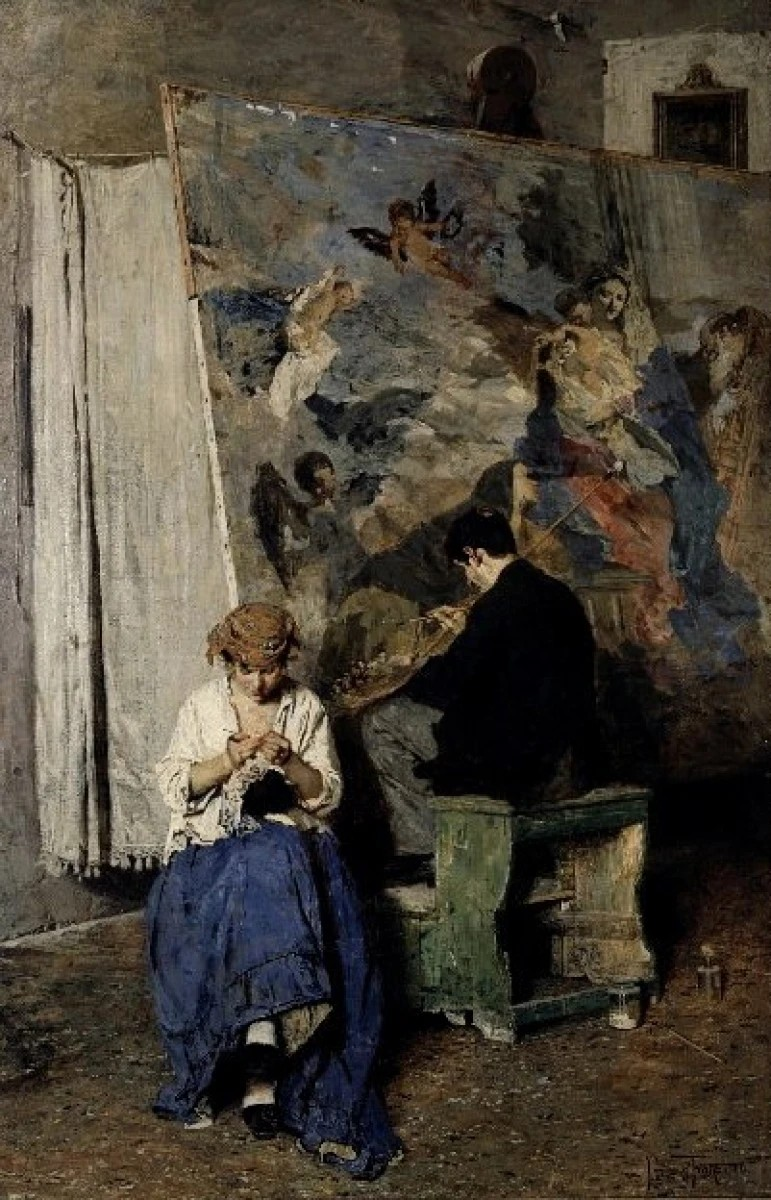
Джакомо Фавретто. «В майстерні художника», до 1880 р.
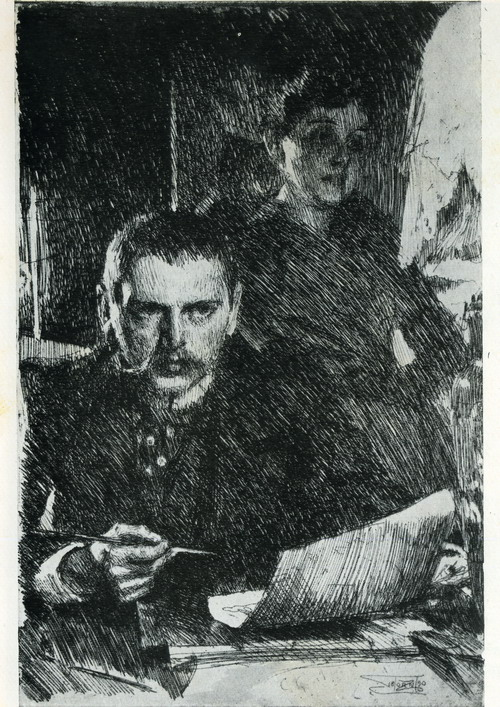
Андерс Цорн, «Автопортрет з дружиною в майстерні» , офорт, 1890 р.

## Хаос і побут на війні.Альфонс де Невіль, середина XIX с.

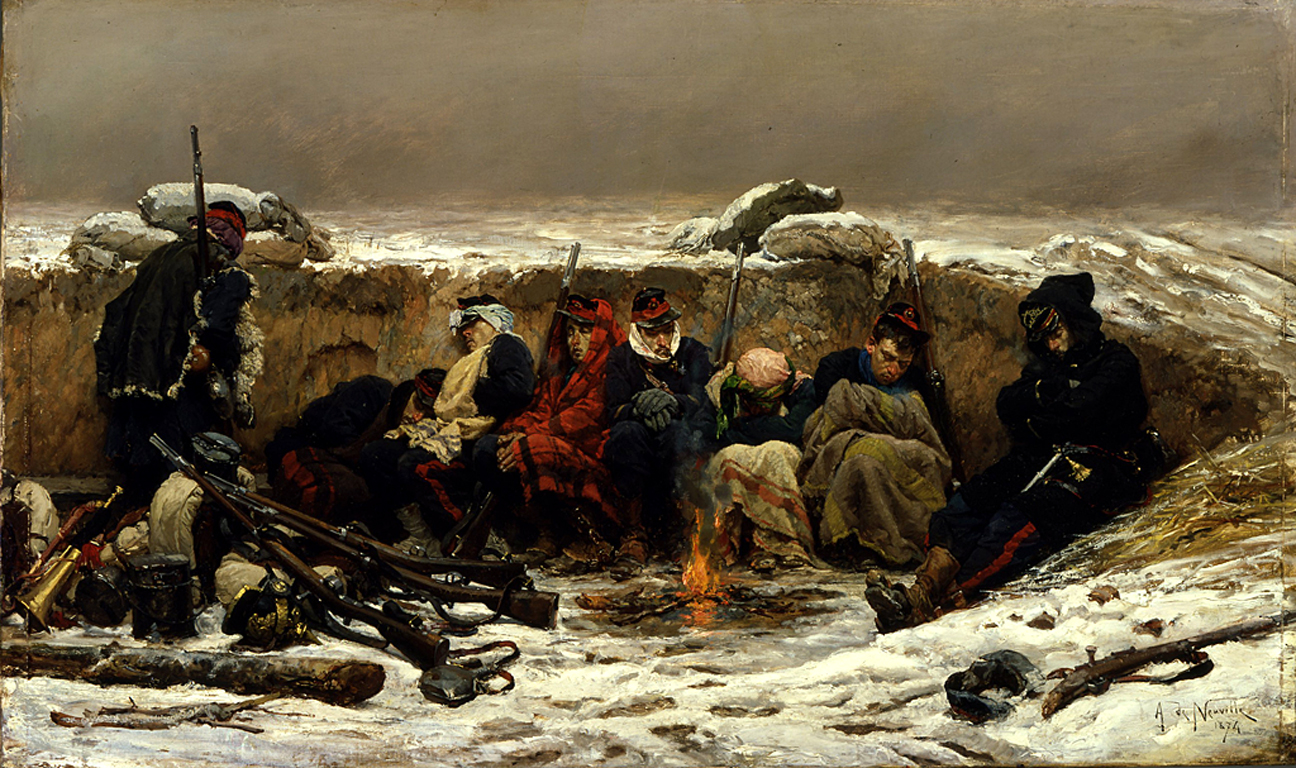
«В траншеї взимку», 1874 р.
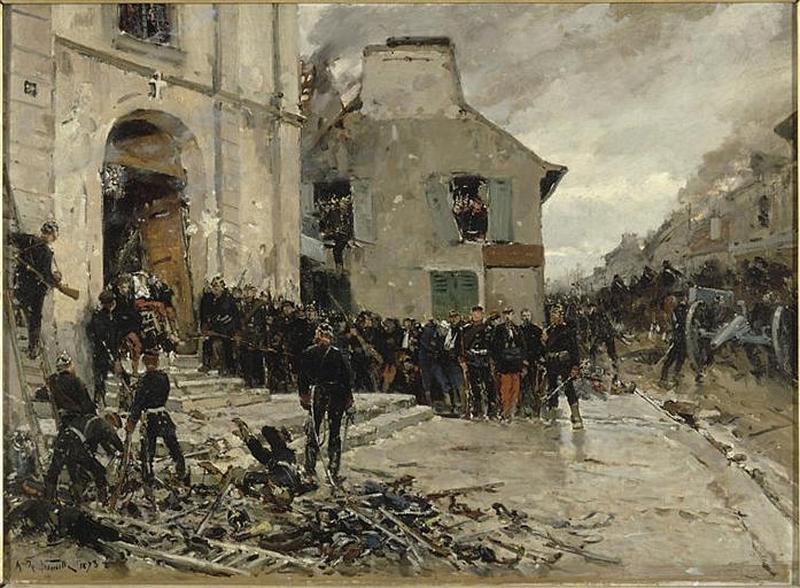
«Вояки Франції в Бурже», 30 жовтня 1870 ( 1878 р. )
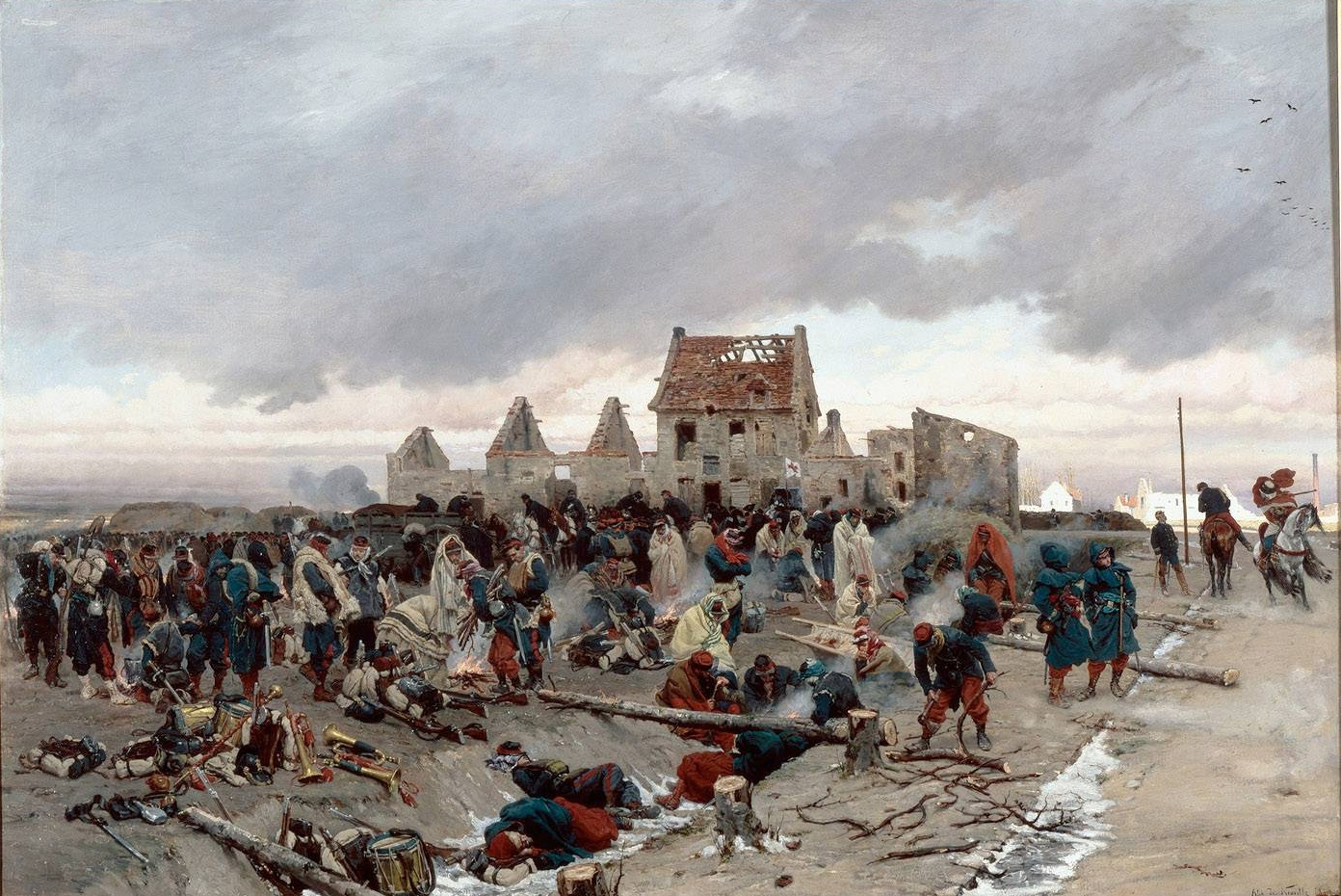
«Табір французьких вояків біля села ле Бурже», 1870 р. (варіант - 1873 р.)
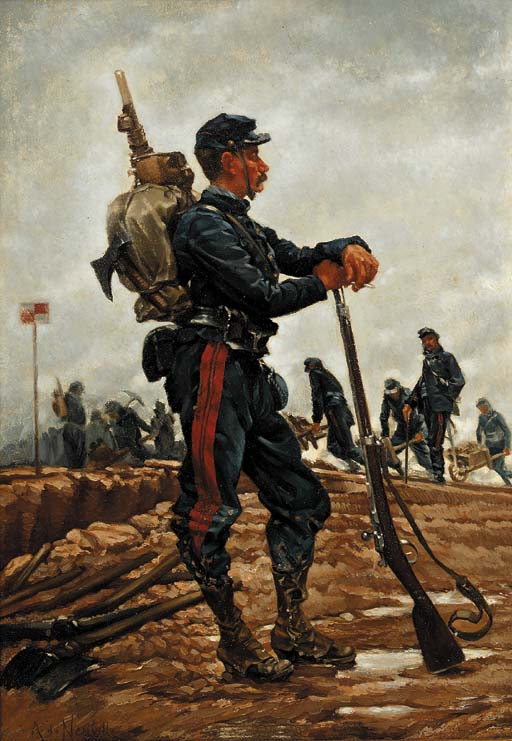
«Французький військовий інженер», 1885 р.

## Побутовий жанр в живопису Сполучених Штатів

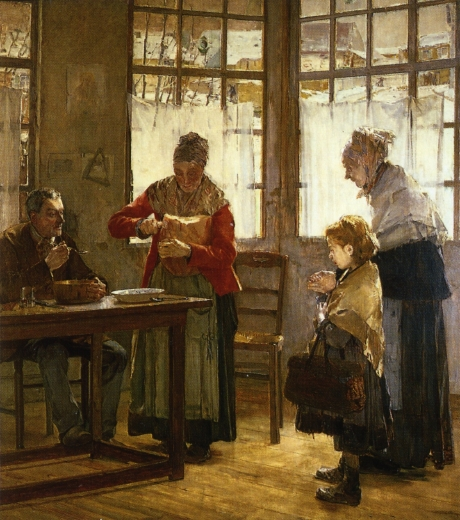
Волтер Гай, «Милосердя», 1889 р.

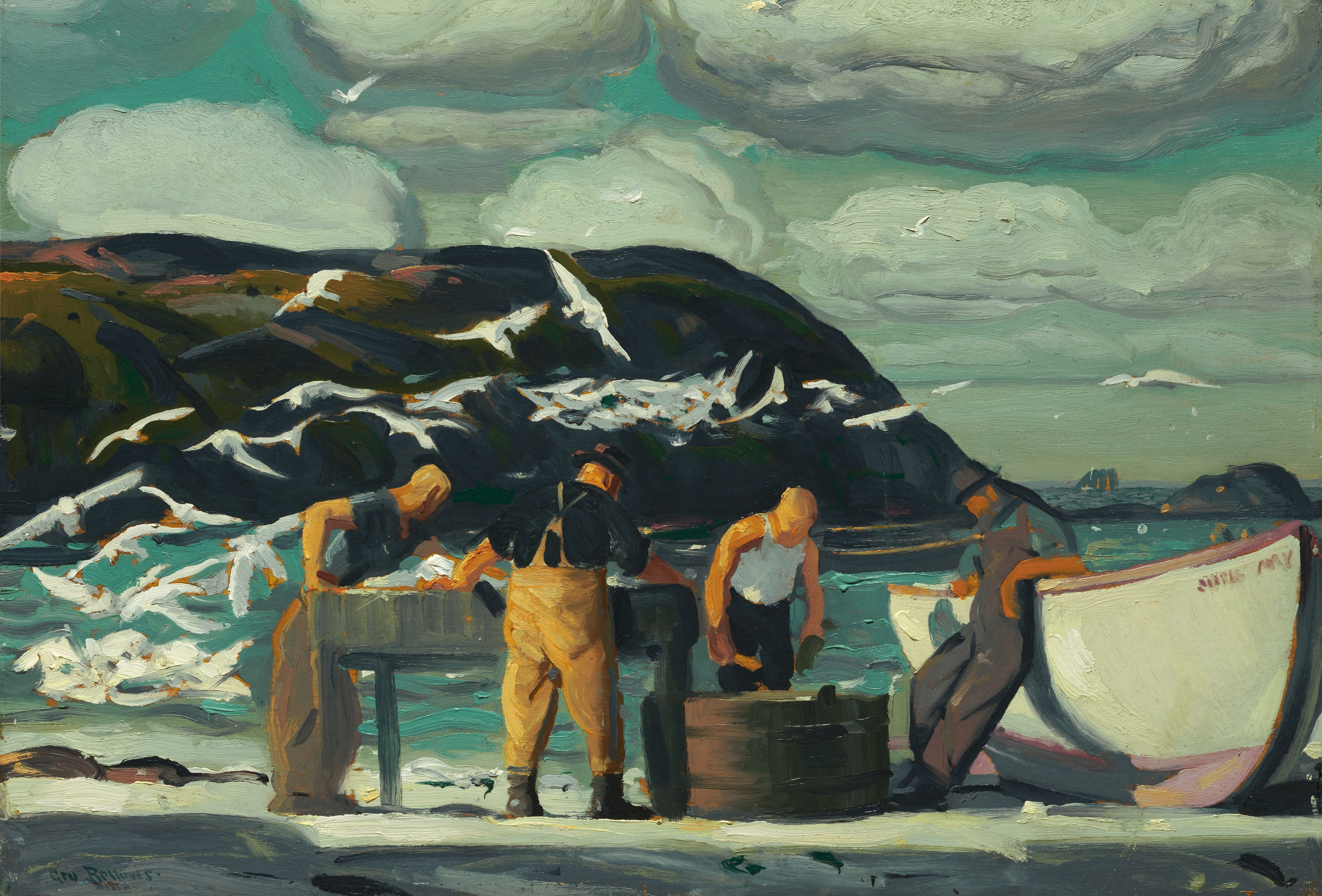
Джордж Беллоуз. «Чистка риби», 1913 р., Художній музей Нельсон-Аткінс
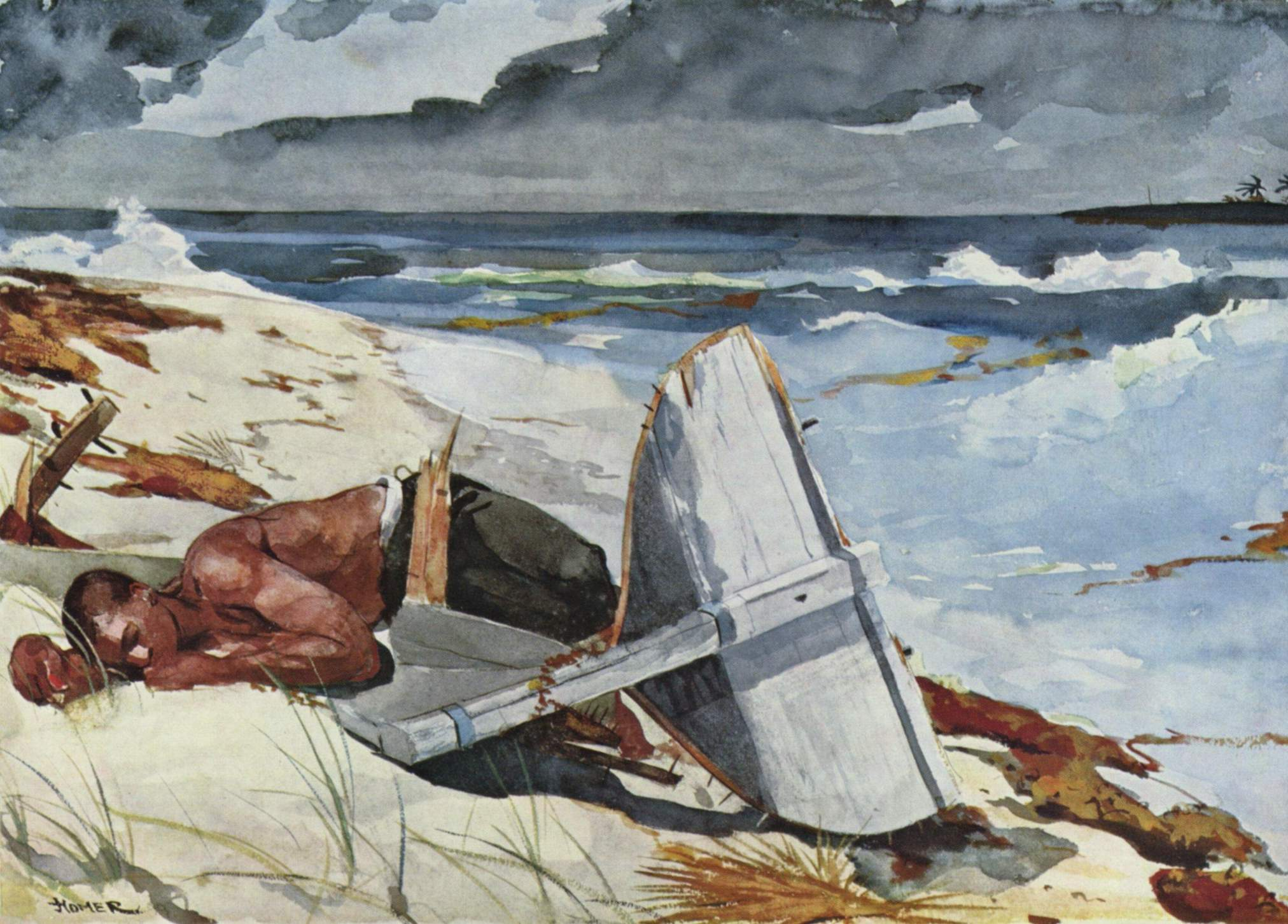
Вінслов Гомер, Торнадо убивця
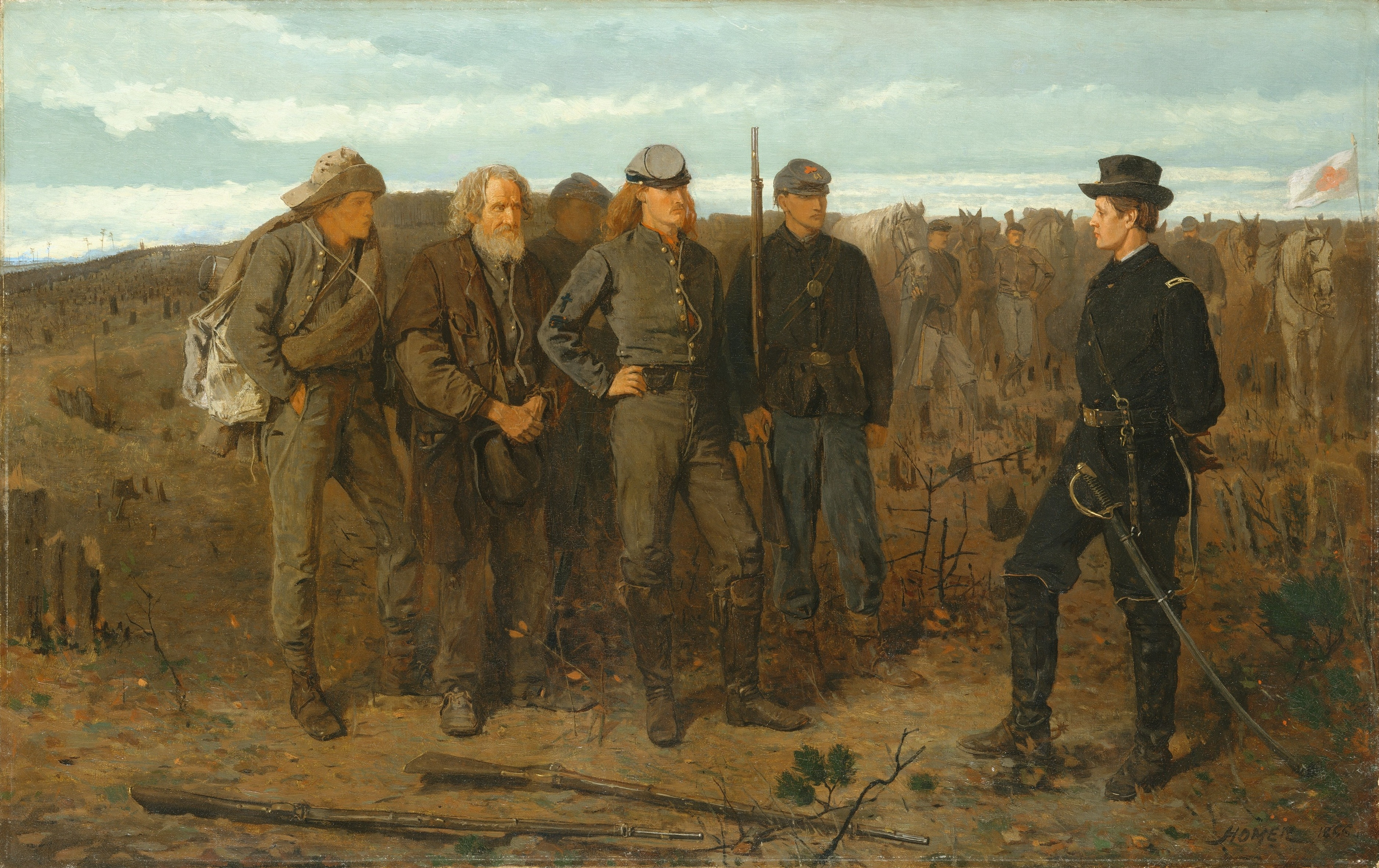
Вінслов Гомер, Полонені на фронті
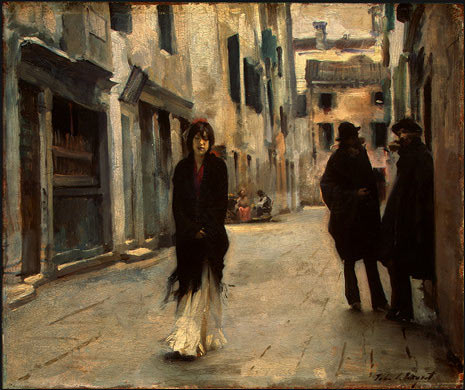
Джон Сінгер Сарджент, Вулиця в Венеції, 1882 р.

## Побутовий жанр і західноєвропейський орієнталізм

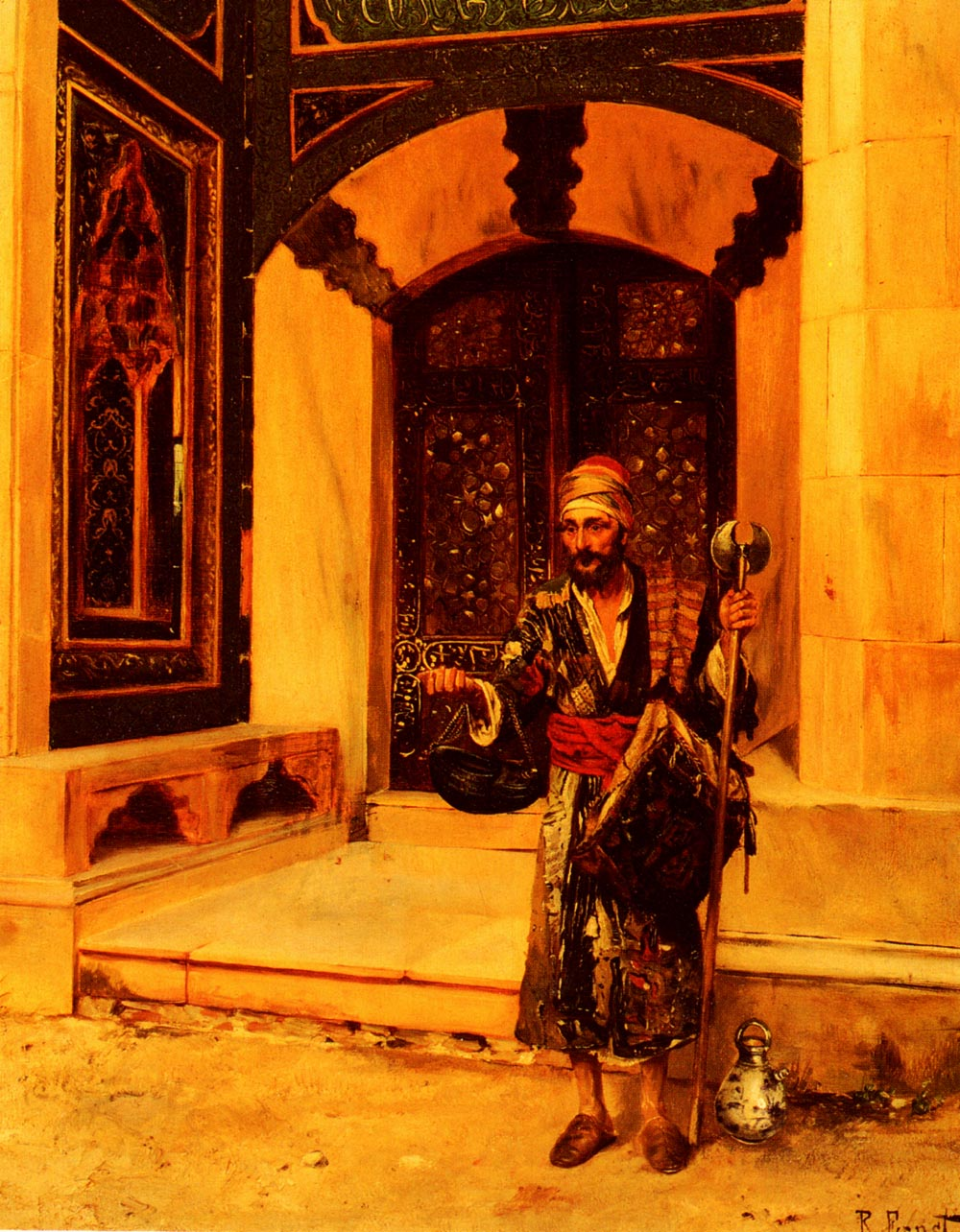
Рудольф Ернст. «Арабський жебрак»

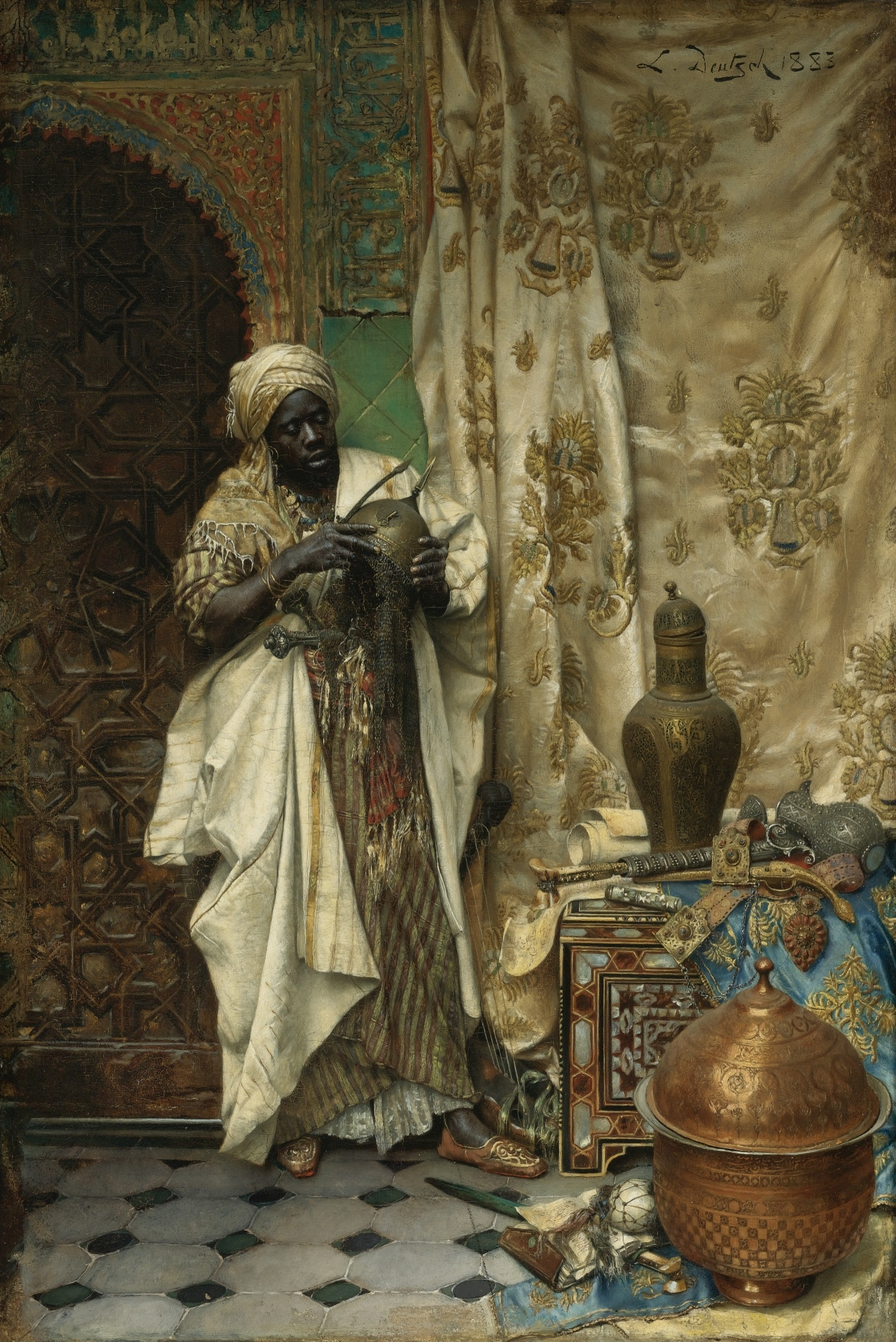
Людвиг Дойч. «Обстеження шолому», 1883 р.
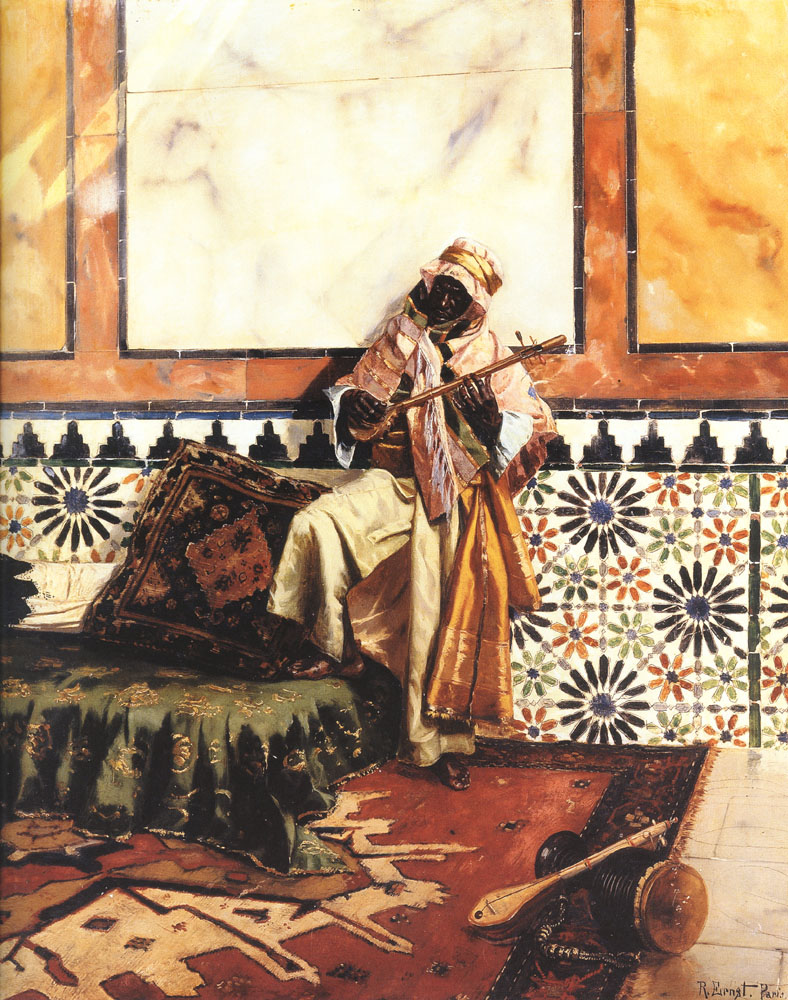
Рудольф Ернст. «Музикант з Північної Африки»
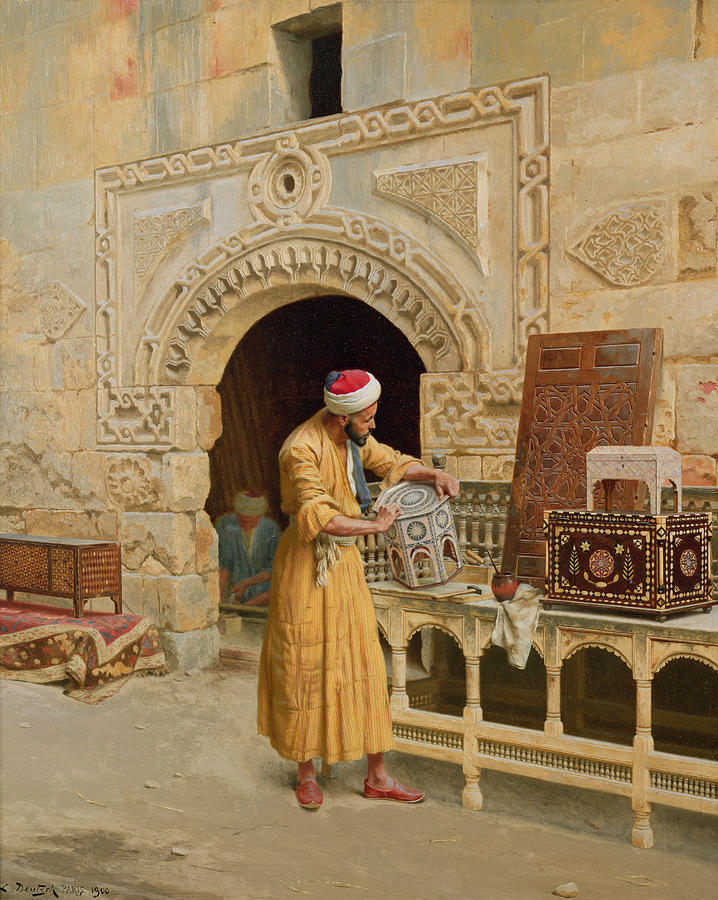
Людвиг Дойч. «Мебляр в Каїрі». 1900 р.
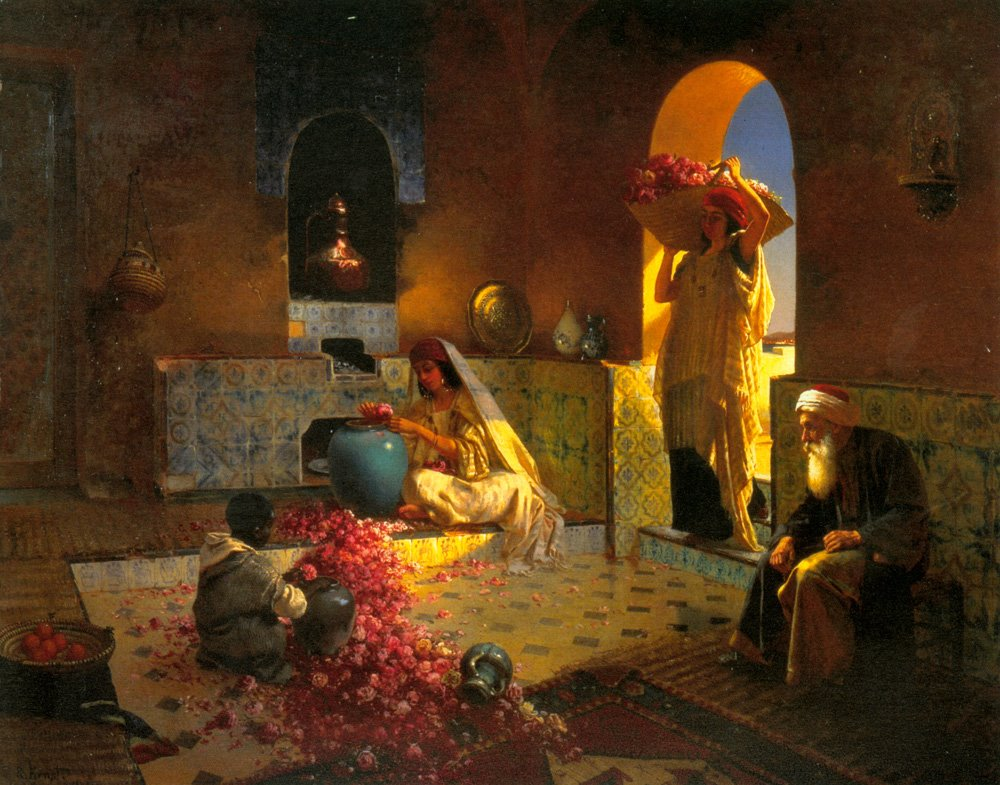
Рудольф Ернст. «Виготовлення парфуму з пелюсток троянд»

## В XIX ст

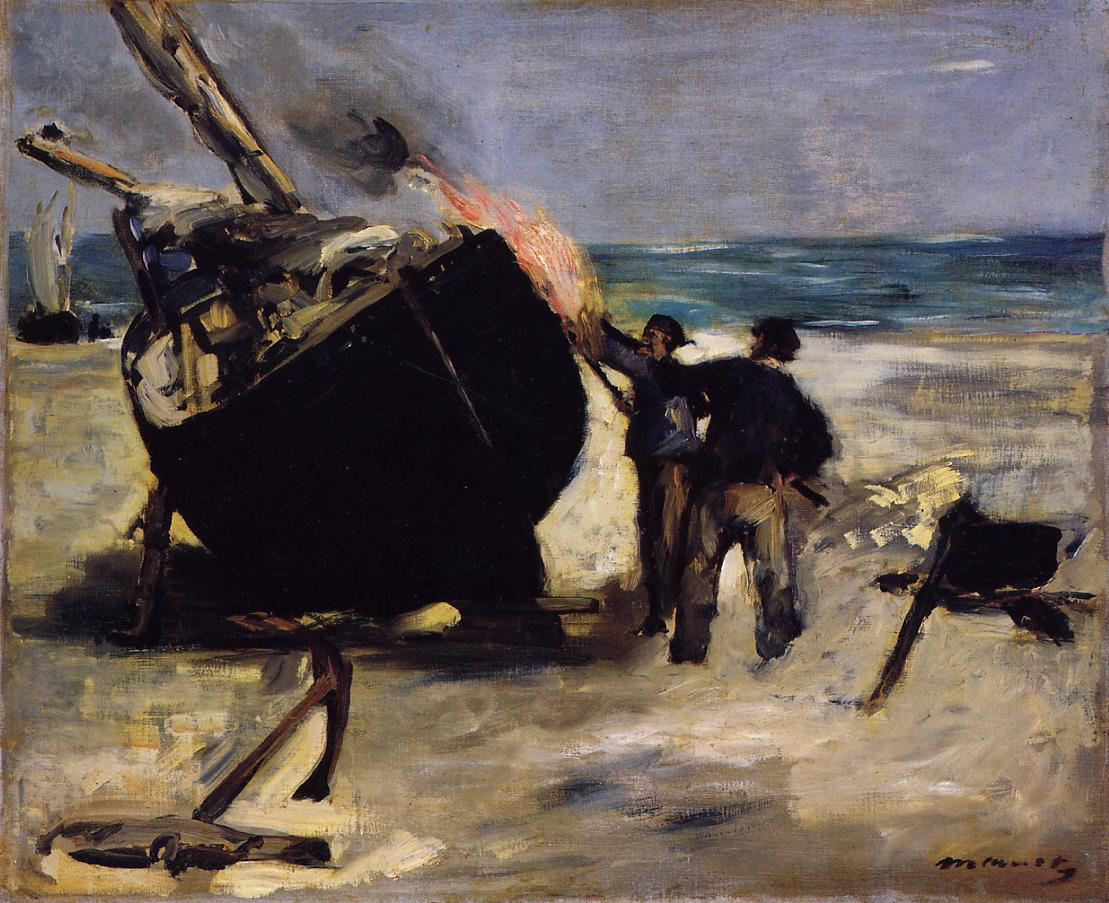
Едуар Мане. «Смолять боки рибальського човна», 1873 р., Фонд Барнса, Філадельфія

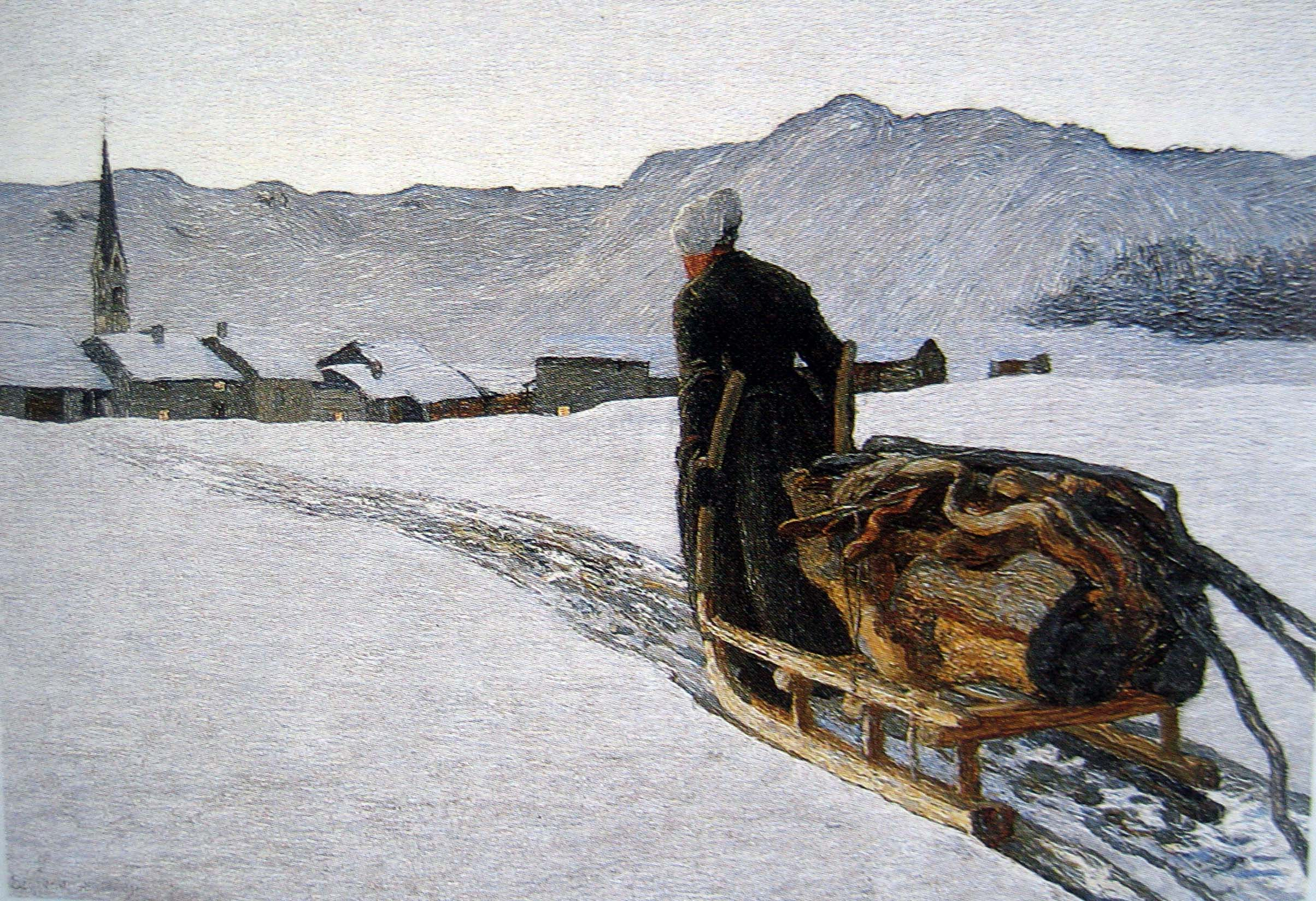
Джованні Сегантіні, «Селянка тягне дрова взимку»

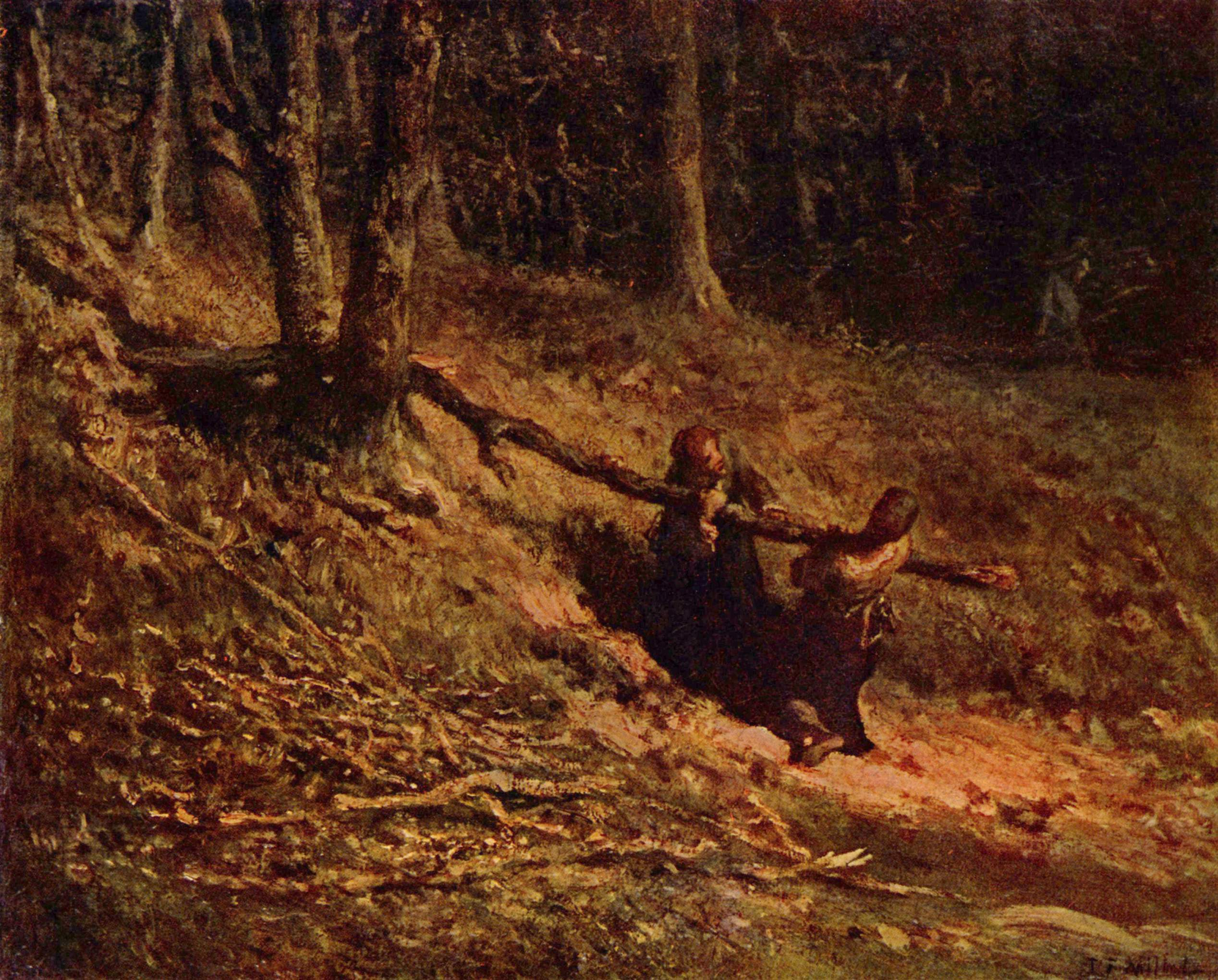
Жан-Франсуа Мілле, «Збирачки хмизу»

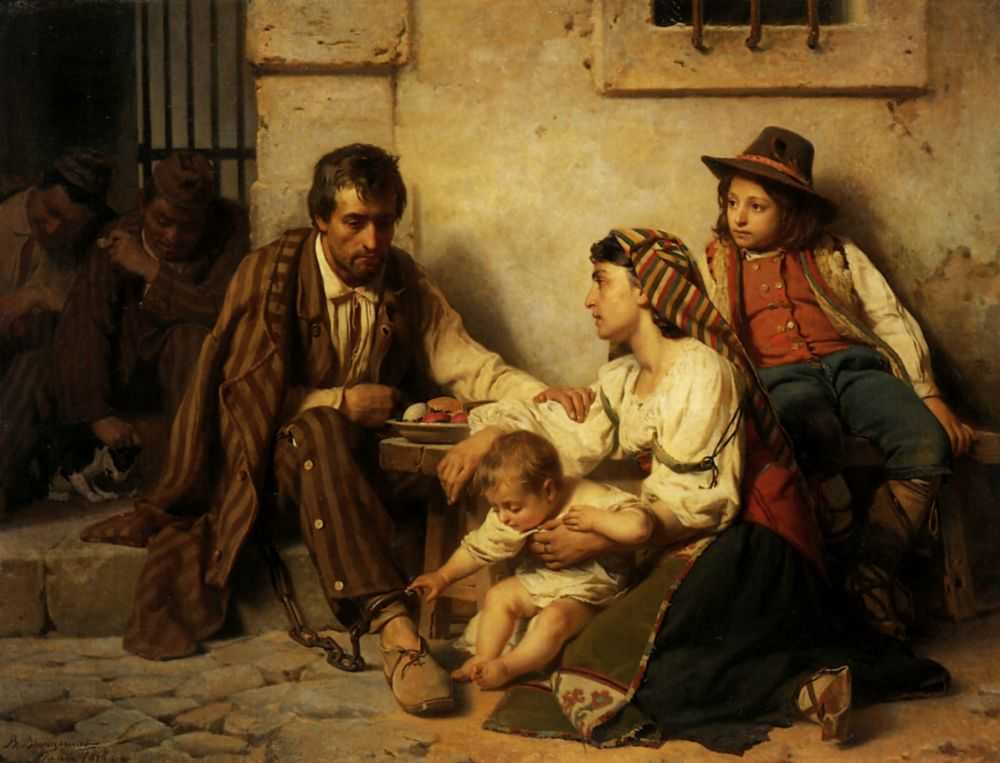
Верещагін Василь Петрович, Відвідини в'язня його родиною в Італії

Джон Сінгер Сарджент. «Колодязь в Венеції», до 1882 р.

Незважаючи на монополію аристократів на мистецтво, збережену в XIX ст., воно невпинно демократизується. Але ця демократизація дещо іншого характеру, ніж у голландців XVII ст., коли приваблювали прозаїчні, буденні чи кумедні, гумористичні ситуації (Ян Стен, «Автопортрет з дружиною напідпитку», Карел Фабріціус, «Сплячий вартовий»). В мистецтво XIX ст. приходять повноправними героями — знедолені, хворі, покинуті жебраки, каліки, раби, в'язні чи військові полонені, люди соціального дна. Їх століттями ігнорувало, не помічало мистецтво. Полонені і раби прийшли ще в мистецтво бароко, але трактовані вони там — як декоративна деталь побуту монарха, ознака його перемог, військової слави, здатності підкорювати. Навіть представники академізму трактують набридлі римські сюжети в побутовому плані (Альма Тадема, «Крамничка виноторговця», Генрик Семирадський, «За прикладом богів»)
В картинах майстрів XIX ст. знедолені і раби остаточно втратили декоративність, вони страждають неприховано, не ховаючи розгубленості, болю і туги. Нічого декоративного, поетичного в побуті голландських ткачів, європейських і американських рибалок, бідних містян Японії, в побуті селян з ведмежих кутків Франції, Росії чи Північної Італії XIX століття. Невирішені соціальні проблеми вибухають то повстанням, то національно-визвольною війною, то революцією. Світом покотилася хвиля скасування рабства і кріпацтва — однак без істотного поліпшення важкого стану мільйонів людей.
В XIX ст. побутовий жанр переживає черговий розквіт в різних країнах, де сценки побуту зображені вже підкреслено реалістично, надзвичайно правдиво, з більшою чи меншою долею ідеологічних настанов. Серед митців — прихильників побутового жанру
- Теодор Руссо
- Оноре Дом'є
- Венеціанов і його школа
- Едуар Мане
- скульптор Константен Меньє
- Едгар Дега
- Врубель Михайло Олександрович
- Рєпін Ілля Юхимович
- Ярошенко Микола Олександрович
- Сєров Валентин Олександрович
- П'єр-Огюст Ренуар
- Поль Гоген
- Хокусай
- Андо Хіросіге
- Вінслов Гомер
- Джон Сінгер Сарджент
- Джордж Беллоуз
- Кете Кольвіц
- Адольф Менцель та ін.

Особливе місце в мистецтві XIX ст. і в побутовому жанрі посіли твори француза Франсуа Мілле, італійця Джованні Сегантіні, голландця Вінсента ван Гога, Вінслоу Хомера, (зі США). І без туманних натяків і темних символів картини цих майстрів стають символом виснажливого існування представників народу, важкого сільського життя взагалі.

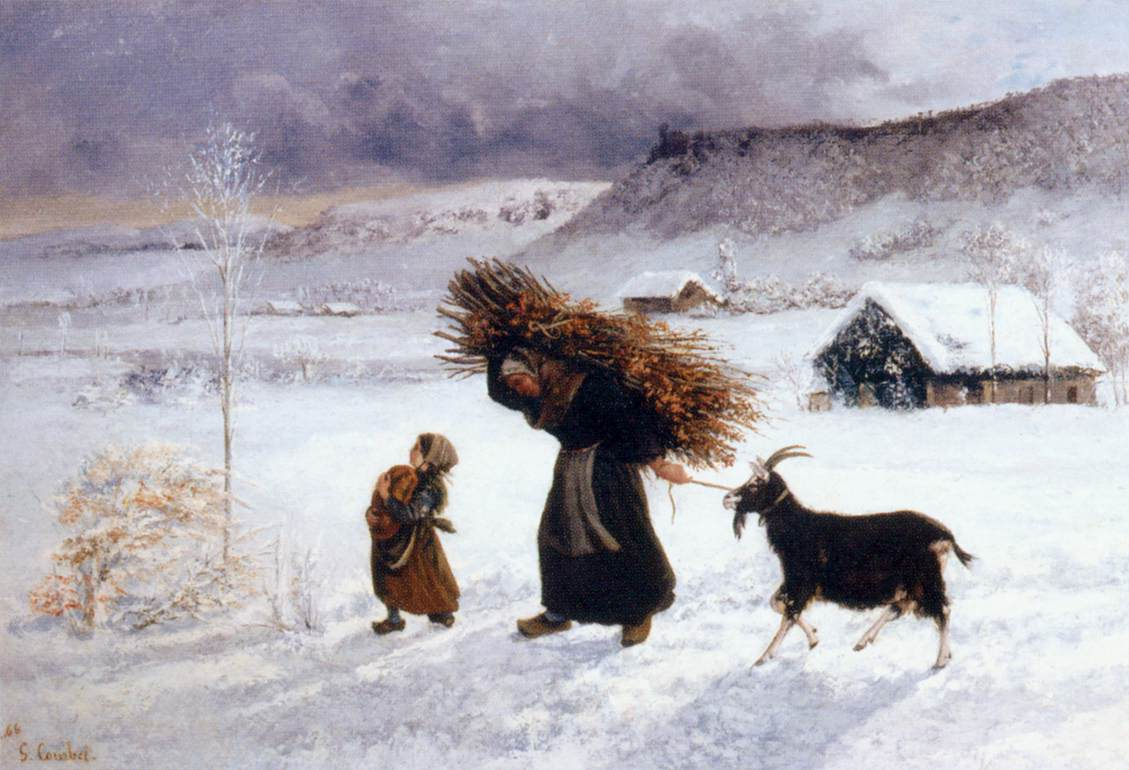
Гюстав Курбе, «Бідна селянка взимку»
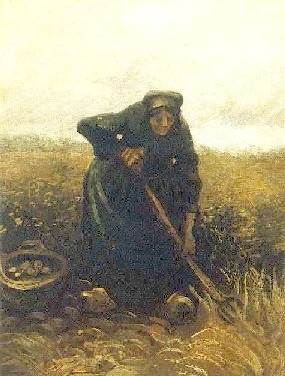
Вінсент ван Гог, «Селянка копає картоплю»
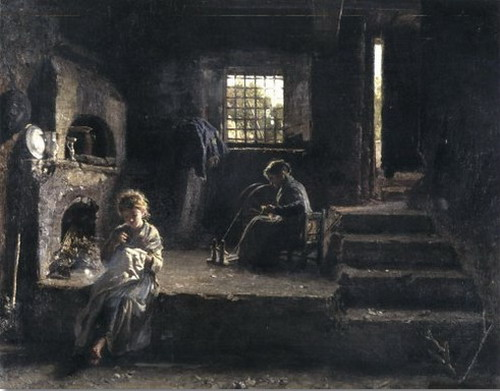
Філіппо Паліцци, «Бідна оселя»
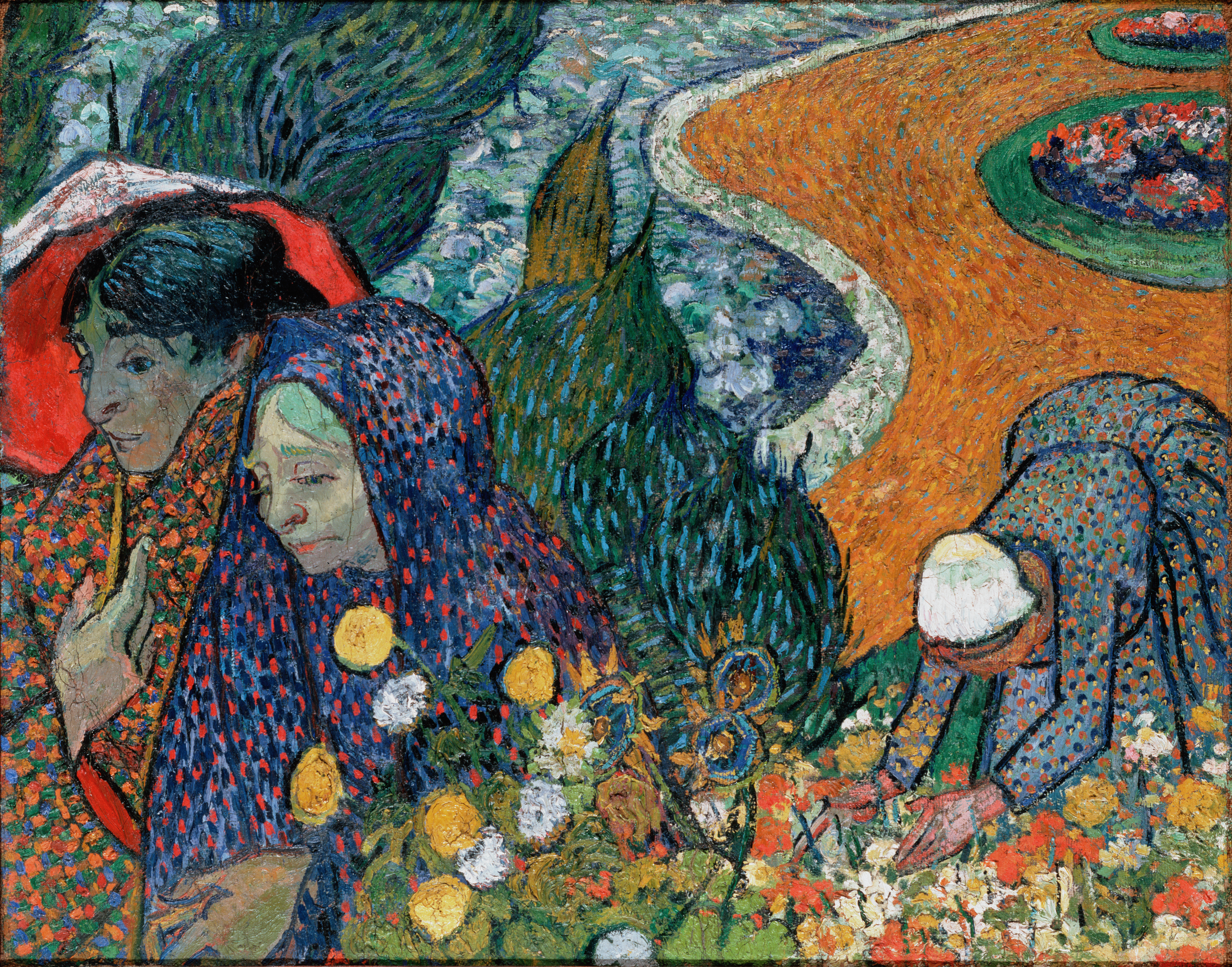
Вінсент ван Гог, «Спогади про сад в Еттені»
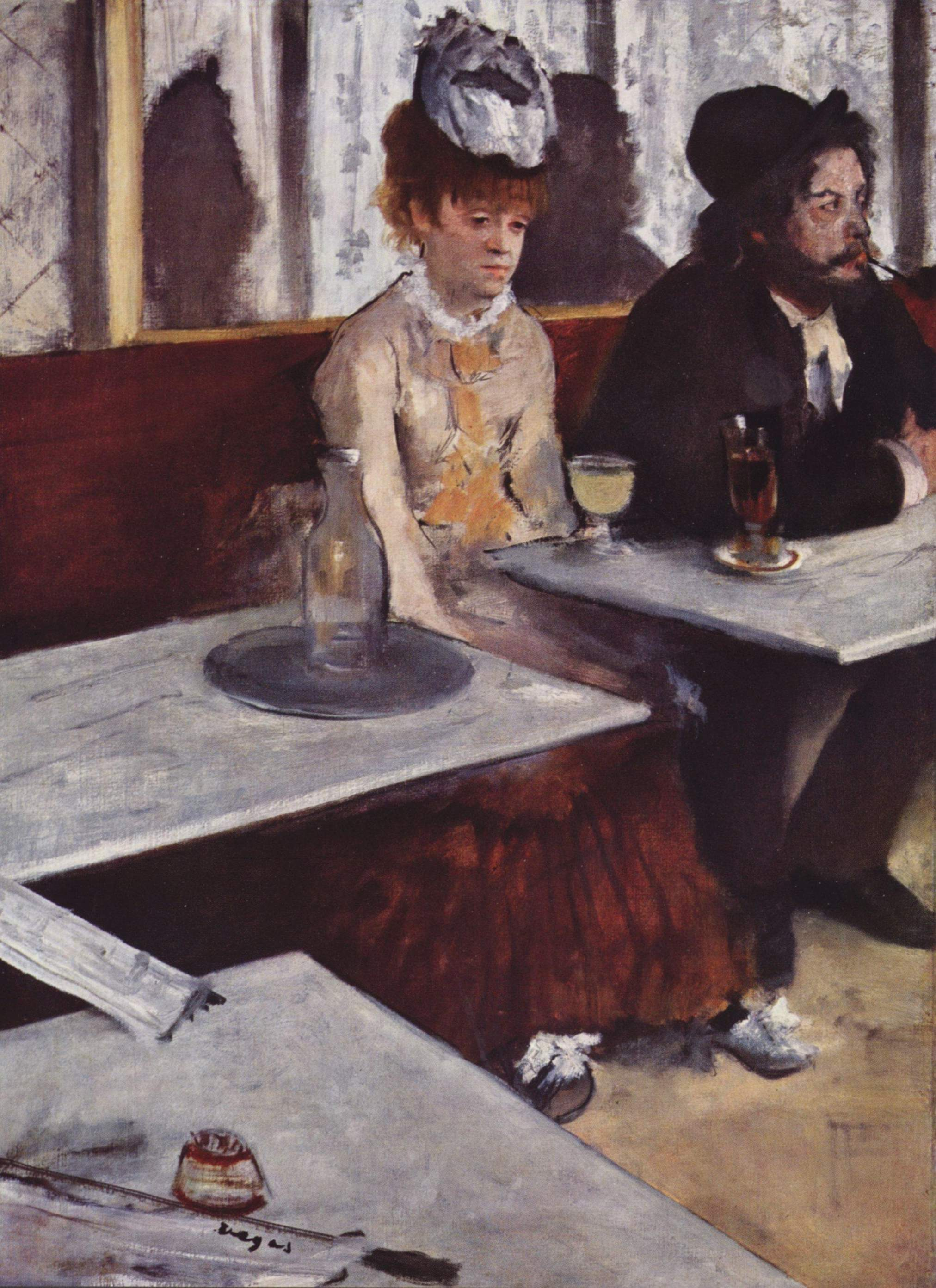
Едгар Дега, Абсент
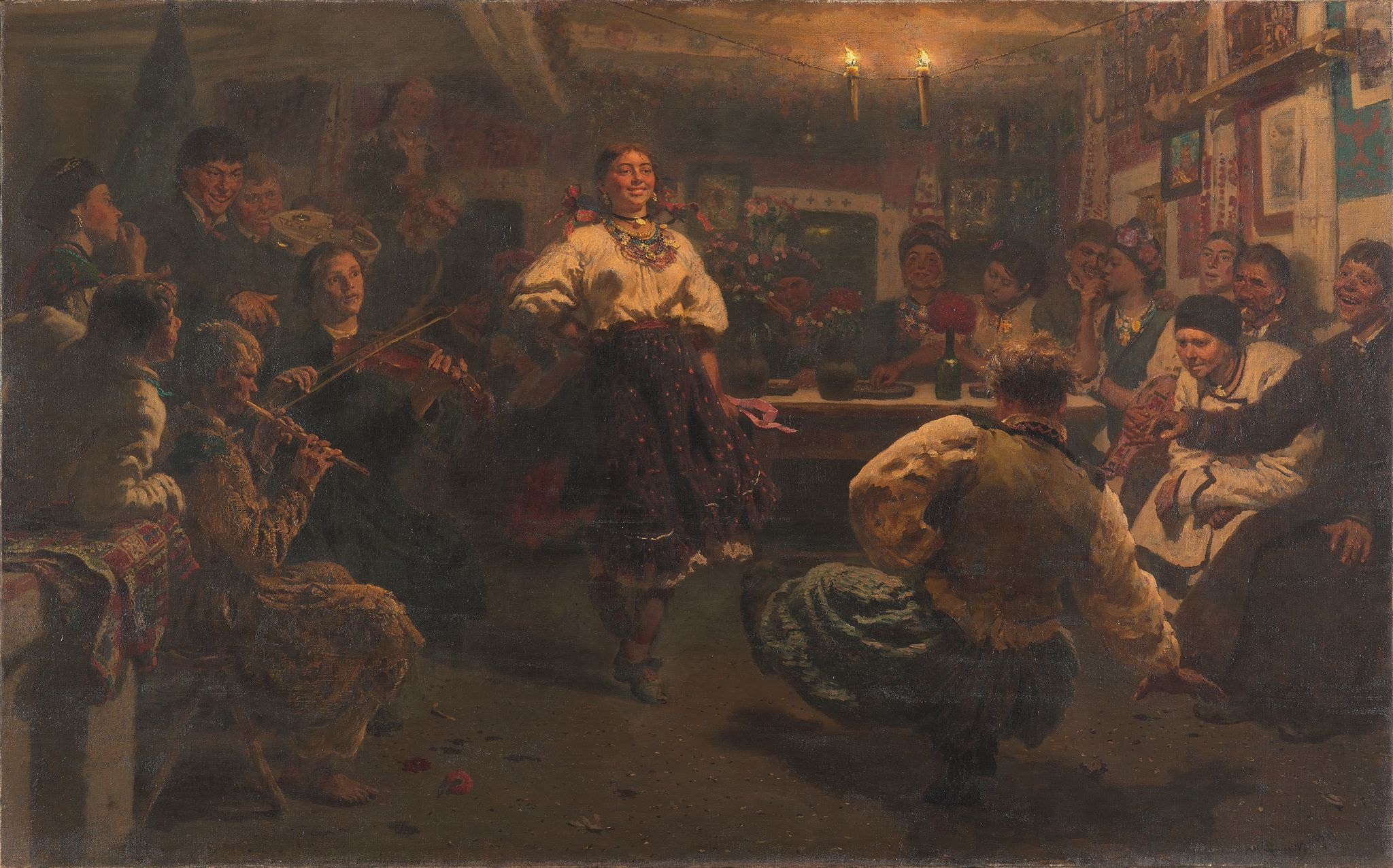
Ілля Репін, Вечорниці, Третьяковська галерея
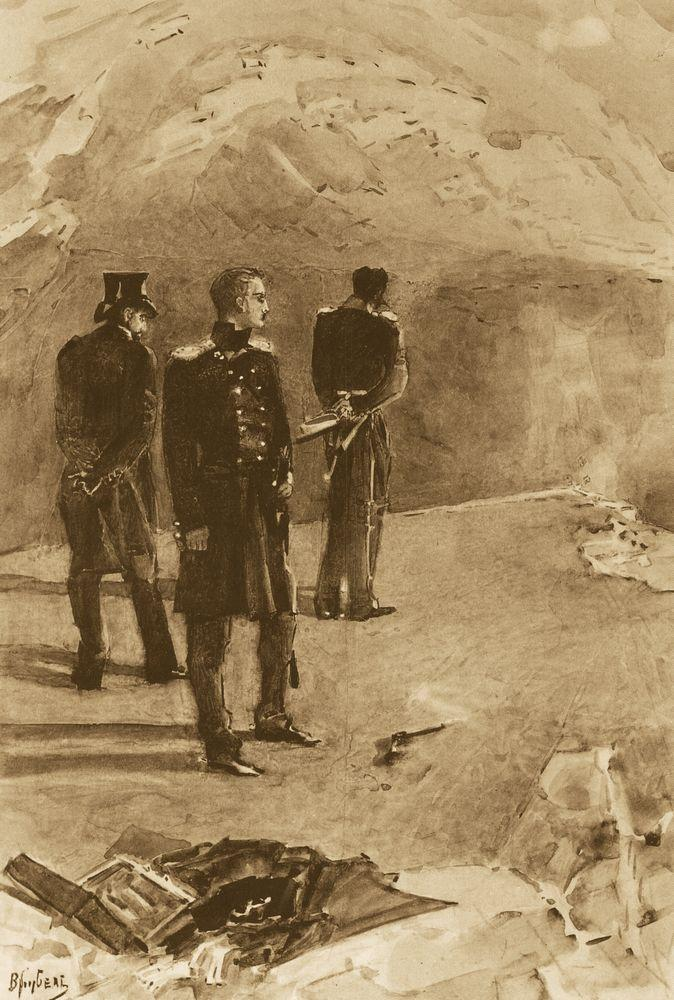
Врубель, «Дуель Печоріна з Грушницьким», світлина до повісті «Герой нашого часу»
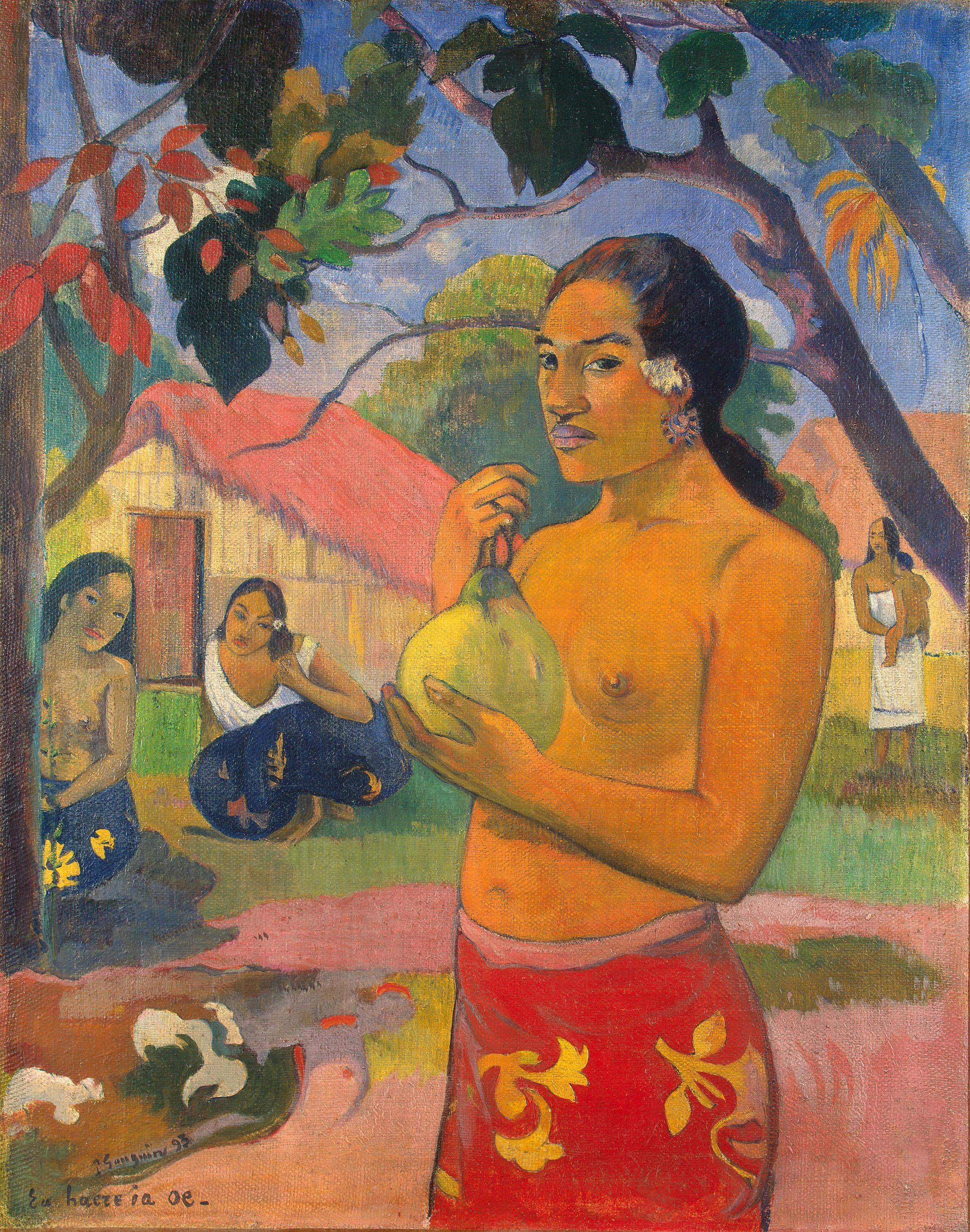
Поль Гоген, «Жінка з тропічним фруктом».
Педер Северін Крейєр. «Жінки і рибалки обробляють рибу», 1875 р.
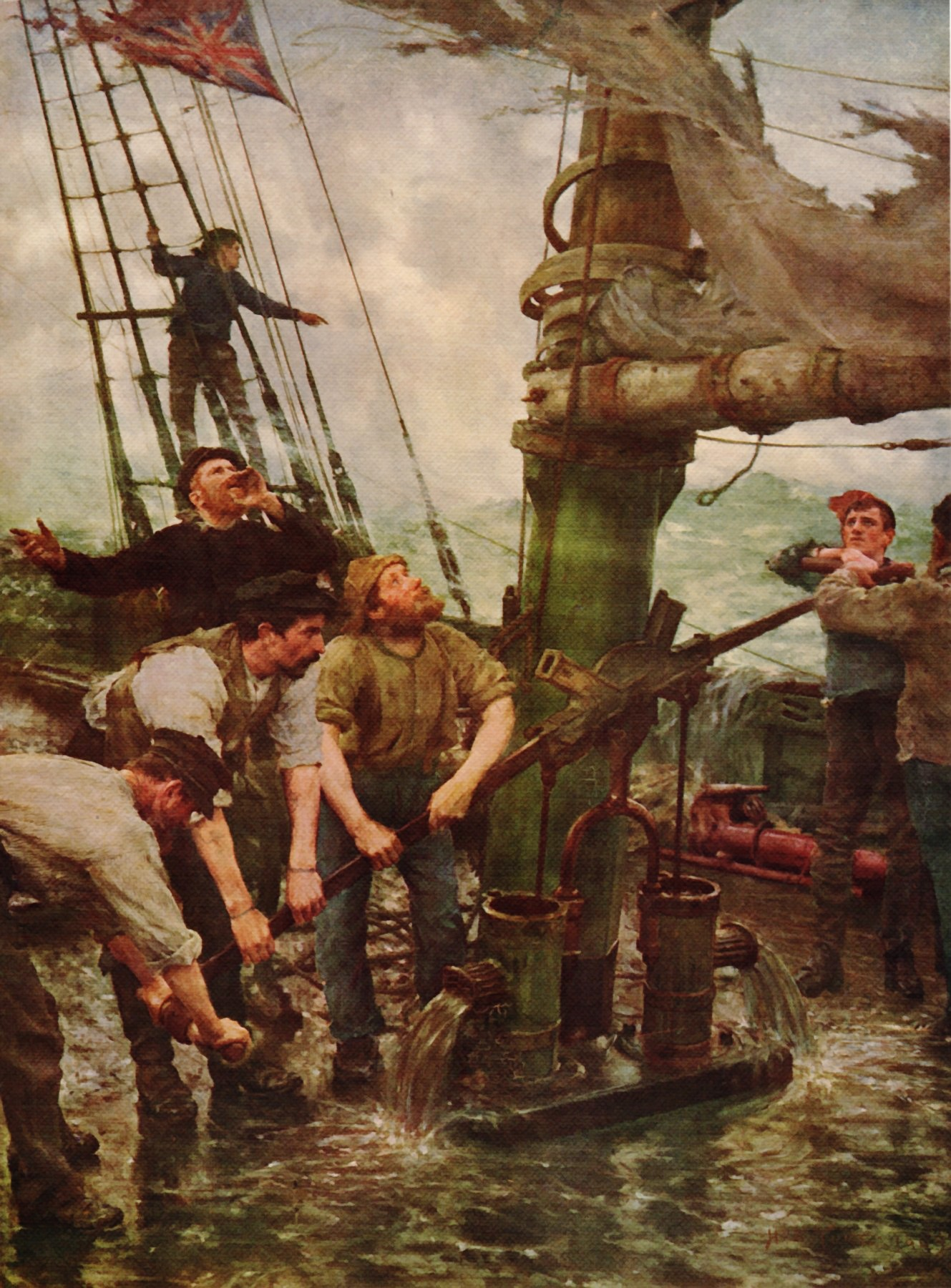
Генрі Скот Тьюк, «Усі на помпу!», 1888 р.
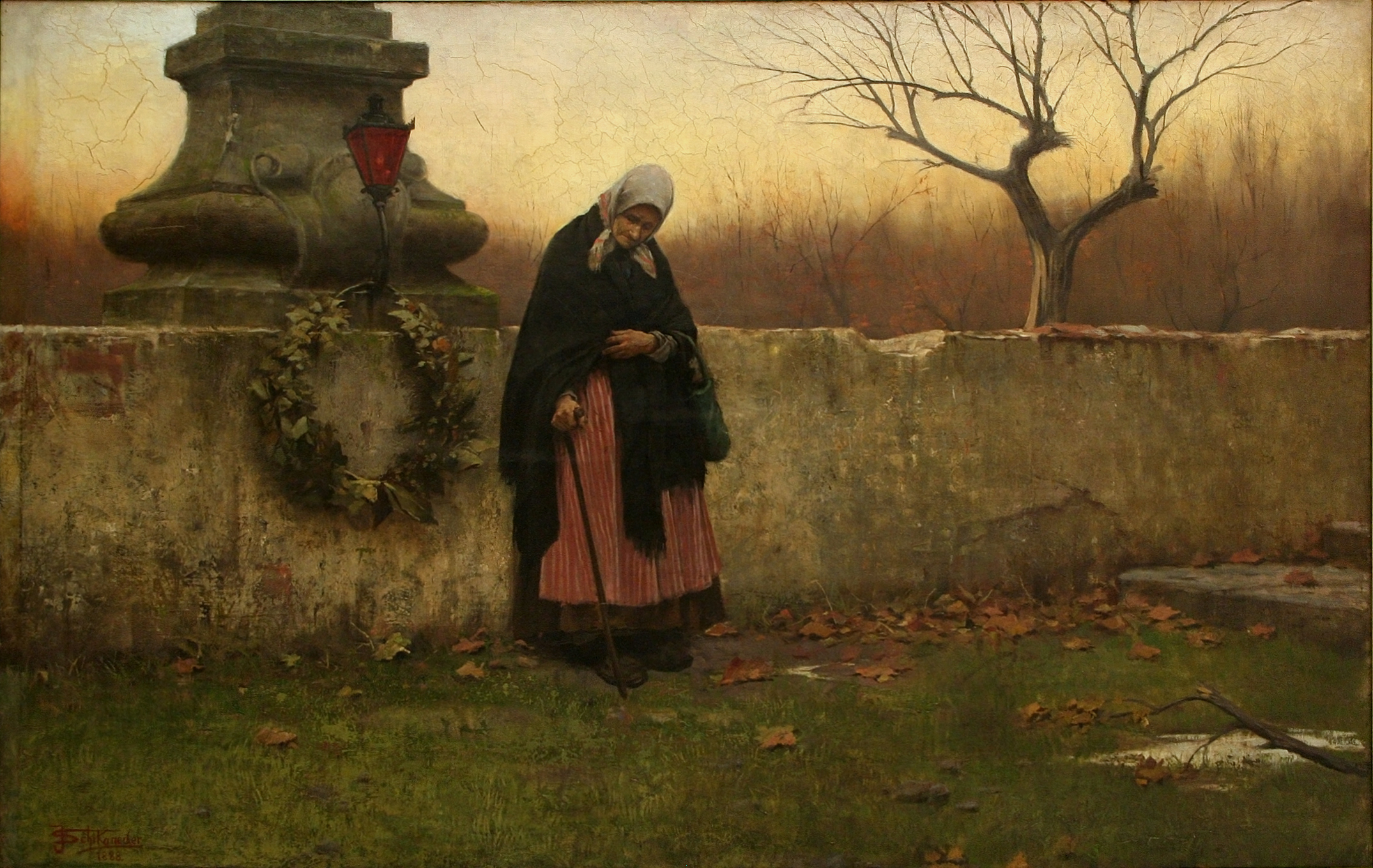
Якуб Шиканедер, «День Всіх святих», 1888 р.
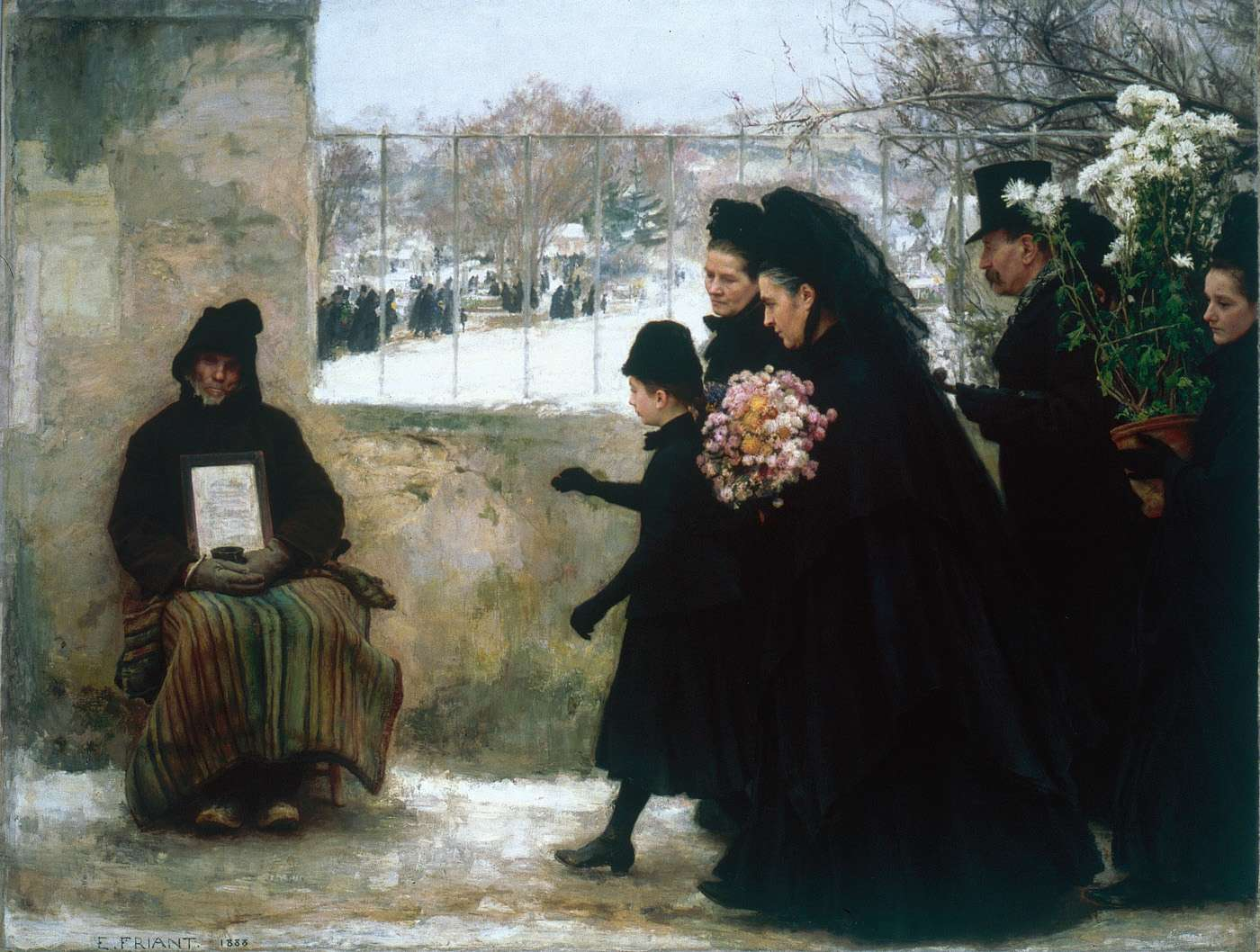
Еміль Фріан, «День Всіх святих» (Відвідини цвинтаря), 1888 р.

## Побутовий жанр. Нові теми в XIX ст.

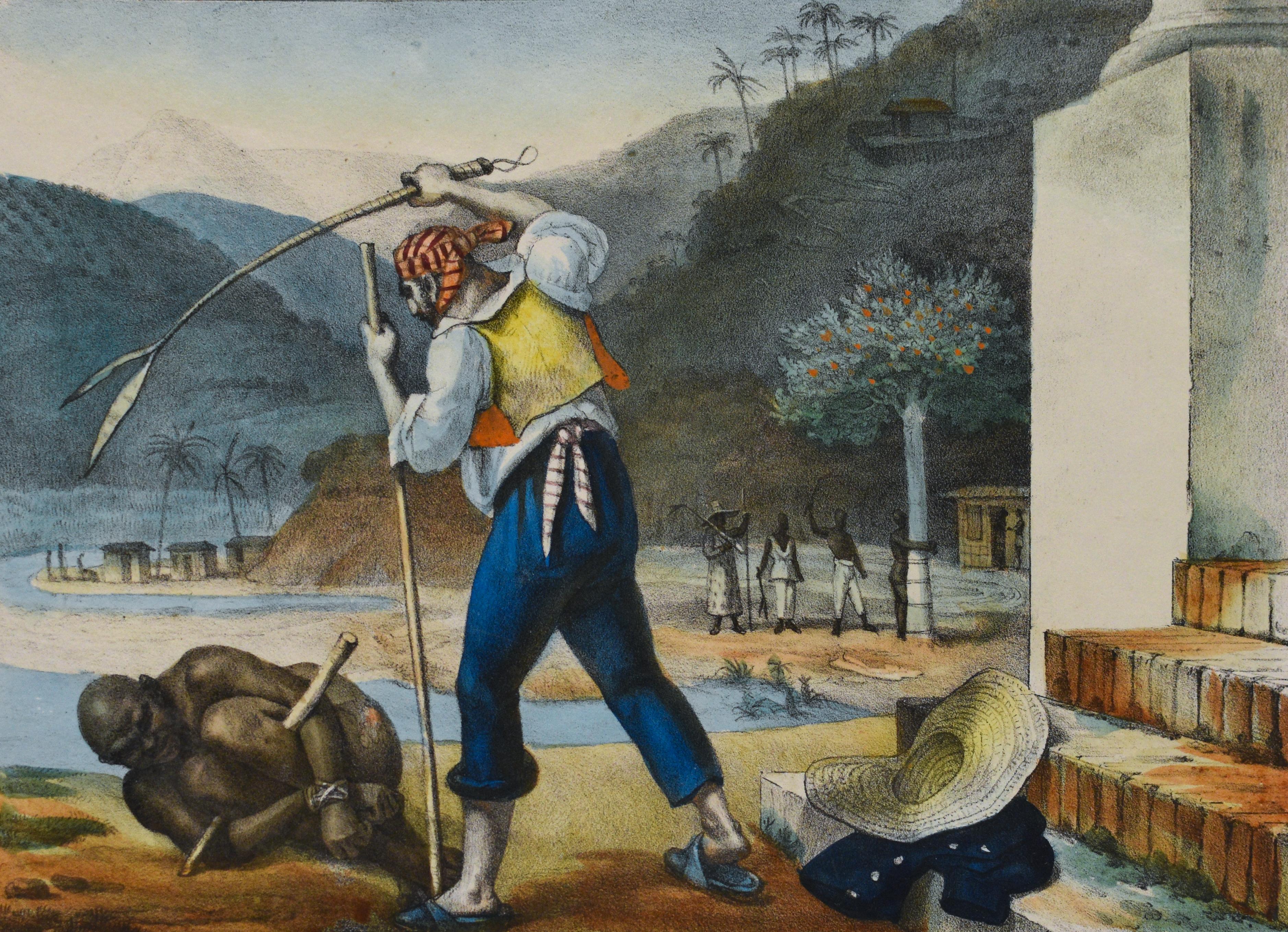
Малюнок Жана-Батіста Дебре. «Покарання раба-африканця в Бразилії», перша пол. XIX ст.

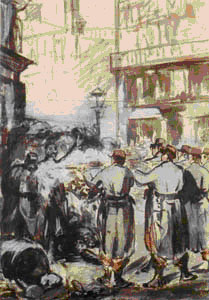
Едуар Мане, «Барикада в Парижі» 1871 р.

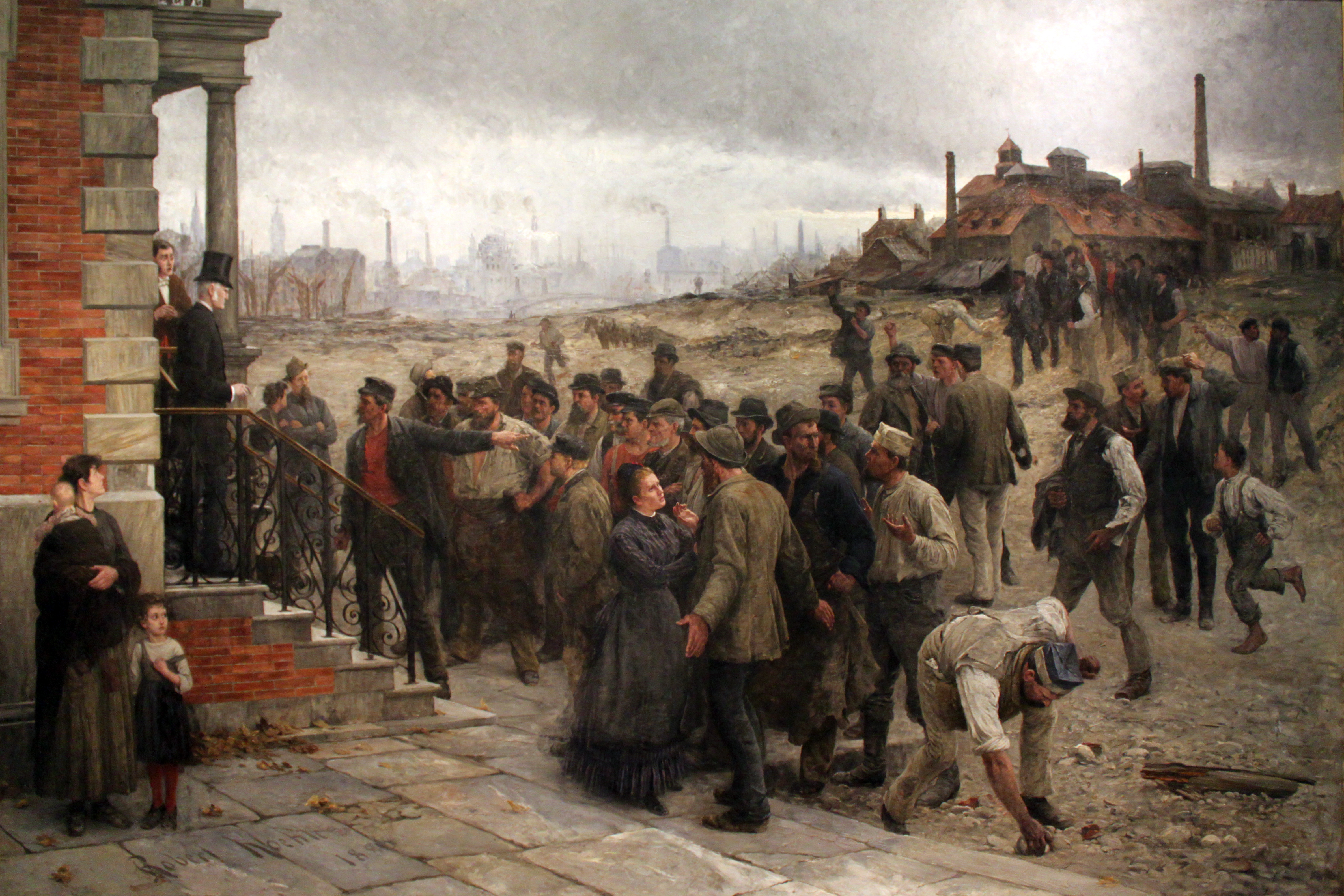
Роберт Кехлер. «Страйк в районі Шарлеруа», 1886 рік. Німецький історичний музей.

## В 20 столітті

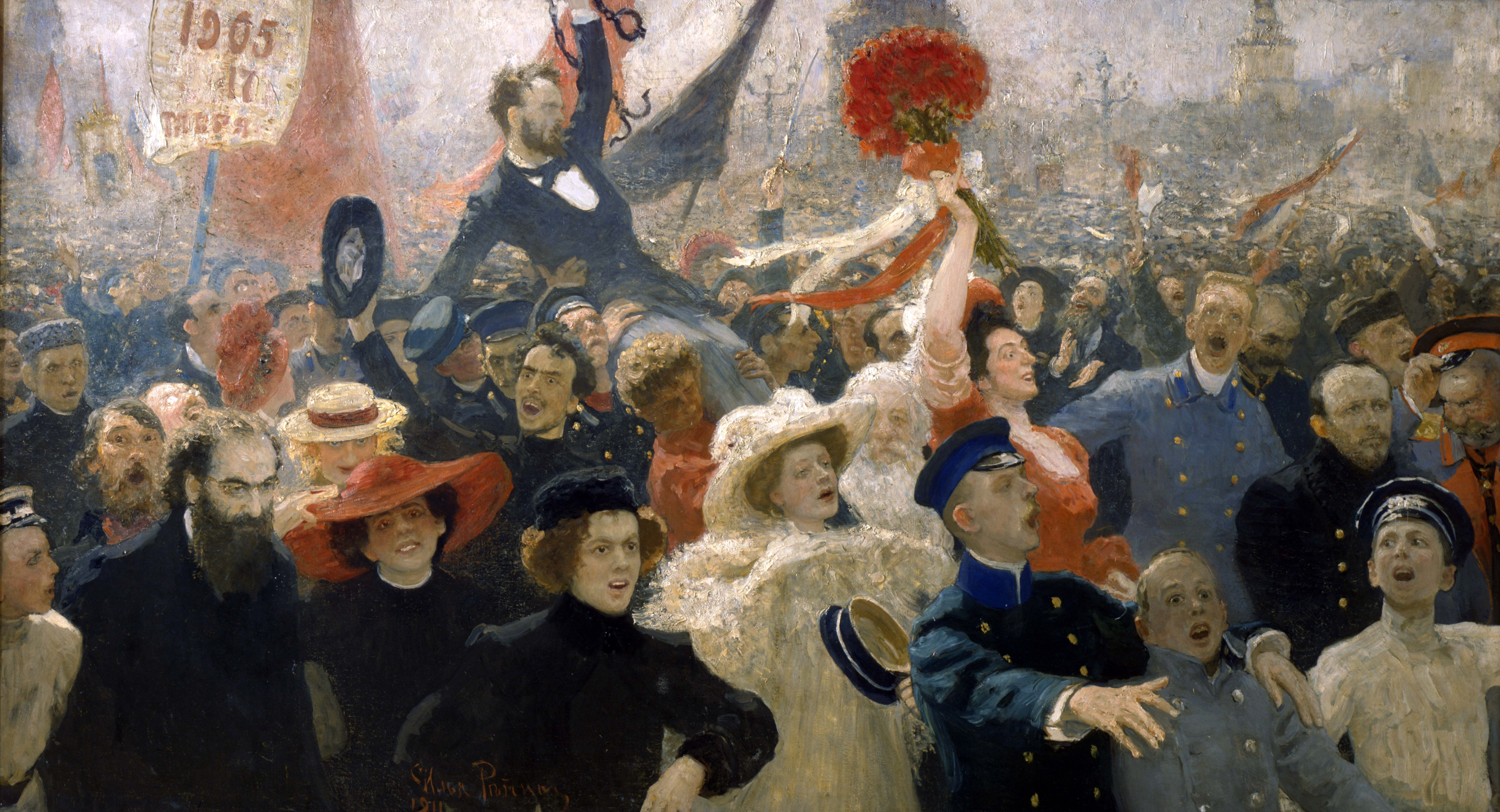
Ілля Репін, «Демонстрація 17 жовтня 1905 року»

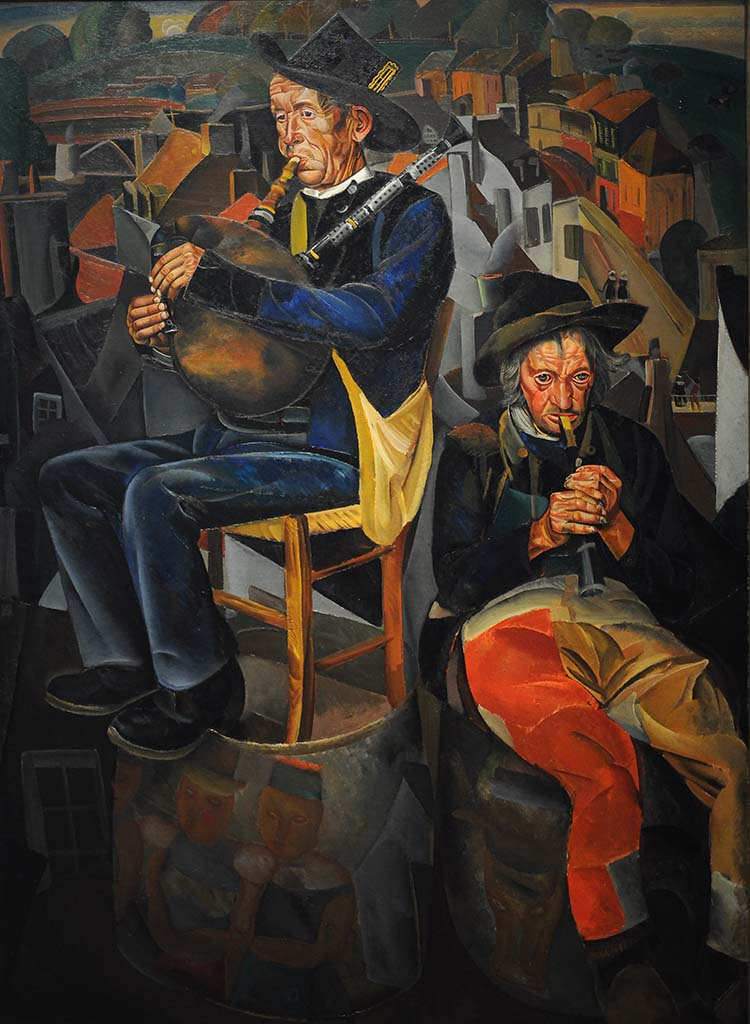
Григор'єв Борис Дмитрович, «Два музики»

Жозе Мальйоа. « Сієста » (відпочинок селян у спекотну пору дня), 1909 р.

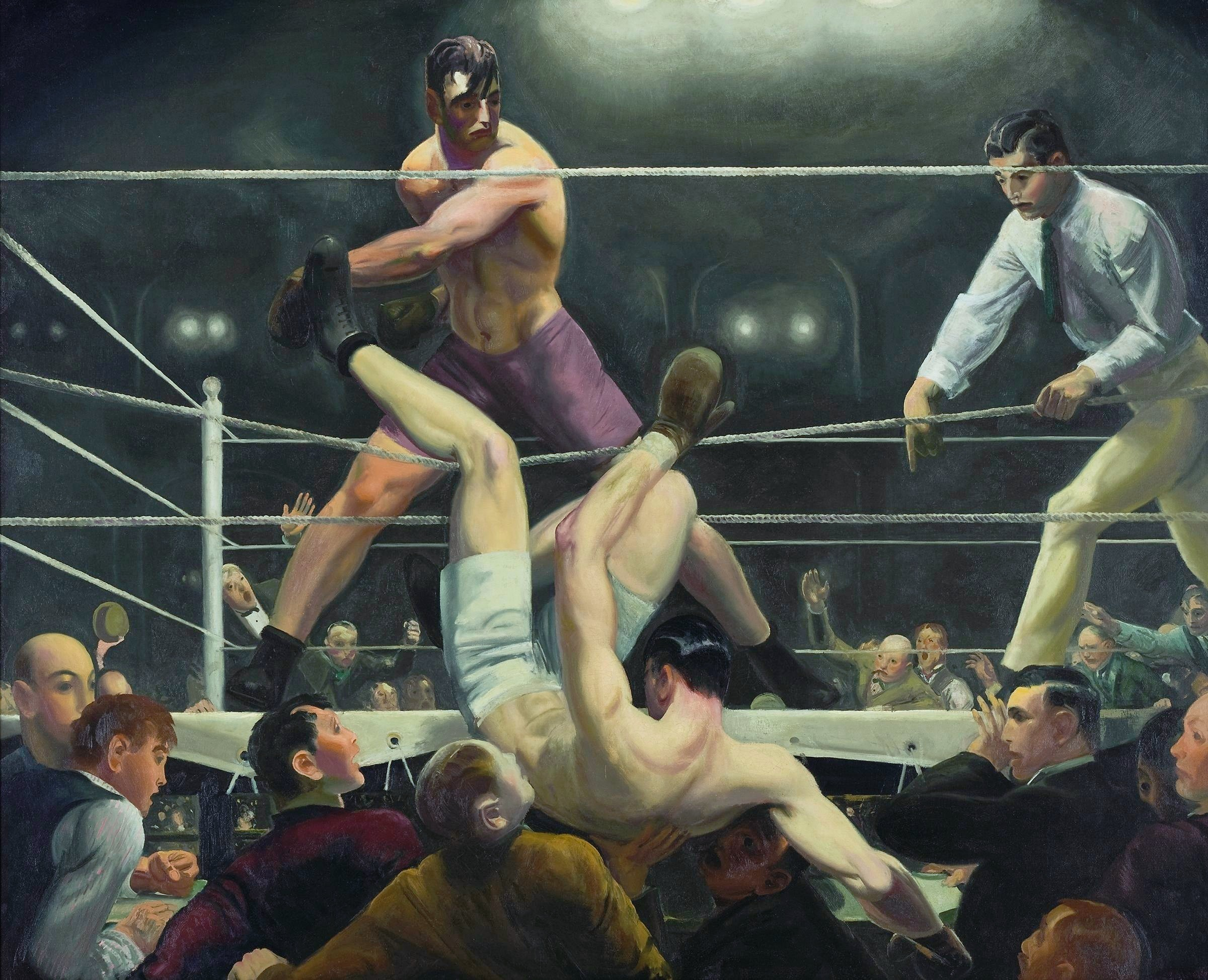
Джордж Беллоуз, «Двобій Демпсі та Фірпо», 1924 р.

Значне загострення соціальних проблем і протиріч в усіх галузях життя в XX ст., війни, революції, соціальне розмежування, національно-визвольні рухи, промислові і наукові революції, вибуховий розвиток техники, урбанізація — все це рішуче міняло побут мільйонів людей в капіталістичних країнах, надавало йому імпульсивніть, нестабільність. Велетенскі виросли бездуховність, розгубленість людей перед швидкоплинними змінами, небезпекою від політичних режимів, перед дегуманізацією науки, перед невизначеністю власного майбутнього. Відгукнувся на ці зміни і побутовий жанр, митці якого узялися аналізувати і досліджувати усі закутки особистого і суспільного життя, його недоліки, страждання пересічної людини з натовпу, її самотність, надії, спротив, готовність до боротьби задля захисту себе і дітей. Серед митців побутового жанру XX століття
- Пабло Пікассо
- Ігнасіо Сулоага
- Борис Кустодієв
- Джордж Беллоуз
- Роквел Кент
- Пластов Аркадій Олександрович
- Мурашко Олександр Олександрович
- Серебрякова Зінаїда Євгенівна
- Григор'єв Борис Дмитрович
- Жилінський Дмитро Дмитрович
- Ренато Гуттузо
- Ендрю Ваєт
- Коржев Гелій Михайлович
- Дієго Рівера
- Арнаутов Віктор Михайлович
- Тутунджан Джанна Таджатівна
- Попков Віктор Юхимович
- Горська Алла Олександрівна, тисячі майстрів гравюри, порцеляни, скульптури, книжкової, газетної, журнальної ілюстрації, фото.